# UEFA Champions League 2018/19
De UEFA Champions League 2018/19 was het 64e seizoen van het belangrijkste Europese voetbaltoernooi en het 27e seizoen sinds de invoering van de UEFA Champions League. De finale werd gespeeld op 1 juni 2019 in het Estadio Wanda Metropolitano te Madrid, Spanje. Real Madrid was de titelhouder, maar het werd reeds in de achtste finales uitgeschakeld door Ajax. Liverpool FC versloeg in de finale Tottenham Hotspur met 0-2. Het was voor Liverpool de eerste winst sinds 2005 en de zesde titel in totaal.

## Algemene info

### Wijziging format
Op 9 december 2016 bevestigde de UEFA een wijziging voor de UEFA Champions League-cyclus van 2018-2021. Deze was al aangekondigd op 26 augustus 2016. Onder de nieuwe regels geldt dat de winnaar van de UEFA Europa League 2017/18 automatisch geplaatst is voor de groepsfase van de UEFA Champions League 2018/19. Daarnaast zijn de vier hoogst geplaatste nationale voetbalbonden op de UEFA-landencoëfficënten direct geplaatst voor de groepsfase.

### Deelnemers per land
Een totaal van 79, 80 of 81 teams uit 54 van de 55 leden van de UEFA nemen deel aan de UEFA Champions League 2018/19 (dit is zonder Liechtenstein, omdat dit land geen eigen competitie heeft). De ranglijst is gebaseerd op de UEFA-Coëfficiënten, dit is belangrijk voor de plaatsing van het maximale aantal teams. Dit is als volgt:
- De associaties 1-4 plaatsen zich met vier teams.
- De associaties 5-6 plaatsen zich met drie teams.
- De associaties 7-15 plaatsen zich met twee teams.
- De associaties 16-55 (zonder Liechtenstein) plaatsen zich met slechts één team.
- De winnaars van de UEFA Champions League 2017/18 en UEFA Europa League 2017/18 plaatsen zich voor de groepsfase, ook wanneer zij dit niet via de nationale competitie gedaan hebben.

### De ranking
Voor de UEFA Champions League 2018/19, de verschillende associaties staan in volgorde van de UEFA-Coëfficiënten. Hierin worden meegenomen de prestaties in de Europese toernooien van 2012/13 tot en met 2016/17.
| Nr. | Land        | Coeff.  | Clubs |
| --- | ----------- | ------- | ----- |
| 1   | Spanje      | 104.998 | 4     |
| 2   | Duitsland   | 79.498  | 4     |
| 3   | Engeland    | 75.962  | 4     |
| 4   | Italië      | 73.332  | 4     |
| 5   | Frankrijk   | 56.665  | 3     |
| 6   | Rusland     | 50.532  | 3     |
| 7   | Portugal    | 49.332  | 2     |
| 8   | Oekraïne    | 42.633  | 2     |
| 9   | België      | 42.400  | 2     |
| 10  | Turkije     | 39.200  | 2     |
| 11  | Tsjechië    | 33.175  | 2     |
| 12  | Zwitserland | 32.075  | 2     |
| 13  | Nederland   | 31.063  | 2     |
| 14  | Griekenland | 27.900  | 2     |
| 15  | Oostenrijk  | 25.350  | 2     |
| 16  | Kroatië     | 25.250  | 1     |
| 17  | Roemenië    | 24.350  | 1     |
| 18  | Denemarken  | 24.000  | 1     |
| 19  | Wit-Rusland | 19.875  | 1     |

| Nr. | Land          | Coeff. | Clubs |
| --- | ------------- | ------ | ----- |
| 20  | Polen         | 19.750 | 1     |
| 21  | Zweden        | 19.725 | 1     |
| 22  | Israël        | 19.375 | 1     |
| 23  | Schotland     | 18.925 | 1     |
| 24  | Cyprus        | 18.550 | 1     |
| 22  | Noorwegen     | 18.325 | 1     |
| 26  | Azerbeidzjan  | 17.750 | 1     |
| 27  | Bulgarije     | 15.875 | 1     |
| 28  | Servië        | 15.375 | 1     |
| 29  | Kazachstan    | 15.250 | 1     |
| 30  | Slovenië      | 13.125 | 1     |
| 31  | Slowakije     | 11.750 | 1     |
| 32  | Liechtenstein | 11.000 | 0     |
| 33  | Hongarije     | 9.500  | 1     |
| 34  | Moldavië      | 9.500  | 1     |
| 35  | IJsland       | 8.375  | 1     |
| 36  | Finland       | 7.650  | 1     |
| 37  | Albanië       | 6.625  | 1     |

| Nr. | Land                  | Coeff. | Clubs |
| --- | --------------------- | ------ | ----- |
| 38  | Ierland               | 6.575  | 1     |
| 39  | Bosnië en Herzegovina | 6.500  | 1     |
| 40  | Georgië               | 6.375  | 1     |
| 41  | Letland               | 6.125  | 1     |
| 42  | Noord-Macedonië       | 5.625  | 1     |
| 43  | Estland               | 5.250  | 1     |
| 44  | Montenegro            | 5.250  | 1     |
| 45  | Armenië               | 5.125  | 1     |
| 46  | Luxemburg             | 4.875  | 1     |
| 47  | Noord-Ierland         | 4.500  | 1     |
| 48  | Litouwen              | 4.125  | 1     |
| 49  | Malta                 | 4.000  | 1     |
| 50  | Wales                 | 3.875  | 1     |
| 51  | Faeröer               | 3.500  | 1     |
| 52  | Gibraltar             | 2.500  | 1     |
| 53  | Andorra               | 1.165  | 1     |
| 54  | San Marino            | 0.333  | 1     |
| 55  | Kosovo                | 0.000  | 1     |

### Instroming per ronde
Hier de lijst welke associatie wanneer instroomt en met hoeveel teams.
|                                                |                                                | Teams nieuw deze ronde: | Teams van de vorige ronde: |
| ---------------------------------------------- | ---------------------------------------------- | --- | --- |
| Voorronde (4 teams)                            | Voorronde (4 teams)                            | - 4 kampioenen van de associaties 52–55 | |
| Eerste kwalificatieronde (34 teams) (32 teams) | Eerste kwalificatieronde (34 teams) (32 teams) | - 33 kampioenen van de associaties 18–51 (zonder Liechtenstein) - 31 kampioenen van de associaties 20–51 (zonder Liechtenstein) | - 1 winnaar van de voorronde.                                                                                                 |
| Tweede kwalificatieronde                       | Kampioensroute (20 teams)                      | - 3 kampioenen van de associaties 15–17 - 4 kampioenen van de associaties 16–19 | - 17 winnaars van de 1e kwalificatieronde - 16 winnaars van de 1e kwalificatieronde                                           |
| Tweede kwalificatieronde                       | Competitieroute (6 teams) (4 teams)            | - 6 nummers 2 van de associaties 10–15 - 4 nummers 2 van de associaties 12–15 | |
| Derde kwalificatieronde                        | Kampioensroute (12 teams)                      | - 2 kampioenen van de associaties 13–14 - 2 kampioenen van de associaties 14–15 | - 10 winnaars van de tweede kwalificatieronde (Kampioensroute)                                                                |
| Derde kwalificatieronde                        | Competitieroute (8 teams)                      | - 3 nummers 2 van de associaties 7–9 - 5 nummers 2 van de associaties 7–11 - 2 nummers 3 van de associaties 5–6 - 1 nummer 3 van de associatie 6 | - 3 winnaars van de tweede kwalificatieronde (Competitieroute) - 2 winnaars van de tweede kwalificatieronde (Competitieroute) |
| Play-off ronde                                 | Kampioensroute (8 teams)                       | - 2 kampioenen van de associaties 11–12 - 2 kampioenen van de associaties 12–13 | - 6 winnaars van de derde kwalificatieronde (Kampioensroute)                                                                  |
| Play-off ronde                                 | Competitieroute (4 teams)                      | | - 4 winnaars van de derde kwalificatie ronde (Competitieroute)                                                                |
| Groepsfase (32 teams)                          | Groepsfase (32 teams)                          | - Titelhouder van de UEFA Champions League 17/18 * - 10 kampioenen van de associaties 1–10 - 11 kampioenen van de associaties 1–11 * - 6 nummers 2 van de associaties 1–6 - 4 nummers 3 van de associaties 1–4 - 5 nummers 3 van de associaties 1–5 ** - 4 nummers 4 van de associaties 1–4 - Titelhouder van de UEFA Europa League 17/18 ** | - 4 winnaars van de play-off ronde (Kampioensroute) - 2 winnaars van de play-off ronde (Competitieroute)                      |
| Knockout-fase (16 teams)                       | Knockout-fase (16 teams)                       | | - 8 groepswinnaars van de groepsfase - 8 nummers 2 van de groepsfase                                                          |

Uitzonderingen op bovenstaande lijst zijn er wanneer de winnaar van de Champions League of Europa League zich via de nationale competitie al plaatst voor de groepsfase van de Champions League.
* Omdat de winnaar van de UEFA Champions League 2017/18 zich via de nationale competitie heeft geplaatst, neemt de kampioen van associatie 11 (Tsjechië) de plek van de Champions Leaguewinnaar in. Daarop volgt dat ook de kampioenen van eventuele andere associaties promoveren naar andere instroomposities.
** Omdat de winnaar van de UEFA Europa League 2017/18 zich via de nationale competitie heeft geplaatst, neemt de nummer drie van associatie 5 (Frankrijk) de plek van de Europa Leaguewinnaar in. Dan worden de niet-kampioenen van eventuele andere associaties gepromoveerd naar andere instroomposities.

### Data
Alle lotingen, met uitzondering van de groepsfase, zullen plaatsvinden in het UEFA-hoofdkantoor in Nyon, Zwitserland. De loting van de groepsfase zal plaatsvinden in Monaco.
| Fase          | Ronde                    | Datum loting     | Heenwedstrijd                                           | Terugwedstrijd                                          |
| ------------- | ------------------------ | ---------------- | ------------------------------------------------------- | ------------------------------------------------------- |
| Kwalificatie  | Voorronde                | 12 juni 2018     | 26 juni 2018 (halve finale ronde)                       | 29 juni 2018 (finale ronde)                             |
| Kwalificatie  | Eerste kwalificatieronde | 19 juni 2018     | 10 en 11 juli 2018                                      | 17 en 18 juli 2018                                      |
| Kwalificatie  | Tweede kwalificatieronde | 19 juni 2018     | 24 en 25 juli 2018                                      | 31 juli en 1 augustus 2018                              |
| Kwalificatie  | Derde kwalificatieronde  | 23 juli 2018     | 7 en 8 augustus 2018                                    | 14 augustus 2018                                        |
| Play-off      | Play-offronde            | 6 augustus 2018  | 21 en 22 augustus 2018                                  | 28 en 29 augustus 2018                                  |
| Groepsfase    | Wedstrijddag 1           | 30 augustus 2018 | 18 en 19 september 2018                                 | 18 en 19 september 2018                                 |
| Groepsfase    | Wedstrijddag 2           | 30 augustus 2018 | 2 en 3 oktober 2018                                     | 2 en 3 oktober 2018                                     |
| Groepsfase    | Wedstrijddag 3           | 30 augustus 2018 | 23 en 24 oktober 2018                                   | 23 en 24 oktober 2018                                   |
| Groepsfase    | Wedstrijddag 4           | 30 augustus 2018 | 6 en 7 november 2018                                    | 6 en 7 november 2018                                    |
| Groepsfase    | Wedstrijddag 5           | 30 augustus 2018 | 27 en 28 november 2018                                  | 27 en 28 november 2018                                  |
| Groepsfase    | Wedstrijddag 6           | 30 augustus 2018 | 11 en 12 december 2018                                  | 11 en 12 december 2018                                  |
| Knock-outfase | Achtste finale           | 17 december 2018 | 12-13 en 19-20 februari 2019                            | 5-6 en 12-13 maart 2019                                 |
| Knock-outfase | Kwartfinale              | 15 maart 2019    | 9 en 10 april 2019                                      | 16 en 17 april 2019                                     |
| Knock-outfase | Halve finale             | 15 maart 2019    | 30 april en 1 mei 2019                                  | 7 en 8 mei 2019                                         |
| Knock-outfase | Finale                   | 15 maart 2019    | 1 juni 2019 in het Estadio Wanda Metropolitano, Madrid. | 1 juni 2019 in het Estadio Wanda Metropolitano, Madrid. |

## Teams
Hieronder de indeling voor de UEFA Champions League.
| Hoofdtoernooi                         | Hoofdtoernooi      | Hoofdtoernooi          | Hoofdtoernooi      |
| ------------------------------------- | ------------------ | ---------------------- | ------------------ |
| Real Madrid TH                        | Borussia Dortmund  | AS Roma                | FC Porto           |
| FC Barcelona                          | Manchester City    | Internazionale         | Sjachtar Donetsk   |
| Atlético Madrid EL-TH                 | Manchester United  | Paris Saint-Germain    | Club Brugge        |
| Valencia CF                           | Tottenham Hotspur  | AS Monaco              | Galatasaray SK     |
| Bayern München                        | Liverpool FC       | Olympique Lyon         | FC Viktoria Pilsen |
| FC Schalke 04                         | Juventus           | Lokomotiv Moskou       |                    |
| TSG Hoffenheim                        | SSC Napoli         | CSKA Moskou            |                    |
| Play-offronde                         |                    |                        |                    |
| Kampioenen                            | Niet-kampioenen    | Niet-kampioenen        | Niet-kampioenen    |
| BSC Young Boys                        |                    |                        |                    |
| PSV                                   |                    |                        |                    |
| Derde kwalificatieronde               |                    |                        |                    |
| Kampioenen                            | Niet-kampioenen    | Niet-kampioenen        | Niet-kampioenen    |
| AEK Athene                            | Spartak Moskou     | Dynamo Kiev            | Fenerbahçe SK      |
| Red Bull Salzburg                     | Benfica            | Standard Luik          | Slavia Praag       |
| Tweede kwalificatieronde              |                    |                        |                    |
| Kampioenen                            | Kampioenen         | Niet-kampioenen        | Niet-kampioenen    |
| Dinamo Zagreb                         | FC Midtjylland     | FC Basel               | PAOK Saloniki      |
| CFR Cluj                              | BATE Borisov       | Ajax                   | SK Sturm Graz      |
| Eerste kwalificatieronde (kampioenen) |                    |                        |                    |
| Legia Warschau                        | Rode Ster Belgrado | KF Kukësi              | Alashkert          |
| Malmö FF                              | Astana FK          | Cork City              | F91 Dudelange      |
| Hapoel Beër Sjeva                     | Olimpija Ljubljana | Zrinjski Mostar        | Crusaders FC       |
| Celtic                                | Spartak Trnava     | Torpedo Koetaisi       | Sūduva Marijampolė |
| APOEL Nicosia                         | MOL Vidi FC        | FK Spartaks Jūrmala    | Valletta FC        |
| Rosenborg BK                          | Sheriff Tiraspol   | FK Shkendija 79 Tetovo | The New Saints     |
| FK Qarabağ                            | Valur Reykjavík    | Flora Tallinn          | Víkingur Gøta      |
| PFK Ludogorets                        | HJK Helsinki       | FK Sutjeska Nikšić     |                    |
| Voorronde (kampioenen)                |                    |                        |                    |
| Lincoln FC                            | FC Santa Coloma    | La Fiorita             | FC Drita           |

## Kwalificatiefase
De UEFA hanteert de volgende voorwaarden bij de lotingen.
- Clubs uit de landen Servië en Kosovo kunnen niet tegen elkaar loten. Dit geldt ook voor de landen Bosnië en Herzegovina en Kosovo, maar ook voor Rusland en Oekraïne.
 Opmerking: Mocht deze voorwaarden zich toch voordoen, dan wordt er geschoven met de wedstrijden om toch een juiste loting te krijgen.
- De wedstrijden in de voorronde werden over één wedstrijd gespeeld.
- De wedstrijden vanaf de eerste kwalificatieronde worden over twee wedstrijden gespeeld (heen en terug).

### Voorronde
Aan de voorronde deden 4 teams mee. De loting vond plaats op 12 juni 2018. De halve finalewedstrijden werden gespeeld op 26 juni, de finalewedstrijd op 29 juni 2018. Deze wedstrijden werden allemaal gespeeld in het Victoria Stadium te Gibraltar. De verliezende clubs stroomden door naar de tweede kwalificatieronde (kampioensroute) van de UEFA Europa League 2018/19.
| Halve finales    | Halve finales | Halve finales    |
| Team 1           |               | Team 2           |
| ---------------- | ------------- | ---------------- |
| FC Santa Coloma  | 0 – 2 (n.v.)  | FC Drita         |
| La Fiorita       | 0 – 2         | Lincoln Red Imps |
| Finale           |               |                  |
| Team 1           |               | Team 2           |
| Lincoln Red Imps | 1 – 4 (n.v.)  | FC Drita         |

### Eerste kwalificatieronde
Aan de eerste kwalificatieronde deden 32 teams mee, 31 nieuwe teams en de winnaar van de voorronde. De loting vond plaats op 19 juni 2018. De heenwedstrijden werden gespeeld op 10 en 11 juli, de terugwedstrijden op 17 en 18 juli 2018. De verliezende clubs stroomden door naar de tweede kwalificatieronde van de UEFA Europa League 2018/19.
| Team 1                 | Tot.      | Team 2              | 1e wedstr. | 2e wedstr. |
| ---------------------- | --------- | ------------------- | ---------- | ---------- |
| Torpedo Koetaisi       | 2 – 4     | Sheriff Tiraspol    | 2 – 1      | 0 – 3      |
| FK Shkendija 79 Tetovo | 5 – 4     | The New Saints      | 5 – 0      | 0 – 4      |
| Sūduva Marijampolė     | 3 – 2     | APOEL Nicosia       | 3 – 1      | 0 – 1      |
| Olimpija Ljubljana     | 0 – 1     | FK Qarabağ          | 0 – 1      | 0 – 0      |
| F91 Dudelange          | 2 – 3     | MOL Vidi FC         | 1 – 1      | 1 – 2      |
| FC Drita               | 0 – 5     | Malmö FF            | 0 – 3      | 0 – 2      |
| Víkingur Gøta          | 2 – 5 *   | HJK Helsinki        | 1 – 2      | 1 – 3      |
| PFK Ludogorets         | 9 – 0     | Crusaders FC        | 7 – 0      | 2 – 0      |
| Cork City              | 0 – 4     | Legia Warschau      | 0 – 1      | 0 – 3      |
| Valur Reykjavík        | 2 – 3     | Rosenborg BK        | 1 – 0      | 1 – 3      |
| KF Kukësi              | (u) 1 – 1 | Valletta FC         | 0 – 0      | 1 – 1      |
| FC Flora Tallinn       | 2 – 7     | Hapoel Beër Sjeva   | 1 – 4      | 1 – 3      |
| Spartaks Jūrmala       | 0 – 2     | Rode Ster Belgrado  | 0 – 0      | 0 – 2      |
| Alashkert              | 0 – 6     | Celtic              | 0 – 3      | 0 – 3      |
| Spartak Trnava         | 2 – 1     | HŠK Zrinjski Mostar | 1 – 0      | 1 – 1      |
| Astana FK              | 3 – 0     | FK Sutjeska Nikšić  | 1 – 0      | 2 – 0      |

Bijz.: * Deze wedstrijd was teruggedraaid na de oorspronkelijke loting.

### Tweede kwalificatieronde
De loting vond plaats op 19 juni 2018. De tweede kwalificatieronde bestond uit twee aparte constructies: een voor kampioenen en een voor niet-kampioenen. De verliezende clubs uit beide constructies stroomden door naar de derde kwalificatieronde van de UEFA Europa League 2018/19. De heenwedstrijden werden gespeeld op 24 en 25 juli, de terugwedstrijden op 31 juli en 1 augustus 2018.

#### Kampioenen
Aan de tweede kwalificatieronde voor kampioenen deden 20 clubs mee: 4 nieuwe clubs en de 16 winnaars uit de eerste kwalificatieronde.
| Team 1                 | Tot.  | Team 2             | 1e wedstr. | 2e wedstr. |
| ---------------------- | ----- | ------------------ | ---------- | ---------- |
| Astana                 | 2 – 1 | FC Midtjylland     | 2 – 1      | 0 – 0      |
| PFK Ludogorets         | 0 – 1 | MOL Vidi FC        | 0 – 0      | 0 – 1      |
| KF Kukësi              | 0 – 3 | FK Qarabağ         | 0 – 0      | 0 – 3      |
| CFR Cluj               | 1 – 2 | Malmö FF           | 0 – 1      | 1 – 1      |
| Dinamo Zagreb          | 7 – 2 | Hapoel Beër Sjeva  | 5 – 0      | 2 – 2      |
| Rode Ster Belgrado     | 5 – 0 | Sūduva Marijampolė | 3 – 0      | 2 – 0      |
| BATE Borisov           | 2 – 1 | HJK Helsinki       | 0 – 0      | 2 – 1      |
| FK Shkendija 79 Tetovo | 1 – 0 | Sheriff Tiraspol   | 1 – 0      | 0 – 0      |
| Legia Warschau         | 1 – 2 | Spartak Trnava     | 0 – 2      | 1 – 0      |
| Celtic                 | 3 – 1 | Rosenborg          | 3 – 1      | 0 – 0      |

#### Niet-kampioenen
Aan de tweede kwalificatieronde voor niet-kampioenen deden 4 clubs mee.
| Team 1        | Tot.  | Team 2     | 1e wedstr. | 2e wedstr. |
| ------------- | ----- | ---------- | ---------- | ---------- |
| PAOK Saloniki | 5 – 1 | FC Basel   | 2 – 1      | 3 – 0      |
| Ajax          | 5 – 1 | Sturm Graz | 2 – 0      | 3 – 1      |

### Derde kwalificatieronde
De loting vond plaats op 23 juli 2018. De derde kwalificatieronde bestond uit twee aparte constructies: een voor kampioenen en een voor niet-kampioenen. De verliezende clubs vanuit de constructie kampioenen stroomden door naar de play-offronde (kampioenen) van de UEFA Europa League 2018/19 en de verliezende clubs vanuit de constructie niet-kampioenen stroomden door naar het hoofdtoernooi van de UEFA Europa League 2018/19. De heenwedstrijden werden gespeeld op 7 en 8 augustus, de terugwedstrijden op 14 augustus 2018.

#### Kampioenen
Aan de derde kwalificatieronde voor kampioenen deden 12 clubs mee: 2 nieuwe clubs en de 10 winnaars uit de tweede kwalificatieronde (kampioenen).
| Team 1             | Tot.      | Team 2                 | 1e wedstr. | 2e wedstr.   |
| ------------------ | --------- | ---------------------- | ---------- | ------------ |
| Celtic             | 2 – 3     | AEK Athene             | 1 – 1      | 1 – 2        |
| Red Bull Salzburg  | 4 – 0     | FK Shkendija 79 Tetovo | 3 – 0      | 1 – 0        |
| Rode Ster Belgrado | 3 – 2     | Spartak Trnava         | 1 – 1      | 2 – 1 (n.v.) |
| FK Qarabağ         | 1 – 2     | BATE Borisov           | 0 – 1      | 1 – 1        |
| Astana             | 0 – 3     | Dinamo Zagreb          | 0 – 2      | 0 – 1        |
| Malmö FF           | 1 – 1 (u) | MOL Vidi FC            | 1 – 1      | 0 – 0        |

#### Niet-kampioenen
Aan de derde kwalificatieronde voor niet-kampioenen deden 8 clubs mee: 6 nieuwe clubs en de 2 winnaars uit de tweede kwalificatieronde (niet-kampioenen).
| Team 1        | Tot.  | Team 2         | 1e wedstr. | 2e wedstr. |
| ------------- | ----- | -------------- | ---------- | ---------- |
| Standard Luik | 2 – 5 | Ajax           | 2 – 2      | 0 – 3      |
| Benfica       | 2 – 1 | Fenerbahçe     | 1 – 0      | 1 – 1      |
| Slavia Praag  | 1 – 3 | Dynamo Kiev    | 1 – 1      | 0 – 2      |
| PAOK Saloniki | 3 – 2 | Spartak Moskou | 3 – 2      | 0 – 0      |

### Play-offronde
De loting vond plaats op 6 augustus 2018. De play-offronde bestond uit twee aparte constructies: een voor kampioenen en een voor niet-kampioenen. De verliezende clubs uit beide constructies stroomden door naar het hoofdtoernooi van de UEFA Europa League 2018/19. De heenwedstrijden werden gespeeld op 21 en 22 augustus, de terugwedstrijden op 28 en 29 augustus 2018.

#### Kampioenen
Aan de play-offronde voor kampioenen deden 8 clubs mee: 2 nieuwe clubs en de 6 winnaars uit de derde kwalificatieronde (kampioenen).
| Team 1             | Tot.      | Team 2            | 1e wedstr. | 2e wedstr. |
| ------------------ | --------- | ----------------- | ---------- | ---------- |
| Rode Ster Belgrado | (u) 2 – 2 | Red Bull Salzburg | 0 – 0      | 2 – 2      |
| BATE Borisov       | 2 – 6     | PSV               | 2 – 3      | 0 – 3      |
| Young Boys         | 3 – 2     | Dinamo Zagreb     | 1 – 1      | 2 – 1      |
| MOL Vidi FC        | 2 – 3     | AEK Athene        | 1 – 2      | 1 – 1      |

#### Niet-kampioenen
Aan de play-offronde voor niet-kampioenen deden de 4 winnaars van de derde kwalificatieronde (niet-kampioenen) mee.
| Team 1  | Tot.  | Team 2        | 1e wedstr. | 2e wedstr. |
| ------- | ----- | ------------- | ---------- | ---------- |
| Benfica | 5 – 2 | PAOK Saloniki | 1 – 1      | 4 – 1      |
| Ajax    | 3 – 1 | Dynamo Kiev   | 3 – 1      | 0 – 0      |

## Hoofdtoernooi

### Groepsfase
De loting vond plaats op donderdag 30 augustus 2018. Een totaal van 32 teams werden verdeeld over 8 groepen van elk 4 teams, met de regel dat teams uit hetzelfde land niet in dezelfde groep konden komen. De 32 teams bestond uit 26 rechtstreeks geplaatste teams en de 6 winnaars van de play-offronde uit beide constructies.
| Pot 1 | Pot 1   | Pot 2             | Pot 2  | Pot 3           | Pot 3  | Pot 4                  | Pot 4  |
| Team | Coeff.  | Team              | Coeff. | Team            | Coeff. | Team                   | Coeff. |
| --- | ------- | ----------------- | ------ | --------------- | ------ | ---------------------- | ------ |
| Real Madrid TH | 162.000 | Borussia Dortmund | 89.000 | Liverpool FC    | 62.000 | Viktoria Pilsen        | 33.000 |
| Atlético Madrid EL-TH | 140.000 | FC Porto          | 86.000 | Schalke 04      | 62.000 | Club Brugge            | 29.500 |
| FC Barcelona | 132.000 | Manchester United | 82.000 | Olympique Lyon  | 59.500 | Galatasaray            | 29.500 |
| Bayern München | 135.000 | Sjachtar Donetsk  | 81.000 | AS Monaco (U)   | 57.000 | Young Boys (U)         | 20.500 |
| Manchester City | 100.000 | Benfica           | 80.000 | Ajax            | 53.500 | Internazionale         | 16.000 |
| Juventus | 126.000 | SSC Napoli        | 78.000 | CSKA Moskou (U) | 45.000 | TSG Hoffenheim (U)     | 14.285 |
| Paris Saint-Germain | 109.000 | Tottenham Hotspur | 67.000 | PSV (U)         | 36.000 | Rode Ster Belgrado (U) | 10.750 |
| Lokomotiv Moskou (U) | 022.500 | AS Roma           | 64.000 | Valencia CF     | 36.000 | AEK Athene (U)         | 10.000 |
| \| Legendakleuren in de tabellen \| \| Groepswinnaars en nummers twee gaan door naar de tweede ronde. \| \| Nummers 3 gaan door naar de zestiende finale van de Europa League. \| \| (U) Uitgeschakeld \| |         |                   |        |                 |        |                        |        |
| Legendakleuren in de tabellen |         |                   |        |                 |        |                        |        |
| Groepswinnaars en nummers twee gaan door naar de tweede ronde. |         |                   |        |                 |        |                        |        |
| Nummers 3 gaan door naar de zestiende finale van de Europa League. |         |                   |        |                 |        |                        |        |
| (U) Uitgeschakeld |         |                   |        |                 |        |                        |        |

| Legendakleuren in de tabellen                                      |
| Groepswinnaars en nummers twee gaan door naar de tweede ronde.     |
| Nummers 3 gaan door naar de zestiende finale van de Europa League. |
| (U) Uitgeschakeld                                                  |

| Pos | Team              | Wed | W | G | V | Ptn | DV | DT | +/− |  | DOR   | AMA   | BRU   | MON   |
| --- | ----------------- | --- | - | - | - | --- | -- | -- | --- |  | ----- | ----- | ----- | ----- |
| 1   | Borussia Dortmund | 6   | 4 | 1 | 1 | 13  | 10 | 2  | +8  |  | —     | 4 – 0 | 0 – 0 | 3 – 0 |
| 2   | Atlético Madrid   | 6   | 4 | 1 | 1 | 13  | 9  | 6  | +3  |  | 2 – 0 | —     | 3 – 1 | 2 – 0 |
| 3   | Club Brugge       | 6   | 1 | 3 | 2 | 6   | 6  | 5  | +1  |  | 0 – 1 | 0 – 0 | —     | 1 – 1 |
| 4   | AS Monaco         | 6   | 0 | 1 | 5 | 1   | 2  | 14 | −12 |  | 0 – 2 | 1 – 2 | 0 – 4 | —     |

|                             |             |         |                   | |
| 18 september 2018 21:00 uur | Club Brugge | 0 – 1   | Borussia Dortmund | Stadion: Jan Breydelstadion, Brugge Toeschouwers: 25.181 Scheidsrechter: Danny Makkelie Assistenten: Mario Diks Assistenten: Hessel Steegstra Vierde official: Jan de Vries Doellijnassistenten: Kevin Blom Doellijnassistenten: Jochem Kamphuis |
| 18 september 2018 21:00 uur |             | Verslag | 85' Pulisic       | Stadion: Jan Breydelstadion, Brugge Toeschouwers: 25.181 Scheidsrechter: Danny Makkelie Assistenten: Mario Diks Assistenten: Hessel Steegstra Vierde official: Jan de Vries Doellijnassistenten: Kevin Blom Doellijnassistenten: Jochem Kamphuis |
| 18 september 2018 21:00 uur |             |         |                   | Stadion: Jan Breydelstadion, Brugge Toeschouwers: 25.181 Scheidsrechter: Danny Makkelie Assistenten: Mario Diks Assistenten: Hessel Steegstra Vierde official: Jan de Vries Doellijnassistenten: Kevin Blom Doellijnassistenten: Jochem Kamphuis |
| 18 september 2018 21:00 uur |             |         |                   | Stadion: Jan Breydelstadion, Brugge Toeschouwers: 25.181 Scheidsrechter: Danny Makkelie Assistenten: Mario Diks Assistenten: Hessel Steegstra Vierde official: Jan de Vries Doellijnassistenten: Kevin Blom Doellijnassistenten: Jochem Kamphuis |
|                             |             |         |                   | |

|                             |              |         |                       | |
| 18 september 2018 21:00 uur | AS Monaco    | 1 – 2   | Atlético Madrid       | Stadion: Stade Louis II, Monaco Toeschouwers: 10.575 Scheidsrechter: William Collum Assistenten: David McGeachie Assistenten: Graeme Stewart Vierde official: Douglas Potter Doellijnassistenten: Andrew Dallas Doellijnassistenten: Nicolas Walsh |
| 18 september 2018 21:00 uur | Grandsir 18' | Verslag | 32' Costa 45' Giménez | Stadion: Stade Louis II, Monaco Toeschouwers: 10.575 Scheidsrechter: William Collum Assistenten: David McGeachie Assistenten: Graeme Stewart Vierde official: Douglas Potter Doellijnassistenten: Andrew Dallas Doellijnassistenten: Nicolas Walsh |
| 18 september 2018 21:00 uur |              |         |                       | Stadion: Stade Louis II, Monaco Toeschouwers: 10.575 Scheidsrechter: William Collum Assistenten: David McGeachie Assistenten: Graeme Stewart Vierde official: Douglas Potter Doellijnassistenten: Andrew Dallas Doellijnassistenten: Nicolas Walsh |
| 18 september 2018 21:00 uur |              |         |                       | Stadion: Stade Louis II, Monaco Toeschouwers: 10.575 Scheidsrechter: William Collum Assistenten: David McGeachie Assistenten: Graeme Stewart Vierde official: Douglas Potter Doellijnassistenten: Andrew Dallas Doellijnassistenten: Nicolas Walsh |
|                             |              |         |                       | |

|                          |                               |         |             | |
| 3 oktober 2018 21:00 uur | Atlético Madrid               | 3 – 1   | Club Brugge | Stadion: Estadio Wanda Metropolitano, Madrid Toeschouwers: 55.742 Scheidsrechter: Ivan Kružliak Assistenten: Tomaš Somolani Assistenten: Branislav Hancko Vierde official: Tomaš Mokoš Doellijnassistenten: Peter Kralović Doellijnassistenten: Filip Glova |
| 3 oktober 2018 21:00 uur | Griezmann 28', 67' Koke 90+4' | Verslag | 39' Danjuma | Stadion: Estadio Wanda Metropolitano, Madrid Toeschouwers: 55.742 Scheidsrechter: Ivan Kružliak Assistenten: Tomaš Somolani Assistenten: Branislav Hancko Vierde official: Tomaš Mokoš Doellijnassistenten: Peter Kralović Doellijnassistenten: Filip Glova |
| 3 oktober 2018 21:00 uur |                               |         |             | Stadion: Estadio Wanda Metropolitano, Madrid Toeschouwers: 55.742 Scheidsrechter: Ivan Kružliak Assistenten: Tomaš Somolani Assistenten: Branislav Hancko Vierde official: Tomaš Mokoš Doellijnassistenten: Peter Kralović Doellijnassistenten: Filip Glova |
| 3 oktober 2018 21:00 uur |                               |         |             | Stadion: Estadio Wanda Metropolitano, Madrid Toeschouwers: 55.742 Scheidsrechter: Ivan Kružliak Assistenten: Tomaš Somolani Assistenten: Branislav Hancko Vierde official: Tomaš Mokoš Doellijnassistenten: Peter Kralović Doellijnassistenten: Filip Glova |
|                          |                               |         |             | |

|                          |                                         |         |           | |
| 3 oktober 2018 21:00 uur | Borussia Dortmund                       | 3 – 0   | AS Monaco | Stadion: Signal Iduna Park, Dortmund Toeschouwers: 66.099 Scheidsrechter: Aleksej Koelbakov Assistenten: Dmitri Zhuk Assistenten: Oleg Maslyanko Vierde official: Yuri Khomchenko Doellijnassistenten: Denis Scherbakov Doellijnassistenten: Dzmitry Dzmitryieu |
| 3 oktober 2018 21:00 uur | Bruun Larsen 51' Alcácer 72' Reus 90+2' | Verslag |           | Stadion: Signal Iduna Park, Dortmund Toeschouwers: 66.099 Scheidsrechter: Aleksej Koelbakov Assistenten: Dmitri Zhuk Assistenten: Oleg Maslyanko Vierde official: Yuri Khomchenko Doellijnassistenten: Denis Scherbakov Doellijnassistenten: Dzmitry Dzmitryieu |
| 3 oktober 2018 21:00 uur |                                         |         |           | Stadion: Signal Iduna Park, Dortmund Toeschouwers: 66.099 Scheidsrechter: Aleksej Koelbakov Assistenten: Dmitri Zhuk Assistenten: Oleg Maslyanko Vierde official: Yuri Khomchenko Doellijnassistenten: Denis Scherbakov Doellijnassistenten: Dzmitry Dzmitryieu |
| 3 oktober 2018 21:00 uur |                                         |         |           | Stadion: Signal Iduna Park, Dortmund Toeschouwers: 66.099 Scheidsrechter: Aleksej Koelbakov Assistenten: Dmitri Zhuk Assistenten: Oleg Maslyanko Vierde official: Yuri Khomchenko Doellijnassistenten: Denis Scherbakov Doellijnassistenten: Dzmitry Dzmitryieu |
|                          |                                         |         |           | |

|                           |             |         |           | |
| 24 oktober 2018 18:55 uur | Club Brugge | 1 – 1   | AS Monaco | Stadion: Jan Breydelstadion, Brugge Toeschouwers: 23.957 Scheidsrechter: Michael Oliver Assistenten: Stuart Burt Assistenten: Simon Bennett Vierde official: Lee Betts Doellijnassistenten: Paul Tierney Doellijnassistenten: Andre Marriner |
| 24 oktober 2018 18:55 uur | Wesley 39'  | Verslag | 31' Sylla | Stadion: Jan Breydelstadion, Brugge Toeschouwers: 23.957 Scheidsrechter: Michael Oliver Assistenten: Stuart Burt Assistenten: Simon Bennett Vierde official: Lee Betts Doellijnassistenten: Paul Tierney Doellijnassistenten: Andre Marriner |
| 24 oktober 2018 18:55 uur |             |         |           | Stadion: Jan Breydelstadion, Brugge Toeschouwers: 23.957 Scheidsrechter: Michael Oliver Assistenten: Stuart Burt Assistenten: Simon Bennett Vierde official: Lee Betts Doellijnassistenten: Paul Tierney Doellijnassistenten: Andre Marriner |
| 24 oktober 2018 18:55 uur |             |         |           | Stadion: Jan Breydelstadion, Brugge Toeschouwers: 23.957 Scheidsrechter: Michael Oliver Assistenten: Stuart Burt Assistenten: Simon Bennett Vierde official: Lee Betts Doellijnassistenten: Paul Tierney Doellijnassistenten: Andre Marriner |
|                           |             |         |           | |

|                           |                                          |         |                 | |
| 24 oktober 2018 21:00 uur | Borussia Dortmund                        | 4 – 0   | Atlético Madrid | Stadion: Signal Iduna Park, Dortmund Toeschouwers: 66.099 Scheidsrechter: Anthony Taylor Assistenten: Gary Beswick Assistenten: Adam Nunn Vierde official: Stephen Child Doellijnassistenten: Stuart Attwell Doellijnassistenten: Martin Atkinson |
| 24 oktober 2018 21:00 uur | Witsel 38' Guerreiro 73', 89' Sancho 83' | Verslag |                 | Stadion: Signal Iduna Park, Dortmund Toeschouwers: 66.099 Scheidsrechter: Anthony Taylor Assistenten: Gary Beswick Assistenten: Adam Nunn Vierde official: Stephen Child Doellijnassistenten: Stuart Attwell Doellijnassistenten: Martin Atkinson |
| 24 oktober 2018 21:00 uur |                                          |         |                 | Stadion: Signal Iduna Park, Dortmund Toeschouwers: 66.099 Scheidsrechter: Anthony Taylor Assistenten: Gary Beswick Assistenten: Adam Nunn Vierde official: Stephen Child Doellijnassistenten: Stuart Attwell Doellijnassistenten: Martin Atkinson |
| 24 oktober 2018 21:00 uur |                                          |         |                 | Stadion: Signal Iduna Park, Dortmund Toeschouwers: 66.099 Scheidsrechter: Anthony Taylor Assistenten: Gary Beswick Assistenten: Adam Nunn Vierde official: Stephen Child Doellijnassistenten: Stuart Attwell Doellijnassistenten: Martin Atkinson |
|                           |                                          |         |                 | |

|                           |           |         |                                               | |
| 6 november 2018 18:55 uur | AS Monaco | 0 – 4   | Club Brugge                                   | Stadion: Stade Louis II, Monaco Toeschouwers: 8.347 Scheidsrechter: Artur Soares Dias Assistenten: Rui Tavares Assistenten: Paulo Soares Vierde official: Bruno Rodrigues Doellijnassistenten: Hugo Miguel Doellijnassistenten: João Pinheiro |
| 6 november 2018 18:55 uur |           | Verslag | 12', 17' (pen.) Vanaken 24' Wesley 85' Vormer | Stadion: Stade Louis II, Monaco Toeschouwers: 8.347 Scheidsrechter: Artur Soares Dias Assistenten: Rui Tavares Assistenten: Paulo Soares Vierde official: Bruno Rodrigues Doellijnassistenten: Hugo Miguel Doellijnassistenten: João Pinheiro |
| 6 november 2018 18:55 uur |           |         |                                               | Stadion: Stade Louis II, Monaco Toeschouwers: 8.347 Scheidsrechter: Artur Soares Dias Assistenten: Rui Tavares Assistenten: Paulo Soares Vierde official: Bruno Rodrigues Doellijnassistenten: Hugo Miguel Doellijnassistenten: João Pinheiro |
| 6 november 2018 18:55 uur |           |         |                                               | Stadion: Stade Louis II, Monaco Toeschouwers: 8.347 Scheidsrechter: Artur Soares Dias Assistenten: Rui Tavares Assistenten: Paulo Soares Vierde official: Bruno Rodrigues Doellijnassistenten: Hugo Miguel Doellijnassistenten: João Pinheiro |
|                           |           |         |                                               | |

|                           |                        |         |                   | |
| 6 november 2018 21:00 uur | Atlético Madrid        | 2 – 0   | Borussia Dortmund | Stadion: Estadio Wanda Metropolitano, Madrid Toeschouwers: 65.000 Scheidsrechter: Daniele Orsato Assistenten: Lorenzo Manganelli Assistenten: Fabiano Preti Vierde official: Giorgio Peretti Doellijnassistenten: Marco Guida Doellijnassistenten: Paolo Mazzoleni |
| 6 november 2018 21:00 uur | Saúl 33' Griezmann 80' | Verslag |                   | Stadion: Estadio Wanda Metropolitano, Madrid Toeschouwers: 65.000 Scheidsrechter: Daniele Orsato Assistenten: Lorenzo Manganelli Assistenten: Fabiano Preti Vierde official: Giorgio Peretti Doellijnassistenten: Marco Guida Doellijnassistenten: Paolo Mazzoleni |
| 6 november 2018 21:00 uur |                        |         |                   | Stadion: Estadio Wanda Metropolitano, Madrid Toeschouwers: 65.000 Scheidsrechter: Daniele Orsato Assistenten: Lorenzo Manganelli Assistenten: Fabiano Preti Vierde official: Giorgio Peretti Doellijnassistenten: Marco Guida Doellijnassistenten: Paolo Mazzoleni |
| 6 november 2018 21:00 uur |                        |         |                   | Stadion: Estadio Wanda Metropolitano, Madrid Toeschouwers: 65.000 Scheidsrechter: Daniele Orsato Assistenten: Lorenzo Manganelli Assistenten: Fabiano Preti Vierde official: Giorgio Peretti Doellijnassistenten: Marco Guida Doellijnassistenten: Paolo Mazzoleni |
|                           |                        |         |                   | |

|                            |                                      |         |           | |
| 28 november 2018 18:55 uur | Atlético Madrid                      | 2 – 0   | AS Monaco | Stadion: Estadio Wanda Metropolitano, Madrid Toeschouwers: 56.314 Scheidsrechter: Mattias Gestranius Assistenten: Jan-Peter Aravirta Assistenten: Mikko Alakare Vierde official: Jukka Honkanen Doellijnassistenten: Antti Munukka Doellijnassistenten: Dennis Antamo |
| 28 november 2018 18:55 uur | Koke 2' Griezmann 24' Savić 62', 82' | Verslag |           | Stadion: Estadio Wanda Metropolitano, Madrid Toeschouwers: 56.314 Scheidsrechter: Mattias Gestranius Assistenten: Jan-Peter Aravirta Assistenten: Mikko Alakare Vierde official: Jukka Honkanen Doellijnassistenten: Antti Munukka Doellijnassistenten: Dennis Antamo |
| 28 november 2018 18:55 uur |                                      |         |           | Stadion: Estadio Wanda Metropolitano, Madrid Toeschouwers: 56.314 Scheidsrechter: Mattias Gestranius Assistenten: Jan-Peter Aravirta Assistenten: Mikko Alakare Vierde official: Jukka Honkanen Doellijnassistenten: Antti Munukka Doellijnassistenten: Dennis Antamo |
| 28 november 2018 18:55 uur |                                      |         |           | Stadion: Estadio Wanda Metropolitano, Madrid Toeschouwers: 56.314 Scheidsrechter: Mattias Gestranius Assistenten: Jan-Peter Aravirta Assistenten: Mikko Alakare Vierde official: Jukka Honkanen Doellijnassistenten: Antti Munukka Doellijnassistenten: Dennis Antamo |
|                            |                                      |         |           | |

|                            |                   |       |             | |
| 28 november 2018 21:00 uur | Borussia Dortmund | 0 – 0 | Club Brugge | Stadion: Signal Iduna Park, Dortmund Toeschouwers: 66.099 Scheidsrechter: Gediminas Mažeika Assistenten: Vytautas Šimkus Assistenten: Vytenis Kazlauskas Vierde official: Dovydas Sužiedelis Doellijnassistenten: Donatas Rumšas Doellijnassistenten: Manfredas Lukjančukas |
| 28 november 2018 21:00 uur | Verslag           |       |             | Stadion: Signal Iduna Park, Dortmund Toeschouwers: 66.099 Scheidsrechter: Gediminas Mažeika Assistenten: Vytautas Šimkus Assistenten: Vytenis Kazlauskas Vierde official: Dovydas Sužiedelis Doellijnassistenten: Donatas Rumšas Doellijnassistenten: Manfredas Lukjančukas |
| 28 november 2018 21:00 uur |                   |       |             | Stadion: Signal Iduna Park, Dortmund Toeschouwers: 66.099 Scheidsrechter: Gediminas Mažeika Assistenten: Vytautas Šimkus Assistenten: Vytenis Kazlauskas Vierde official: Dovydas Sužiedelis Doellijnassistenten: Donatas Rumšas Doellijnassistenten: Manfredas Lukjančukas |
| 28 november 2018 21:00 uur |                   |       |             | Stadion: Signal Iduna Park, Dortmund Toeschouwers: 66.099 Scheidsrechter: Gediminas Mažeika Assistenten: Vytautas Šimkus Assistenten: Vytenis Kazlauskas Vierde official: Dovydas Sužiedelis Doellijnassistenten: Donatas Rumšas Doellijnassistenten: Manfredas Lukjančukas |
|                            |                   |       |             | |

|                            |             |       |                 | |
| 11 december 2018 21:00 uur | Club Brugge | 0 – 0 | Atlético Madrid | Stadion: Jan Breydelstadion, Brugge Toeschouwers: 25.645 Scheidsrechter: Davide Massa Assistenten: Filippo Meli Assistenten: Fabiano Preti Vierde official: Stefano Alassio Doellijnassistenten: Paolo Valeri Doellijnassistenten: Marco Di Bello |
| 11 december 2018 21:00 uur | Verslag     |       |                 | Stadion: Jan Breydelstadion, Brugge Toeschouwers: 25.645 Scheidsrechter: Davide Massa Assistenten: Filippo Meli Assistenten: Fabiano Preti Vierde official: Stefano Alassio Doellijnassistenten: Paolo Valeri Doellijnassistenten: Marco Di Bello |
| 11 december 2018 21:00 uur |             |       |                 | Stadion: Jan Breydelstadion, Brugge Toeschouwers: 25.645 Scheidsrechter: Davide Massa Assistenten: Filippo Meli Assistenten: Fabiano Preti Vierde official: Stefano Alassio Doellijnassistenten: Paolo Valeri Doellijnassistenten: Marco Di Bello |
| 11 december 2018 21:00 uur |             |       |                 | Stadion: Jan Breydelstadion, Brugge Toeschouwers: 25.645 Scheidsrechter: Davide Massa Assistenten: Filippo Meli Assistenten: Fabiano Preti Vierde official: Stefano Alassio Doellijnassistenten: Paolo Valeri Doellijnassistenten: Marco Di Bello |
|                            |             |       |                 | |

|                            |           |         |                    | |
| 11 december 2018 21:00 uur | AS Monaco | 0 – 2   | Borussia Dortmund  | Stadion: Stade Louis II, Monaco Toeschouwers: 18.523 Scheidsrechter: Craig Pawson Assistenten: Lee Betts Assistenten: Ian Hussin Vierde official: Constantine Hatzidakis Doellijnassistenten: Paul Tierney Doellijnassistenten: Chris Kavanagh |
| 11 december 2018 21:00 uur |           | Verslag | 15', 88' Guerreiro | Stadion: Stade Louis II, Monaco Toeschouwers: 18.523 Scheidsrechter: Craig Pawson Assistenten: Lee Betts Assistenten: Ian Hussin Vierde official: Constantine Hatzidakis Doellijnassistenten: Paul Tierney Doellijnassistenten: Chris Kavanagh |
| 11 december 2018 21:00 uur |           |         |                    | Stadion: Stade Louis II, Monaco Toeschouwers: 18.523 Scheidsrechter: Craig Pawson Assistenten: Lee Betts Assistenten: Ian Hussin Vierde official: Constantine Hatzidakis Doellijnassistenten: Paul Tierney Doellijnassistenten: Chris Kavanagh |
| 11 december 2018 21:00 uur |           |         |                    | Stadion: Stade Louis II, Monaco Toeschouwers: 18.523 Scheidsrechter: Craig Pawson Assistenten: Lee Betts Assistenten: Ian Hussin Vierde official: Constantine Hatzidakis Doellijnassistenten: Paul Tierney Doellijnassistenten: Chris Kavanagh |
|                            |           |         |                    | |

| Pos | Team              | Wed | W | G | V | Ptn | DV | DT | +/− |  | BAR   | TOT   | INT   | PSV   |
| --- | ----------------- | --- | - | - | - | --- | -- | -- | --- |  | ----- | ----- | ----- | ----- |
| 1   | FC Barcelona      | 6   | 4 | 2 | 0 | 14  | 14 | 5  | +9  |  | —     | 1 – 1 | 2 – 0 | 4 – 0 |
| 2   | Tottenham Hotspur | 6   | 2 | 2 | 2 | 8   | 9  | 10 | −1  |  | 2 – 4 | —     | 1 – 0 | 2 – 1 |
| 3   | Internazionale    | 6   | 2 | 2 | 2 | 8   | 6  | 7  | −1  |  | 1 – 1 | 2 – 1 | —     | 1 – 1 |
| 4   | PSV               | 6   | 0 | 2 | 4 | 2   | 6  | 13 | −7  |  | 1 – 2 | 2 – 2 | 1 – 2 | —     |

|                             |                                                 |         |     | |
| 18 september 2018 18:55 uur | FC Barcelona                                    | 4 – 0   | PSV | Stadion: Camp Nou, Barcelona Toeschouwers: 73.462 Scheidsrechter: Anastasios Sidiropoulos Assistenten: Polychronis Kostaras Assistenten: Lazaros Dimitriadis Vierde official: Damianos Efthimiadis Doellijnassistenten: Anastasios Papapetrou Doellijnassistenten: Ioánnis Papadopoulos |
| 18 september 2018 18:55 uur | Messi 32', 77', 87' Dembélé 75' Umtiti 55', 79' | Verslag |     | Stadion: Camp Nou, Barcelona Toeschouwers: 73.462 Scheidsrechter: Anastasios Sidiropoulos Assistenten: Polychronis Kostaras Assistenten: Lazaros Dimitriadis Vierde official: Damianos Efthimiadis Doellijnassistenten: Anastasios Papapetrou Doellijnassistenten: Ioánnis Papadopoulos |
| 18 september 2018 18:55 uur |                                                 |         |     | Stadion: Camp Nou, Barcelona Toeschouwers: 73.462 Scheidsrechter: Anastasios Sidiropoulos Assistenten: Polychronis Kostaras Assistenten: Lazaros Dimitriadis Vierde official: Damianos Efthimiadis Doellijnassistenten: Anastasios Papapetrou Doellijnassistenten: Ioánnis Papadopoulos |
| 18 september 2018 18:55 uur |                                                 |         |     | Stadion: Camp Nou, Barcelona Toeschouwers: 73.462 Scheidsrechter: Anastasios Sidiropoulos Assistenten: Polychronis Kostaras Assistenten: Lazaros Dimitriadis Vierde official: Damianos Efthimiadis Doellijnassistenten: Anastasios Papapetrou Doellijnassistenten: Ioánnis Papadopoulos |
|                             |                                                 |         |     | |

|                             |                         |         |                   | |
| 18 september 2018 18:55 uur | Internazionale          | 2 – 1   | Tottenham Hotspur | Stadion: Stadio Giuseppe Meazza, Milaan Toeschouwers: 64.123 Scheidsrechter: Clément Turpin Assistenten: Nicolas Danos Assistenten: Cyril Gringore Vierde official: Guillaume Debart Doellijnassistenten: Ruddy Buquet Doellijnassistenten: Nicolas Rainville |
| 18 september 2018 18:55 uur | Icardi 86' Vecino 90+3' | Verslag | 53' Eriksen       | Stadion: Stadio Giuseppe Meazza, Milaan Toeschouwers: 64.123 Scheidsrechter: Clément Turpin Assistenten: Nicolas Danos Assistenten: Cyril Gringore Vierde official: Guillaume Debart Doellijnassistenten: Ruddy Buquet Doellijnassistenten: Nicolas Rainville |
| 18 september 2018 18:55 uur |                         |         |                   | Stadion: Stadio Giuseppe Meazza, Milaan Toeschouwers: 64.123 Scheidsrechter: Clément Turpin Assistenten: Nicolas Danos Assistenten: Cyril Gringore Vierde official: Guillaume Debart Doellijnassistenten: Ruddy Buquet Doellijnassistenten: Nicolas Rainville |
| 18 september 2018 18:55 uur |                         |         |                   | Stadion: Stadio Giuseppe Meazza, Milaan Toeschouwers: 64.123 Scheidsrechter: Clément Turpin Assistenten: Nicolas Danos Assistenten: Cyril Gringore Vierde official: Guillaume Debart Doellijnassistenten: Ruddy Buquet Doellijnassistenten: Nicolas Rainville |
|                             |                         |         |                   | |

|                          |                     |         |                                        | |
| 3 oktober 2018 21:00 uur | Tottenham Hotspur   | 2 – 4   | FC Barcelona                           | Stadion: Wembley Stadium, Londen Toeschouwers: 82.137 Scheidsrechter: Felix Zwayer Assistenten: Thorsten Schiffner Assistenten: Marco Achmüller Vierde official: Guido Kleve Doellijnassistenten: Tobias Stieler Doellijnassistenten: Sascha Stegemann |
| 3 oktober 2018 21:00 uur | Kane 52' Lamela 66' | Verslag | 2' Coutinho 28' Rakitić 56', 90' Messi | Stadion: Wembley Stadium, Londen Toeschouwers: 82.137 Scheidsrechter: Felix Zwayer Assistenten: Thorsten Schiffner Assistenten: Marco Achmüller Vierde official: Guido Kleve Doellijnassistenten: Tobias Stieler Doellijnassistenten: Sascha Stegemann |
| 3 oktober 2018 21:00 uur |                     |         |                                        | Stadion: Wembley Stadium, Londen Toeschouwers: 82.137 Scheidsrechter: Felix Zwayer Assistenten: Thorsten Schiffner Assistenten: Marco Achmüller Vierde official: Guido Kleve Doellijnassistenten: Tobias Stieler Doellijnassistenten: Sascha Stegemann |
| 3 oktober 2018 21:00 uur |                     |         |                                        | Stadion: Wembley Stadium, Londen Toeschouwers: 82.137 Scheidsrechter: Felix Zwayer Assistenten: Thorsten Schiffner Assistenten: Marco Achmüller Vierde official: Guido Kleve Doellijnassistenten: Tobias Stieler Doellijnassistenten: Sascha Stegemann |
|                          |                     |         |                                        | |

|                          |             |         |                           | |
| 3 oktober 2018 21:00 uur | PSV         | 1 – 2   | Internazionale            | Stadion: Philips Stadion, Eindhoven Toeschouwers: 34.750 Scheidsrechter: Milorad Mažić Assistenten: Milovan Ristić Assistenten: Dalibor Djurdjević Vierde official: Nemanja Petrović Doellijnassistenten: Nenad Djokić Doellijnassistenten: Danilo Grujić |
| 3 oktober 2018 21:00 uur | Rosario 27' | Verslag | 44' Nainggolan 60' Icardi | Stadion: Philips Stadion, Eindhoven Toeschouwers: 34.750 Scheidsrechter: Milorad Mažić Assistenten: Milovan Ristić Assistenten: Dalibor Djurdjević Vierde official: Nemanja Petrović Doellijnassistenten: Nenad Djokić Doellijnassistenten: Danilo Grujić |
| 3 oktober 2018 21:00 uur |             |         |                           | Stadion: Philips Stadion, Eindhoven Toeschouwers: 34.750 Scheidsrechter: Milorad Mažić Assistenten: Milovan Ristić Assistenten: Dalibor Djurdjević Vierde official: Nemanja Petrović Doellijnassistenten: Nenad Djokić Doellijnassistenten: Danilo Grujić |
| 3 oktober 2018 21:00 uur |             |         |                           | Stadion: Philips Stadion, Eindhoven Toeschouwers: 34.750 Scheidsrechter: Milorad Mažić Assistenten: Milovan Ristić Assistenten: Dalibor Djurdjević Vierde official: Nemanja Petrović Doellijnassistenten: Nenad Djokić Doellijnassistenten: Danilo Grujić |
|                          |             |         |                           | |

|                           |                        |         |                                     | |
| 24 oktober 2018 18:55 uur | PSV                    | 2 – 2   | Tottenham Hotspur                   | Stadion: Philips Stadion, Eindhoven Toeschouwers: 35.000 Scheidsrechter: Slavko Vinčić Assistenten: Tomaž Klančnik Assistenten: Andraž Kovacic Vierde official: Matej Žunič Doellijnassistenten: Rade Obrenovič Doellijnassistenten: Roberto Ponis |
| 24 oktober 2018 18:55 uur | Lozano 29' De Jong 87' | Verslag | 39' Lucas Moura 54' Kane 79' Lloris | Stadion: Philips Stadion, Eindhoven Toeschouwers: 35.000 Scheidsrechter: Slavko Vinčić Assistenten: Tomaž Klančnik Assistenten: Andraž Kovacic Vierde official: Matej Žunič Doellijnassistenten: Rade Obrenovič Doellijnassistenten: Roberto Ponis |
| 24 oktober 2018 18:55 uur |                        |         |                                     | Stadion: Philips Stadion, Eindhoven Toeschouwers: 35.000 Scheidsrechter: Slavko Vinčić Assistenten: Tomaž Klančnik Assistenten: Andraž Kovacic Vierde official: Matej Žunič Doellijnassistenten: Rade Obrenovič Doellijnassistenten: Roberto Ponis |
| 24 oktober 2018 18:55 uur |                        |         |                                     | Stadion: Philips Stadion, Eindhoven Toeschouwers: 35.000 Scheidsrechter: Slavko Vinčić Assistenten: Tomaž Klančnik Assistenten: Andraž Kovacic Vierde official: Matej Žunič Doellijnassistenten: Rade Obrenovič Doellijnassistenten: Roberto Ponis |
|                           |                        |         |                                     | |

|                           |                      |         |                | |
| 24 oktober 2018 21:00 uur | FC Barcelona         | 2 – 0   | Internazionale | Stadion: Camp Nou, Barcelona Toeschouwers: 86.290 Scheidsrechter: Ovidiu Haţegan Assistenten: Octavian Șovre Assistenten: Sebastian Gheorghe Vierde official: Radu Ghinguleac Doellijnassistenten: Radu Petrescu Doellijnassistenten: Sebastian Colţescu |
| 24 oktober 2018 21:00 uur | Rafinha 32' Alba 83' | Verslag |                | Stadion: Camp Nou, Barcelona Toeschouwers: 86.290 Scheidsrechter: Ovidiu Haţegan Assistenten: Octavian Șovre Assistenten: Sebastian Gheorghe Vierde official: Radu Ghinguleac Doellijnassistenten: Radu Petrescu Doellijnassistenten: Sebastian Colţescu |
| 24 oktober 2018 21:00 uur |                      |         |                | Stadion: Camp Nou, Barcelona Toeschouwers: 86.290 Scheidsrechter: Ovidiu Haţegan Assistenten: Octavian Șovre Assistenten: Sebastian Gheorghe Vierde official: Radu Ghinguleac Doellijnassistenten: Radu Petrescu Doellijnassistenten: Sebastian Colţescu |
| 24 oktober 2018 21:00 uur |                      |         |                | Stadion: Camp Nou, Barcelona Toeschouwers: 86.290 Scheidsrechter: Ovidiu Haţegan Assistenten: Octavian Șovre Assistenten: Sebastian Gheorghe Vierde official: Radu Ghinguleac Doellijnassistenten: Radu Petrescu Doellijnassistenten: Sebastian Colţescu |
|                           |                      |         |                | |

|                           |                   |         |            | |
| 6 november 2018 21:00 uur | Tottenham Hotspur | 2 – 1   | PSV        | Stadion: Wembley Stadium, Londen Toeschouwers: 46.588 Scheidsrechter: Ivan Kružliak Assistenten: Tomaš Somolani Assistenten: Branislav Hancko Vierde official: Tomaš Mokoš Doellijnassistenten: Peter Kralović Doellijnassistenten: Filip Glova |
| 6 november 2018 21:00 uur | Kane 78', 89'     | Verslag | 2' De Jong | Stadion: Wembley Stadium, Londen Toeschouwers: 46.588 Scheidsrechter: Ivan Kružliak Assistenten: Tomaš Somolani Assistenten: Branislav Hancko Vierde official: Tomaš Mokoš Doellijnassistenten: Peter Kralović Doellijnassistenten: Filip Glova |
| 6 november 2018 21:00 uur |                   |         |            | Stadion: Wembley Stadium, Londen Toeschouwers: 46.588 Scheidsrechter: Ivan Kružliak Assistenten: Tomaš Somolani Assistenten: Branislav Hancko Vierde official: Tomaš Mokoš Doellijnassistenten: Peter Kralović Doellijnassistenten: Filip Glova |
| 6 november 2018 21:00 uur |                   |         |            | Stadion: Wembley Stadium, Londen Toeschouwers: 46.588 Scheidsrechter: Ivan Kružliak Assistenten: Tomaš Somolani Assistenten: Branislav Hancko Vierde official: Tomaš Mokoš Doellijnassistenten: Peter Kralović Doellijnassistenten: Filip Glova |
|                           |                   |         |            | |

|                           |                |         |              | |
| 6 november 2018 21:00 uur | Internazionale | 1 – 1   | FC Barcelona | Stadion: Stadio Giuseppe Meazza, Milaan Toeschouwers: 70.915 Scheidsrechter: Szymon Marciniak Assistenten: Paweł Sokolnicki Assistenten: Tomasz Listkiewicz Vierde official: Radosław Siejka Doellijnassistenten: Paweł Raczkowski Doellijnassistenten: Tomasz Musiał |
| 6 november 2018 21:00 uur | Icardi 87'     | Verslag | 83' Malcom   | Stadion: Stadio Giuseppe Meazza, Milaan Toeschouwers: 70.915 Scheidsrechter: Szymon Marciniak Assistenten: Paweł Sokolnicki Assistenten: Tomasz Listkiewicz Vierde official: Radosław Siejka Doellijnassistenten: Paweł Raczkowski Doellijnassistenten: Tomasz Musiał |
| 6 november 2018 21:00 uur |                |         |              | Stadion: Stadio Giuseppe Meazza, Milaan Toeschouwers: 70.915 Scheidsrechter: Szymon Marciniak Assistenten: Paweł Sokolnicki Assistenten: Tomasz Listkiewicz Vierde official: Radosław Siejka Doellijnassistenten: Paweł Raczkowski Doellijnassistenten: Tomasz Musiał |
| 6 november 2018 21:00 uur |                |         |              | Stadion: Stadio Giuseppe Meazza, Milaan Toeschouwers: 70.915 Scheidsrechter: Szymon Marciniak Assistenten: Paweł Sokolnicki Assistenten: Tomasz Listkiewicz Vierde official: Radosław Siejka Doellijnassistenten: Paweł Raczkowski Doellijnassistenten: Tomasz Musiał |
|                           |                |         |              | |

|                            |             |         |                     | |
| 28 november 2018 21:00 uur | PSV         | 1 – 2   | FC Barcelona        | Stadion: Philips Stadion, Eindhoven Toeschouwers: 34.600 Scheidsrechter: Pavel Královec Assistenten: Ivo Nadvornik Assistenten: Kamil Hajek Vierde official: Jakub Hrabovsky Doellijnassistenten: Miroslav Zelinka Doellijnassistenten: Karel Hrubes |
| 28 november 2018 21:00 uur | De Jong 82' | Verslag | 61' Messi 70' Piqué | Stadion: Philips Stadion, Eindhoven Toeschouwers: 34.600 Scheidsrechter: Pavel Královec Assistenten: Ivo Nadvornik Assistenten: Kamil Hajek Vierde official: Jakub Hrabovsky Doellijnassistenten: Miroslav Zelinka Doellijnassistenten: Karel Hrubes |
| 28 november 2018 21:00 uur |             |         |                     | Stadion: Philips Stadion, Eindhoven Toeschouwers: 34.600 Scheidsrechter: Pavel Královec Assistenten: Ivo Nadvornik Assistenten: Kamil Hajek Vierde official: Jakub Hrabovsky Doellijnassistenten: Miroslav Zelinka Doellijnassistenten: Karel Hrubes |
| 28 november 2018 21:00 uur |             |         |                     | Stadion: Philips Stadion, Eindhoven Toeschouwers: 34.600 Scheidsrechter: Pavel Královec Assistenten: Ivo Nadvornik Assistenten: Kamil Hajek Vierde official: Jakub Hrabovsky Doellijnassistenten: Miroslav Zelinka Doellijnassistenten: Karel Hrubes |
|                            |             |         |                     | |

|                            |                   |         |                | |
| 28 november 2018 21:00 uur | Tottenham Hotspur | 1 – 0   | Internazionale | Stadion: Wembley Stadium, Londen Toeschouwers: 57.132 Scheidsrechter: Cüneyt Çakır Assistenten: Bahattin Duran Assistenten: Tarik Ongun Vierde official: Mustafa Eyisoy Doellijnassistenten: Hüseyin Göçek Doellijnassistenten: Barış Şimşek |
| 28 november 2018 21:00 uur | Eriksen 80'       | Verslag |                | Stadion: Wembley Stadium, Londen Toeschouwers: 57.132 Scheidsrechter: Cüneyt Çakır Assistenten: Bahattin Duran Assistenten: Tarik Ongun Vierde official: Mustafa Eyisoy Doellijnassistenten: Hüseyin Göçek Doellijnassistenten: Barış Şimşek |
| 28 november 2018 21:00 uur |                   |         |                | Stadion: Wembley Stadium, Londen Toeschouwers: 57.132 Scheidsrechter: Cüneyt Çakır Assistenten: Bahattin Duran Assistenten: Tarik Ongun Vierde official: Mustafa Eyisoy Doellijnassistenten: Hüseyin Göçek Doellijnassistenten: Barış Şimşek |
| 28 november 2018 21:00 uur |                   |         |                | Stadion: Wembley Stadium, Londen Toeschouwers: 57.132 Scheidsrechter: Cüneyt Çakır Assistenten: Bahattin Duran Assistenten: Tarik Ongun Vierde official: Mustafa Eyisoy Doellijnassistenten: Hüseyin Göçek Doellijnassistenten: Barış Şimşek |
|                            |                   |         |                | |

|                            |              |         |                   | |
| 11 december 2018 21:00 uur | FC Barcelona | 1 – 1   | Tottenham Hotspur | Stadion: Camp Nou, Barcelona Toeschouwers: 69.961 Scheidsrechter: Milorad Mažić Assistenten: Milovan Ristić Assistenten: Dalibor Djurdjević Vierde official: Nemanja Petrović Doellijnassistenten: Nenad Djokić Doellijnassistenten: Danilo Grujić |
| 11 december 2018 21:00 uur | Dembélé 7'   | Verslag | 85' Lucas         | Stadion: Camp Nou, Barcelona Toeschouwers: 69.961 Scheidsrechter: Milorad Mažić Assistenten: Milovan Ristić Assistenten: Dalibor Djurdjević Vierde official: Nemanja Petrović Doellijnassistenten: Nenad Djokić Doellijnassistenten: Danilo Grujić |
| 11 december 2018 21:00 uur |              |         |                   | Stadion: Camp Nou, Barcelona Toeschouwers: 69.961 Scheidsrechter: Milorad Mažić Assistenten: Milovan Ristić Assistenten: Dalibor Djurdjević Vierde official: Nemanja Petrović Doellijnassistenten: Nenad Djokić Doellijnassistenten: Danilo Grujić |
| 11 december 2018 21:00 uur |              |         |                   | Stadion: Camp Nou, Barcelona Toeschouwers: 69.961 Scheidsrechter: Milorad Mažić Assistenten: Milovan Ristić Assistenten: Dalibor Djurdjević Vierde official: Nemanja Petrović Doellijnassistenten: Nenad Djokić Doellijnassistenten: Danilo Grujić |
|                            |              |         |                   | |

|                            |                |         |            | |
| 11 december 2018 21:00 uur | Internazionale | 1 – 1   | PSV        | Stadion: Stadio Giuseppe Meazza, Milaan Toeschouwers: 62.533 Scheidsrechter: Felix Zwayer Assistenten: Thorsten Schiffner Assistenten: Marco Achmüller Vierde official: Eduard Beitinger Doellijnassistenten: Daniel Siebert Doellijnassistenten: Sascha Stegemann |
| 11 december 2018 21:00 uur | Icardi 73'     | Verslag | 13' Lozano | Stadion: Stadio Giuseppe Meazza, Milaan Toeschouwers: 62.533 Scheidsrechter: Felix Zwayer Assistenten: Thorsten Schiffner Assistenten: Marco Achmüller Vierde official: Eduard Beitinger Doellijnassistenten: Daniel Siebert Doellijnassistenten: Sascha Stegemann |
| 11 december 2018 21:00 uur |                |         |            | Stadion: Stadio Giuseppe Meazza, Milaan Toeschouwers: 62.533 Scheidsrechter: Felix Zwayer Assistenten: Thorsten Schiffner Assistenten: Marco Achmüller Vierde official: Eduard Beitinger Doellijnassistenten: Daniel Siebert Doellijnassistenten: Sascha Stegemann |
| 11 december 2018 21:00 uur |                |         |            | Stadion: Stadio Giuseppe Meazza, Milaan Toeschouwers: 62.533 Scheidsrechter: Felix Zwayer Assistenten: Thorsten Schiffner Assistenten: Marco Achmüller Vierde official: Eduard Beitinger Doellijnassistenten: Daniel Siebert Doellijnassistenten: Sascha Stegemann |
|                            |                |         |            | |

| Pos | Team                | Wed | W | G | V | Ptn | DV | DT | +/− |  | PSG   | LIV   | NAP   | RSB   |
| --- | ------------------- | --- | - | - | - | --- | -- | -- | --- |  | ----- | ----- | ----- | ----- |
| 1   | Paris Saint-Germain | 6   | 3 | 2 | 1 | 11  | 17 | 9  | +8  |  | —     | 2 – 1 | 2 – 2 | 6 – 1 |
| 2   | Liverpool FC        | 6   | 3 | 0 | 3 | 9   | 9  | 7  | +2  |  | 3 – 2 | —     | 1 – 0 | 4 – 0 |
| 3   | SSC Napoli          | 6   | 2 | 3 | 1 | 9   | 7  | 5  | +2  |  | 1 – 1 | 1 – 0 | —     | 3 – 1 |
| 4   | Rode Ster Belgrado  | 6   | 1 | 1 | 4 | 4   | 5  | 17 | −12 |  | 1 – 4 | 2 – 0 | 0 – 0 | —     |

|                             |                                               |         |                        | |
| 18 september 2018 21:00 uur | Liverpool FC                                  | 3 – 2   | Paris Saint-Germain    | Stadion: Anfield, Liverpool Toeschouwers: 52.478 Scheidsrechter: Cüneyt Çakır Assistenten: Bahattin Duran Assistenten: Tarik Ongun Vierde official: Mustafa Eyisoy Doellijnassistenten: Hüseyin Göçek Doellijnassistenten: Barış Şimşek |
| 18 september 2018 21:00 uur | Sturridge 30' Milner 36' (pen.) Firmino 90+2' | Verslag | 40' Meunier 83' Mbappé | Stadion: Anfield, Liverpool Toeschouwers: 52.478 Scheidsrechter: Cüneyt Çakır Assistenten: Bahattin Duran Assistenten: Tarik Ongun Vierde official: Mustafa Eyisoy Doellijnassistenten: Hüseyin Göçek Doellijnassistenten: Barış Şimşek |
| 18 september 2018 21:00 uur |                                               |         |                        | Stadion: Anfield, Liverpool Toeschouwers: 52.478 Scheidsrechter: Cüneyt Çakır Assistenten: Bahattin Duran Assistenten: Tarik Ongun Vierde official: Mustafa Eyisoy Doellijnassistenten: Hüseyin Göçek Doellijnassistenten: Barış Şimşek |
| 18 september 2018 21:00 uur |                                               |         |                        | Stadion: Anfield, Liverpool Toeschouwers: 52.478 Scheidsrechter: Cüneyt Çakır Assistenten: Bahattin Duran Assistenten: Tarik Ongun Vierde official: Mustafa Eyisoy Doellijnassistenten: Hüseyin Göçek Doellijnassistenten: Barış Şimşek |
|                             |                                               |         |                        | |

|                             |                    |       |            | |
| 18 september 2018 21:00 uur | Rode Ster Belgrado | 0 – 0 | SSC Napoli | Stadion: Rode Sterstadion, Belgrado Toeschouwers: 49.112 Scheidsrechter: Szymon Marciniak Assistenten: Paweł Sokolnicki Assistenten: Tomasz Listkiewicz Vierde official: Radosław Siejka Doellijnassistenten: Paweł Raczkowski Doellijnassistenten: Tomasz Musiał |
| 18 september 2018 21:00 uur | Verslag            |       |            | Stadion: Rode Sterstadion, Belgrado Toeschouwers: 49.112 Scheidsrechter: Szymon Marciniak Assistenten: Paweł Sokolnicki Assistenten: Tomasz Listkiewicz Vierde official: Radosław Siejka Doellijnassistenten: Paweł Raczkowski Doellijnassistenten: Tomasz Musiał |
| 18 september 2018 21:00 uur |                    |       |            | Stadion: Rode Sterstadion, Belgrado Toeschouwers: 49.112 Scheidsrechter: Szymon Marciniak Assistenten: Paweł Sokolnicki Assistenten: Tomasz Listkiewicz Vierde official: Radosław Siejka Doellijnassistenten: Paweł Raczkowski Doellijnassistenten: Tomasz Musiał |
| 18 september 2018 21:00 uur |                    |       |            | Stadion: Rode Sterstadion, Belgrado Toeschouwers: 49.112 Scheidsrechter: Szymon Marciniak Assistenten: Paweł Sokolnicki Assistenten: Tomasz Listkiewicz Vierde official: Radosław Siejka Doellijnassistenten: Paweł Raczkowski Doellijnassistenten: Tomasz Musiał |
|                             |                    |       |            | |

|                          |                                                         |         |                    | |
| 3 oktober 2018 18:55 uur | Paris Saint-Germain                                     | 6 – 1   | Rode Ster Belgrado | Stadion: Parc des Princes, Parijs Toeschouwers: 39.979 Scheidsrechter: Artur Soares Dias Assistenten: Rui Tavares Assistenten: Paulo Soares Vierde official: Bruno Rodrigues Doellijnassistenten: Tiago Martins Doellijnassistenten: João Pinheiro |
| 3 oktober 2018 18:55 uur | Neymar 20', 22', 81' Cavani 37' Di María 42' Mbappé 70' | Verslag | 74' Marin          | Stadion: Parc des Princes, Parijs Toeschouwers: 39.979 Scheidsrechter: Artur Soares Dias Assistenten: Rui Tavares Assistenten: Paulo Soares Vierde official: Bruno Rodrigues Doellijnassistenten: Tiago Martins Doellijnassistenten: João Pinheiro |
| 3 oktober 2018 18:55 uur |                                                         |         |                    | Stadion: Parc des Princes, Parijs Toeschouwers: 39.979 Scheidsrechter: Artur Soares Dias Assistenten: Rui Tavares Assistenten: Paulo Soares Vierde official: Bruno Rodrigues Doellijnassistenten: Tiago Martins Doellijnassistenten: João Pinheiro |
| 3 oktober 2018 18:55 uur |                                                         |         |                    | Stadion: Parc des Princes, Parijs Toeschouwers: 39.979 Scheidsrechter: Artur Soares Dias Assistenten: Rui Tavares Assistenten: Paulo Soares Vierde official: Bruno Rodrigues Doellijnassistenten: Tiago Martins Doellijnassistenten: João Pinheiro |
|                          |                                                         |         |                    | |

|                          |             |         |              | |
| 3 oktober 2018 21:00 uur | SSC Napoli  | 1 – 0   | Liverpool FC | Stadion: Stadio San Paolo, Napels Toeschouwers: 37.057 Scheidsrechter: Viktor Kassai Assistenten: György Ring Assistenten: Vencel Tóth Vierde official: Peter Berettyán Doellijnassistenten: Tamás Bognár Doellijnassistenten: Sandor Szabo |
| 3 oktober 2018 21:00 uur | Insigne 90' | Verslag |              | Stadion: Stadio San Paolo, Napels Toeschouwers: 37.057 Scheidsrechter: Viktor Kassai Assistenten: György Ring Assistenten: Vencel Tóth Vierde official: Peter Berettyán Doellijnassistenten: Tamás Bognár Doellijnassistenten: Sandor Szabo |
| 3 oktober 2018 21:00 uur |             |         |              | Stadion: Stadio San Paolo, Napels Toeschouwers: 37.057 Scheidsrechter: Viktor Kassai Assistenten: György Ring Assistenten: Vencel Tóth Vierde official: Peter Berettyán Doellijnassistenten: Tamás Bognár Doellijnassistenten: Sandor Szabo |
| 3 oktober 2018 21:00 uur |             |         |              | Stadion: Stadio San Paolo, Napels Toeschouwers: 37.057 Scheidsrechter: Viktor Kassai Assistenten: György Ring Assistenten: Vencel Tóth Vierde official: Peter Berettyán Doellijnassistenten: Tamás Bognár Doellijnassistenten: Sandor Szabo |
|                          |             |         |              | |

|                           |                               |         |                         | |
| 24 oktober 2018 21:00 uur | Paris Saint-Germain           | 2 – 2   | SSC Napoli              | Stadion: Parc des Princes, Parijs Toeschouwers: 46.274 Scheidsrechter: Felix Zwayer Assistenten: Thorsten Schiffner Assistenten: Marco Achmüller Vierde official: Eduard Beitinger Doellijnassistenten: Tobias Stieler Doellijnassistenten: Sascha Stegemann |
| 24 oktober 2018 21:00 uur | Rui 61' (e.d.) Di María 90+3' | Verslag | 29' Insigne 77' Mertens | Stadion: Parc des Princes, Parijs Toeschouwers: 46.274 Scheidsrechter: Felix Zwayer Assistenten: Thorsten Schiffner Assistenten: Marco Achmüller Vierde official: Eduard Beitinger Doellijnassistenten: Tobias Stieler Doellijnassistenten: Sascha Stegemann |
| 24 oktober 2018 21:00 uur |                               |         |                         | Stadion: Parc des Princes, Parijs Toeschouwers: 46.274 Scheidsrechter: Felix Zwayer Assistenten: Thorsten Schiffner Assistenten: Marco Achmüller Vierde official: Eduard Beitinger Doellijnassistenten: Tobias Stieler Doellijnassistenten: Sascha Stegemann |
| 24 oktober 2018 21:00 uur |                               |         |                         | Stadion: Parc des Princes, Parijs Toeschouwers: 46.274 Scheidsrechter: Felix Zwayer Assistenten: Thorsten Schiffner Assistenten: Marco Achmüller Vierde official: Eduard Beitinger Doellijnassistenten: Tobias Stieler Doellijnassistenten: Sascha Stegemann |
|                           |                               |         |                         | |

|                           |                                            |         |                    | |
| 24 oktober 2018 21:00 uur | Liverpool FC                               | 4 – 0   | Rode Ster Belgrado | Stadion: Anfield, Liverpool Toeschouwers: 53.024 Scheidsrechter: Daniel Siebert Assistenten: Jan Seidel Assistenten: Rafael Foltyn Vierde official: Christian Gittelmann Doellijnassistenten: Tobias Welz Doellijnassistenten: Patrick Ittrich |
| 24 oktober 2018 21:00 uur | Firmino 20' Salah 45', 51' (pen.) Mané 80' | Verslag |                    | Stadion: Anfield, Liverpool Toeschouwers: 53.024 Scheidsrechter: Daniel Siebert Assistenten: Jan Seidel Assistenten: Rafael Foltyn Vierde official: Christian Gittelmann Doellijnassistenten: Tobias Welz Doellijnassistenten: Patrick Ittrich |
| 24 oktober 2018 21:00 uur |                                            |         |                    | Stadion: Anfield, Liverpool Toeschouwers: 53.024 Scheidsrechter: Daniel Siebert Assistenten: Jan Seidel Assistenten: Rafael Foltyn Vierde official: Christian Gittelmann Doellijnassistenten: Tobias Welz Doellijnassistenten: Patrick Ittrich |
| 24 oktober 2018 21:00 uur |                                            |         |                    | Stadion: Anfield, Liverpool Toeschouwers: 53.024 Scheidsrechter: Daniel Siebert Assistenten: Jan Seidel Assistenten: Rafael Foltyn Vierde official: Christian Gittelmann Doellijnassistenten: Tobias Welz Doellijnassistenten: Patrick Ittrich |
|                           |                                            |         |                    | |

|                           |                    |         |              | |
| 6 november 2018 18:55 uur | Rode Ster Belgrado | 2 – 0   | Liverpool FC | Stadion: Rode Sterstadion, Belgrado Toeschouwers: 51.318 Scheidsrechter: Antonio Mateu Lahoz Assistenten: Pau Cebrián Devís Assistenten: Roberto del Palomar Vierde official: Diego Barbero Sevilla Doellijnassistenten: Carlos del Cerro Grande Doellijnassistenten: Alejandro Hernández |
| 6 november 2018 18:55 uur | Pavkov 22', 29'    | Verslag |              | Stadion: Rode Sterstadion, Belgrado Toeschouwers: 51.318 Scheidsrechter: Antonio Mateu Lahoz Assistenten: Pau Cebrián Devís Assistenten: Roberto del Palomar Vierde official: Diego Barbero Sevilla Doellijnassistenten: Carlos del Cerro Grande Doellijnassistenten: Alejandro Hernández |
| 6 november 2018 18:55 uur |                    |         |              | Stadion: Rode Sterstadion, Belgrado Toeschouwers: 51.318 Scheidsrechter: Antonio Mateu Lahoz Assistenten: Pau Cebrián Devís Assistenten: Roberto del Palomar Vierde official: Diego Barbero Sevilla Doellijnassistenten: Carlos del Cerro Grande Doellijnassistenten: Alejandro Hernández |
| 6 november 2018 18:55 uur |                    |         |              | Stadion: Rode Sterstadion, Belgrado Toeschouwers: 51.318 Scheidsrechter: Antonio Mateu Lahoz Assistenten: Pau Cebrián Devís Assistenten: Roberto del Palomar Vierde official: Diego Barbero Sevilla Doellijnassistenten: Carlos del Cerro Grande Doellijnassistenten: Alejandro Hernández |
|                           |                    |         |              | |

|                           |                    |         |                     | |
| 6 november 2018 21:00 uur | SSC Napoli         | 1 – 1   | Paris Saint-Germain | Stadion: Stadio San Paolo, Napels Toeschouwers: 55.489 Scheidsrechter: Björn Kuipers Assistenten: Sander van Roekel Assistenten: Erwin Zeinstra Vierde official: Charles Schaap Doellijnassistenten: Dennis Higler Doellijnassistenten: Pol van Boekel |
| 6 november 2018 21:00 uur | Insigne 63' (pen.) | Verslag | 45+2' Bernat        | Stadion: Stadio San Paolo, Napels Toeschouwers: 55.489 Scheidsrechter: Björn Kuipers Assistenten: Sander van Roekel Assistenten: Erwin Zeinstra Vierde official: Charles Schaap Doellijnassistenten: Dennis Higler Doellijnassistenten: Pol van Boekel |
| 6 november 2018 21:00 uur |                    |         |                     | Stadion: Stadio San Paolo, Napels Toeschouwers: 55.489 Scheidsrechter: Björn Kuipers Assistenten: Sander van Roekel Assistenten: Erwin Zeinstra Vierde official: Charles Schaap Doellijnassistenten: Dennis Higler Doellijnassistenten: Pol van Boekel |
| 6 november 2018 21:00 uur |                    |         |                     | Stadion: Stadio San Paolo, Napels Toeschouwers: 55.489 Scheidsrechter: Björn Kuipers Assistenten: Sander van Roekel Assistenten: Erwin Zeinstra Vierde official: Charles Schaap Doellijnassistenten: Dennis Higler Doellijnassistenten: Pol van Boekel |
|                           |                    |         |                     | |

|                            |                       |         |                     | |
| 28 november 2018 21:00 uur | Paris Saint-Germain   | 2 – 1   | Liverpool FC        | Stadion: Parc des Princes, Parijs Toeschouwers: 46.880 Scheidsrechter: Szymon Marciniak Assistenten: Paweł Sokolnicki Assistenten: Tomasz Listkiewicz Vierde official: Radosław Siejka Doellijnassistenten: Paweł Raczkowski Doellijnassistenten: Tomasz Musiał |
| 28 november 2018 21:00 uur | Bernat 13' Neymar 37' | Verslag | 45+1' (pen.) Milner | Stadion: Parc des Princes, Parijs Toeschouwers: 46.880 Scheidsrechter: Szymon Marciniak Assistenten: Paweł Sokolnicki Assistenten: Tomasz Listkiewicz Vierde official: Radosław Siejka Doellijnassistenten: Paweł Raczkowski Doellijnassistenten: Tomasz Musiał |
| 28 november 2018 21:00 uur |                       |         |                     | Stadion: Parc des Princes, Parijs Toeschouwers: 46.880 Scheidsrechter: Szymon Marciniak Assistenten: Paweł Sokolnicki Assistenten: Tomasz Listkiewicz Vierde official: Radosław Siejka Doellijnassistenten: Paweł Raczkowski Doellijnassistenten: Tomasz Musiał |
| 28 november 2018 21:00 uur |                       |         |                     | Stadion: Parc des Princes, Parijs Toeschouwers: 46.880 Scheidsrechter: Szymon Marciniak Assistenten: Paweł Sokolnicki Assistenten: Tomasz Listkiewicz Vierde official: Radosław Siejka Doellijnassistenten: Paweł Raczkowski Doellijnassistenten: Tomasz Musiał |
|                            |                       |         |                     | |

|                            |                             |         |                    | |
| 28 november 2018 21:00 uur | SSC Napoli                  | 3 – 1   | Rode Ster Belgrado | Stadion: Stadio San Paolo, Napels Toeschouwers: 44.470 Scheidsrechter: Jesús Gil Manzano Assistenten: Angel Nevado Rodriguez Assistenten: Diego Barbero Sevilla Vierde official: Iñigo Prieto López De Cerain Doellijnassistenten: Juan Martínez Munuera Doellijnassistenten: Ricardo De Burgos |
| 28 november 2018 21:00 uur | Hamšík 11' Mertens 33', 52' | Verslag | 57' Nabouhane      | Stadion: Stadio San Paolo, Napels Toeschouwers: 44.470 Scheidsrechter: Jesús Gil Manzano Assistenten: Angel Nevado Rodriguez Assistenten: Diego Barbero Sevilla Vierde official: Iñigo Prieto López De Cerain Doellijnassistenten: Juan Martínez Munuera Doellijnassistenten: Ricardo De Burgos |
| 28 november 2018 21:00 uur |                             |         |                    | Stadion: Stadio San Paolo, Napels Toeschouwers: 44.470 Scheidsrechter: Jesús Gil Manzano Assistenten: Angel Nevado Rodriguez Assistenten: Diego Barbero Sevilla Vierde official: Iñigo Prieto López De Cerain Doellijnassistenten: Juan Martínez Munuera Doellijnassistenten: Ricardo De Burgos |
| 28 november 2018 21:00 uur |                             |         |                    | Stadion: Stadio San Paolo, Napels Toeschouwers: 44.470 Scheidsrechter: Jesús Gil Manzano Assistenten: Angel Nevado Rodriguez Assistenten: Diego Barbero Sevilla Vierde official: Iñigo Prieto López De Cerain Doellijnassistenten: Juan Martínez Munuera Doellijnassistenten: Ricardo De Burgos |
|                            |                             |         |                    | |

|                            |              |         |            | |
| 11 december 2018 21:00 uur | Liverpool FC | 1 – 0   | SSC Napoli | Stadion: Anfield, Liverpool Toeschouwers: 52.015 Scheidsrechter: Damir Skomina Assistenten: Jure Praprotnik Assistenten: Robert Vukan Vierde official: Tomaž Klančnik Doellijnassistenten: Slavko Vinčić Doellijnassistenten: Matej Jug |
| 11 december 2018 21:00 uur | Salah 34'    | Verslag |            | Stadion: Anfield, Liverpool Toeschouwers: 52.015 Scheidsrechter: Damir Skomina Assistenten: Jure Praprotnik Assistenten: Robert Vukan Vierde official: Tomaž Klančnik Doellijnassistenten: Slavko Vinčić Doellijnassistenten: Matej Jug |
| 11 december 2018 21:00 uur |              |         |            | Stadion: Anfield, Liverpool Toeschouwers: 52.015 Scheidsrechter: Damir Skomina Assistenten: Jure Praprotnik Assistenten: Robert Vukan Vierde official: Tomaž Klančnik Doellijnassistenten: Slavko Vinčić Doellijnassistenten: Matej Jug |
| 11 december 2018 21:00 uur |              |         |            | Stadion: Anfield, Liverpool Toeschouwers: 52.015 Scheidsrechter: Damir Skomina Assistenten: Jure Praprotnik Assistenten: Robert Vukan Vierde official: Tomaž Klančnik Doellijnassistenten: Slavko Vinčić Doellijnassistenten: Matej Jug |
|                            |              |         |            | |

|                            |                    |         |                                                   | |
| 11 december 2018 21:00 uur | Rode Ster Belgrado | 1 – 4   | Paris Saint-Germain                               | Stadion: Rode Sterstadion, Belgrado Toeschouwers: 48.357 Scheidsrechter: William Collum Assistenten: David McGeachie Assistenten: Graeme Stewart Vierde official: Alan Mulvanny Doellijnassistenten: Kevin Clancy Doellijnassistenten: Nicolas Walsh |
| 11 december 2018 21:00 uur | Gobeljić 56'       | Verslag | 10' Cavani 40' Neymar 74' Marquinhos 90+2' Mbappé | Stadion: Rode Sterstadion, Belgrado Toeschouwers: 48.357 Scheidsrechter: William Collum Assistenten: David McGeachie Assistenten: Graeme Stewart Vierde official: Alan Mulvanny Doellijnassistenten: Kevin Clancy Doellijnassistenten: Nicolas Walsh |
| 11 december 2018 21:00 uur |                    |         |                                                   | Stadion: Rode Sterstadion, Belgrado Toeschouwers: 48.357 Scheidsrechter: William Collum Assistenten: David McGeachie Assistenten: Graeme Stewart Vierde official: Alan Mulvanny Doellijnassistenten: Kevin Clancy Doellijnassistenten: Nicolas Walsh |
| 11 december 2018 21:00 uur |                    |         |                                                   | Stadion: Rode Sterstadion, Belgrado Toeschouwers: 48.357 Scheidsrechter: William Collum Assistenten: David McGeachie Assistenten: Graeme Stewart Vierde official: Alan Mulvanny Doellijnassistenten: Kevin Clancy Doellijnassistenten: Nicolas Walsh |
|                            |                    |         |                                                   | |

| Pos | Team             | Wed | W | G | V | Ptn | DV | DT | +/− |  | POR   | S04   | GAL   | LMO   |
| --- | ---------------- | --- | - | - | - | --- | -- | -- | --- |  | ----- | ----- | ----- | ----- |
| 1   | FC Porto         | 6   | 5 | 1 | 0 | 16  | 15 | 6  | +9  |  | —     | 3 – 1 | 1 – 0 | 4 – 1 |
| 2   | Schalke 04       | 6   | 3 | 2 | 1 | 11  | 6  | 4  | +2  |  | 1 – 1 | —     | 2 – 0 | 1 – 0 |
| 3   | Galatasaray SK   | 6   | 1 | 1 | 4 | 4   | 5  | 8  | −3  |  | 2 – 3 | 0 – 0 | —     | 3 – 0 |
| 4   | Lokomotiv Moskou | 6   | 1 | 0 | 5 | 3   | 4  | 12 | −8  |  | 1 – 3 | 0 – 1 | 2 – 0 | —     |

|                             |                                                             |         |                  | |
| 18 september 2018 21:00 uur | Galatasaray                                                 | 3 – 0   | Lokomotiv Moskou | Stadion: Türk Telekom Stadyumu, Istanboel Toeschouwers: 43.542 Scheidsrechter: Gianluca Rocchi Assistenten: Mauro Tonolini Assistenten: Filippo Meli Vierde official: Matteo Passeri Doellijnassistenten: Luca Banti Doellijnassistenten: Massimiliano Irrati |
| 18 september 2018 21:00 uur | Rodrigues 9' Derdiyok 67' Ndiaye 42', 87' İnan 90+4' (pen.) | Verslag |                  | Stadion: Türk Telekom Stadyumu, Istanboel Toeschouwers: 43.542 Scheidsrechter: Gianluca Rocchi Assistenten: Mauro Tonolini Assistenten: Filippo Meli Vierde official: Matteo Passeri Doellijnassistenten: Luca Banti Doellijnassistenten: Massimiliano Irrati |
| 18 september 2018 21:00 uur |                                                             |         |                  | Stadion: Türk Telekom Stadyumu, Istanboel Toeschouwers: 43.542 Scheidsrechter: Gianluca Rocchi Assistenten: Mauro Tonolini Assistenten: Filippo Meli Vierde official: Matteo Passeri Doellijnassistenten: Luca Banti Doellijnassistenten: Massimiliano Irrati |
| 18 september 2018 21:00 uur |                                                             |         |                  | Stadion: Türk Telekom Stadyumu, Istanboel Toeschouwers: 43.542 Scheidsrechter: Gianluca Rocchi Assistenten: Mauro Tonolini Assistenten: Filippo Meli Vierde official: Matteo Passeri Doellijnassistenten: Luca Banti Doellijnassistenten: Massimiliano Irrati |
|                             |                                                             |         |                  | |

|                             |            |         |                   | |
| 18 september 2018 21:00 uur | Schalke 04 | 1 – 1   | FC Porto          | Stadion: Veltins-Arena, Gelsenkirchen Toeschouwers: 45.775 Scheidsrechter: Jesús Gil Manzano Assistenten: Angel Nevado Rodriguez Assistenten: Diego Barbero Sevilla Vierde official: Javier Martínez Nicolás Doellijnassistenten: Ricardo De Burgos Doellijnassistenten: José Munuera Montero |
| 18 september 2018 21:00 uur | Embolo 64' | Verslag | 75' (pen.) Otávio | Stadion: Veltins-Arena, Gelsenkirchen Toeschouwers: 45.775 Scheidsrechter: Jesús Gil Manzano Assistenten: Angel Nevado Rodriguez Assistenten: Diego Barbero Sevilla Vierde official: Javier Martínez Nicolás Doellijnassistenten: Ricardo De Burgos Doellijnassistenten: José Munuera Montero |
| 18 september 2018 21:00 uur |            |         |                   | Stadion: Veltins-Arena, Gelsenkirchen Toeschouwers: 45.775 Scheidsrechter: Jesús Gil Manzano Assistenten: Angel Nevado Rodriguez Assistenten: Diego Barbero Sevilla Vierde official: Javier Martínez Nicolás Doellijnassistenten: Ricardo De Burgos Doellijnassistenten: José Munuera Montero |
| 18 september 2018 21:00 uur |            |         |                   | Stadion: Veltins-Arena, Gelsenkirchen Toeschouwers: 45.775 Scheidsrechter: Jesús Gil Manzano Assistenten: Angel Nevado Rodriguez Assistenten: Diego Barbero Sevilla Vierde official: Javier Martínez Nicolás Doellijnassistenten: Ricardo De Burgos Doellijnassistenten: José Munuera Montero |
|                             |            |         |                   | |

|                          |                  |         |              | |
| 3 oktober 2018 18:55 uur | Lokomotiv Moskou | 0 – 1   | Schalke 04   | Stadion: Lokomotivstadion, Moskou Toeschouwers: 21.471 Scheidsrechter: Anthony Taylor Assistenten: Gary Beswick Assistenten: Adam Nunn Vierde official: Constantine Hatzidakis Doellijnassistenten: Stuart Attwell Doellijnassistenten: Martin Atkinson |
| 3 oktober 2018 18:55 uur |                  | Verslag | 88' McKennie | Stadion: Lokomotivstadion, Moskou Toeschouwers: 21.471 Scheidsrechter: Anthony Taylor Assistenten: Gary Beswick Assistenten: Adam Nunn Vierde official: Constantine Hatzidakis Doellijnassistenten: Stuart Attwell Doellijnassistenten: Martin Atkinson |
| 3 oktober 2018 18:55 uur |                  |         |              | Stadion: Lokomotivstadion, Moskou Toeschouwers: 21.471 Scheidsrechter: Anthony Taylor Assistenten: Gary Beswick Assistenten: Adam Nunn Vierde official: Constantine Hatzidakis Doellijnassistenten: Stuart Attwell Doellijnassistenten: Martin Atkinson |
| 3 oktober 2018 18:55 uur |                  |         |              | Stadion: Lokomotivstadion, Moskou Toeschouwers: 21.471 Scheidsrechter: Anthony Taylor Assistenten: Gary Beswick Assistenten: Adam Nunn Vierde official: Constantine Hatzidakis Doellijnassistenten: Stuart Attwell Doellijnassistenten: Martin Atkinson |
|                          |                  |         |              | |

|                          |            |         |             | |
| 3 oktober 2018 21:00 uur | FC Porto   | 1 – 0   | Galatasaray | Stadion: Estádio do Dragão, Porto Toeschouwers: 42.711 Scheidsrechter: Michael Oliver Assistenten: Stuart Burt Assistenten: Simon Bennett Vierde official: Stephen Child Doellijnassistenten: Paul Tierney Doellijnassistenten: Andre Marriner |
| 3 oktober 2018 21:00 uur | Marega 49' | Verslag |             | Stadion: Estádio do Dragão, Porto Toeschouwers: 42.711 Scheidsrechter: Michael Oliver Assistenten: Stuart Burt Assistenten: Simon Bennett Vierde official: Stephen Child Doellijnassistenten: Paul Tierney Doellijnassistenten: Andre Marriner |
| 3 oktober 2018 21:00 uur |            |         |             | Stadion: Estádio do Dragão, Porto Toeschouwers: 42.711 Scheidsrechter: Michael Oliver Assistenten: Stuart Burt Assistenten: Simon Bennett Vierde official: Stephen Child Doellijnassistenten: Paul Tierney Doellijnassistenten: Andre Marriner |
| 3 oktober 2018 21:00 uur |            |         |             | Stadion: Estádio do Dragão, Porto Toeschouwers: 42.711 Scheidsrechter: Michael Oliver Assistenten: Stuart Burt Assistenten: Simon Bennett Vierde official: Stephen Child Doellijnassistenten: Paul Tierney Doellijnassistenten: Andre Marriner |
|                          |            |         |             | |

|                           |                                |         |                                          | |
| 24 oktober 2018 21:00 uur | Lokomotiv Moskou               | 1 – 3   | FC Porto                                 | Stadion: Lokomotivstadion, Moskou Toeschouwers: 16.034 Scheidsrechter: Robert Madden Assistenten: Francis Connor Assistenten: Alan Mulvanny Vierde official: Douglas Potter Doellijnassistenten: John Beaton Doellijnassistenten: Alan Muir |
| 24 oktober 2018 21:00 uur | Mirantsjoek 76' Kvirkvelia 76' | Verslag | 26' (pen.) Marega 35' Herrera 47' Corona | Stadion: Lokomotivstadion, Moskou Toeschouwers: 16.034 Scheidsrechter: Robert Madden Assistenten: Francis Connor Assistenten: Alan Mulvanny Vierde official: Douglas Potter Doellijnassistenten: John Beaton Doellijnassistenten: Alan Muir |
| 24 oktober 2018 21:00 uur |                                |         |                                          | Stadion: Lokomotivstadion, Moskou Toeschouwers: 16.034 Scheidsrechter: Robert Madden Assistenten: Francis Connor Assistenten: Alan Mulvanny Vierde official: Douglas Potter Doellijnassistenten: John Beaton Doellijnassistenten: Alan Muir |
| 24 oktober 2018 21:00 uur |                                |         |                                          | Stadion: Lokomotivstadion, Moskou Toeschouwers: 16.034 Scheidsrechter: Robert Madden Assistenten: Francis Connor Assistenten: Alan Mulvanny Vierde official: Douglas Potter Doellijnassistenten: John Beaton Doellijnassistenten: Alan Muir |
|                           |                                |         |                                          | |

|                           |             |       |            | |
| 24 oktober 2018 21:00 uur | Galatasaray | 0 – 0 | Schalke 04 | Stadion: Türk Telekom Stadyumu, Istanboel Toeschouwers: 46.667 Scheidsrechter: Benoît Bastien Assistenten: Hicham Zakrani Assistenten: Frédéric Haquette Vierde official: Cyril Mugnier Doellijnassistenten: Benoît Millot Doellijnassistenten: Jérôme Miguelgorry |
| 24 oktober 2018 21:00 uur | Verslag     |       |            | Stadion: Türk Telekom Stadyumu, Istanboel Toeschouwers: 46.667 Scheidsrechter: Benoît Bastien Assistenten: Hicham Zakrani Assistenten: Frédéric Haquette Vierde official: Cyril Mugnier Doellijnassistenten: Benoît Millot Doellijnassistenten: Jérôme Miguelgorry |
| 24 oktober 2018 21:00 uur |             |       |            | Stadion: Türk Telekom Stadyumu, Istanboel Toeschouwers: 46.667 Scheidsrechter: Benoît Bastien Assistenten: Hicham Zakrani Assistenten: Frédéric Haquette Vierde official: Cyril Mugnier Doellijnassistenten: Benoît Millot Doellijnassistenten: Jérôme Miguelgorry |
| 24 oktober 2018 21:00 uur |             |       |            | Stadion: Türk Telekom Stadyumu, Istanboel Toeschouwers: 46.667 Scheidsrechter: Benoît Bastien Assistenten: Hicham Zakrani Assistenten: Frédéric Haquette Vierde official: Cyril Mugnier Doellijnassistenten: Benoît Millot Doellijnassistenten: Jérôme Miguelgorry |
|                           |             |       |            | |

|                           |                                               |         |                  | |
| 6 november 2018 21:00 uur | FC Porto                                      | 4 – 1   | Lokomotiv Moskou | Stadion: Estádio do Dragão, Porto Toeschouwers: 34.616 Scheidsrechter: Davide Massa Assistenten: Mauro Tonolini Assistenten: Filippo Meli Vierde official: Alberto Tegoni Doellijnassistenten: Massimiliano Irrati Doellijnassistenten: Daniele Doveri |
| 6 november 2018 21:00 uur | Herrera 2' Marega 42' Corona 67' Otávio 90+3' | Verslag | 59' Farfán       | Stadion: Estádio do Dragão, Porto Toeschouwers: 34.616 Scheidsrechter: Davide Massa Assistenten: Mauro Tonolini Assistenten: Filippo Meli Vierde official: Alberto Tegoni Doellijnassistenten: Massimiliano Irrati Doellijnassistenten: Daniele Doveri |
| 6 november 2018 21:00 uur |                                               |         |                  | Stadion: Estádio do Dragão, Porto Toeschouwers: 34.616 Scheidsrechter: Davide Massa Assistenten: Mauro Tonolini Assistenten: Filippo Meli Vierde official: Alberto Tegoni Doellijnassistenten: Massimiliano Irrati Doellijnassistenten: Daniele Doveri |
| 6 november 2018 21:00 uur |                                               |         |                  | Stadion: Estádio do Dragão, Porto Toeschouwers: 34.616 Scheidsrechter: Davide Massa Assistenten: Mauro Tonolini Assistenten: Filippo Meli Vierde official: Alberto Tegoni Doellijnassistenten: Massimiliano Irrati Doellijnassistenten: Daniele Doveri |
|                           |                                               |         |                  | |

|                           |                        |         |             | |
| 6 november 2018 21:00 uur | Schalke 04             | 2 – 0   | Galatasaray | Stadion: Veltins-Arena, Gelsenkirchen Toeschouwers: 54.740 Scheidsrechter: William Collum Assistenten: David McGeachie Assistenten: Graeme Stewart Vierde official: Francis Connor Doellijnassistenten: Andrew Dallas Doellijnassistenten: Nicolas Walsh |
| 6 november 2018 21:00 uur | Burgstaller 4' Uth 57' | Verslag |             | Stadion: Veltins-Arena, Gelsenkirchen Toeschouwers: 54.740 Scheidsrechter: William Collum Assistenten: David McGeachie Assistenten: Graeme Stewart Vierde official: Francis Connor Doellijnassistenten: Andrew Dallas Doellijnassistenten: Nicolas Walsh |
| 6 november 2018 21:00 uur |                        |         |             | Stadion: Veltins-Arena, Gelsenkirchen Toeschouwers: 54.740 Scheidsrechter: William Collum Assistenten: David McGeachie Assistenten: Graeme Stewart Vierde official: Francis Connor Doellijnassistenten: Andrew Dallas Doellijnassistenten: Nicolas Walsh |
| 6 november 2018 21:00 uur |                        |         |             | Stadion: Veltins-Arena, Gelsenkirchen Toeschouwers: 54.740 Scheidsrechter: William Collum Assistenten: David McGeachie Assistenten: Graeme Stewart Vierde official: Francis Connor Doellijnassistenten: Andrew Dallas Doellijnassistenten: Nicolas Walsh |
|                           |                        |         |             | |

|                            |                              |         |             | |
| 28 november 2018 18:55 uur | Lokomotiv Moskou             | 2 – 0   | Galatasaray | Stadion: Lokomotivstadion, Moskou Toeschouwers: 14.037 Scheidsrechter: Antonio Mateu Lahoz Assistenten: Pau Cebrián Devís Assistenten: Roberto del Palomar Vierde official: Teodoro Sobrino Doellijnassistenten: Xavier Estrada Doellijnassistenten: Alejandro Hernández |
| 28 november 2018 18:55 uur | Donk 43' (e.d.) Ignatyev 54' | Verslag |             | Stadion: Lokomotivstadion, Moskou Toeschouwers: 14.037 Scheidsrechter: Antonio Mateu Lahoz Assistenten: Pau Cebrián Devís Assistenten: Roberto del Palomar Vierde official: Teodoro Sobrino Doellijnassistenten: Xavier Estrada Doellijnassistenten: Alejandro Hernández |
| 28 november 2018 18:55 uur |                              |         |             | Stadion: Lokomotivstadion, Moskou Toeschouwers: 14.037 Scheidsrechter: Antonio Mateu Lahoz Assistenten: Pau Cebrián Devís Assistenten: Roberto del Palomar Vierde official: Teodoro Sobrino Doellijnassistenten: Xavier Estrada Doellijnassistenten: Alejandro Hernández |
| 28 november 2018 18:55 uur |                              |         |             | Stadion: Lokomotivstadion, Moskou Toeschouwers: 14.037 Scheidsrechter: Antonio Mateu Lahoz Assistenten: Pau Cebrián Devís Assistenten: Roberto del Palomar Vierde official: Teodoro Sobrino Doellijnassistenten: Xavier Estrada Doellijnassistenten: Alejandro Hernández |
|                            |                              |         |             | |

|                            |                                     |         |                     | |
| 28 november 2018 21:00 uur | FC Porto                            | 3 – 1   | Schalke 04          | Stadion: Estádio do Dragão, Porto Toeschouwers: 41.603 Scheidsrechter: Ovidiu Haţegan Assistenten: Octavian Șovre Assistenten: Sebastian Gheorghe Vierde official: Radu Ghinguleac Doellijnassistenten: Radu Petrescu Doellijnassistenten: Sebastian Colţescu |
| 28 november 2018 21:00 uur | Militão 52' Corona 55' Marega 90+4' | Verslag | 89' (pen.) Bentaleb | Stadion: Estádio do Dragão, Porto Toeschouwers: 41.603 Scheidsrechter: Ovidiu Haţegan Assistenten: Octavian Șovre Assistenten: Sebastian Gheorghe Vierde official: Radu Ghinguleac Doellijnassistenten: Radu Petrescu Doellijnassistenten: Sebastian Colţescu |
| 28 november 2018 21:00 uur |                                     |         |                     | Stadion: Estádio do Dragão, Porto Toeschouwers: 41.603 Scheidsrechter: Ovidiu Haţegan Assistenten: Octavian Șovre Assistenten: Sebastian Gheorghe Vierde official: Radu Ghinguleac Doellijnassistenten: Radu Petrescu Doellijnassistenten: Sebastian Colţescu |
| 28 november 2018 21:00 uur |                                     |         |                     | Stadion: Estádio do Dragão, Porto Toeschouwers: 41.603 Scheidsrechter: Ovidiu Haţegan Assistenten: Octavian Șovre Assistenten: Sebastian Gheorghe Vierde official: Radu Ghinguleac Doellijnassistenten: Radu Petrescu Doellijnassistenten: Sebastian Colţescu |
|                            |                                     |         |                     | |

|                            |                                    |         |                                           | |
| 11 december 2018 18:55 uur | Galatasaray                        | 2 – 3   | FC Porto                                  | Stadion: Türk Telekom Stadyumu, Istanboel Toeschouwers: 33.972 Scheidsrechter: Aleksej Koelbakov Assistenten: Dmitri Zhuk Assistenten: Oleg Maslyanko Vierde official: Yuri Khomchenko Doellijnassistenten: Denis Scherbakov Doellijnassistenten: Dzmitry Dzmitryieu |
| 11 december 2018 18:55 uur | Feghouli 45+1' (pen.) Derdiyok 65' | Verslag | 17' Felipe 42' (pen.) Marega 57' Oliveira | Stadion: Türk Telekom Stadyumu, Istanboel Toeschouwers: 33.972 Scheidsrechter: Aleksej Koelbakov Assistenten: Dmitri Zhuk Assistenten: Oleg Maslyanko Vierde official: Yuri Khomchenko Doellijnassistenten: Denis Scherbakov Doellijnassistenten: Dzmitry Dzmitryieu |
| 11 december 2018 18:55 uur |                                    |         |                                           | Stadion: Türk Telekom Stadyumu, Istanboel Toeschouwers: 33.972 Scheidsrechter: Aleksej Koelbakov Assistenten: Dmitri Zhuk Assistenten: Oleg Maslyanko Vierde official: Yuri Khomchenko Doellijnassistenten: Denis Scherbakov Doellijnassistenten: Dzmitry Dzmitryieu |
| 11 december 2018 18:55 uur |                                    |         |                                           | Stadion: Türk Telekom Stadyumu, Istanboel Toeschouwers: 33.972 Scheidsrechter: Aleksej Koelbakov Assistenten: Dmitri Zhuk Assistenten: Oleg Maslyanko Vierde official: Yuri Khomchenko Doellijnassistenten: Denis Scherbakov Doellijnassistenten: Dzmitry Dzmitryieu |
|                            |                                    |         |                                           | |

|                            |              |         |                  | |
| 11 december 2018 18:55 uur | Schalke 04   | 1 – 0   | Lokomotiv Moskou | Stadion: Veltins-Arena, Gelsenkirchen Toeschouwers: 48.883 Scheidsrechter: Anastasios Sidiropoulos Assistenten: Polychronis Kostaras Assistenten: Lazaros Dimitriadis Vierde official: Damianos Efthimiadis Doellijnassistenten: Anastasios Papapetrou Doellijnassistenten: Ioánnis Papadopoulos |
| 11 december 2018 18:55 uur | Schöpf 90+1' | Verslag |                  | Stadion: Veltins-Arena, Gelsenkirchen Toeschouwers: 48.883 Scheidsrechter: Anastasios Sidiropoulos Assistenten: Polychronis Kostaras Assistenten: Lazaros Dimitriadis Vierde official: Damianos Efthimiadis Doellijnassistenten: Anastasios Papapetrou Doellijnassistenten: Ioánnis Papadopoulos |
| 11 december 2018 18:55 uur |              |         |                  | Stadion: Veltins-Arena, Gelsenkirchen Toeschouwers: 48.883 Scheidsrechter: Anastasios Sidiropoulos Assistenten: Polychronis Kostaras Assistenten: Lazaros Dimitriadis Vierde official: Damianos Efthimiadis Doellijnassistenten: Anastasios Papapetrou Doellijnassistenten: Ioánnis Papadopoulos |
| 11 december 2018 18:55 uur |              |         |                  | Stadion: Veltins-Arena, Gelsenkirchen Toeschouwers: 48.883 Scheidsrechter: Anastasios Sidiropoulos Assistenten: Polychronis Kostaras Assistenten: Lazaros Dimitriadis Vierde official: Damianos Efthimiadis Doellijnassistenten: Anastasios Papapetrou Doellijnassistenten: Ioánnis Papadopoulos |
|                            |              |         |                  | |

| Pos | Team           | Wed | W | G | V | Ptn | DV | DT | +/− |  | BAY   | AJA   | BEN   | AEK   |
| --- | -------------- | --- | - | - | - | --- | -- | -- | --- |  | ----- | ----- | ----- | ----- |
| 1   | Bayern München | 6   | 4 | 2 | 0 | 14  | 15 | 5  | +10 |  | —     | 1 – 1 | 5 – 1 | 2 – 0 |
| 2   | Ajax           | 6   | 3 | 3 | 0 | 12  | 11 | 5  | +6  |  | 3 – 3 | —     | 1 – 0 | 3 – 0 |
| 3   | Benfica        | 6   | 2 | 1 | 3 | 7   | 6  | 11 | −5  |  | 0 – 2 | 1 – 1 | —     | 1 – 0 |
| 4   | AEK Athene     | 6   | 0 | 0 | 6 | 0   | 2  | 13 | −11 |  | 0 – 2 | 0 – 2 | 2 – 3 | —     |

|                             |                                     |         |            | |
| 19 september 2018 18:55 uur | Ajax                                | 3 – 0   | AEK Athene | Stadion: Johan Cruijff ArenA, Amsterdam Toeschouwers: 52.285 Scheidsrechter: Carlos del Cerro Grande Assistenten: Juan Yuste Assistenten: Roberto Alonso Vierde official: Abrahám Alvárez Cantón Doellijnassistenten: Juan Martínez Munuera Doellijnassistenten: Santiago Jaime Latre |
| 19 september 2018 18:55 uur | Tagliafico 46', 90' Van de Beek 77' | Verslag |            | Stadion: Johan Cruijff ArenA, Amsterdam Toeschouwers: 52.285 Scheidsrechter: Carlos del Cerro Grande Assistenten: Juan Yuste Assistenten: Roberto Alonso Vierde official: Abrahám Alvárez Cantón Doellijnassistenten: Juan Martínez Munuera Doellijnassistenten: Santiago Jaime Latre |
| 19 september 2018 18:55 uur |                                     |         |            | Stadion: Johan Cruijff ArenA, Amsterdam Toeschouwers: 52.285 Scheidsrechter: Carlos del Cerro Grande Assistenten: Juan Yuste Assistenten: Roberto Alonso Vierde official: Abrahám Alvárez Cantón Doellijnassistenten: Juan Martínez Munuera Doellijnassistenten: Santiago Jaime Latre |
| 19 september 2018 18:55 uur |                                     |         |            | Stadion: Johan Cruijff ArenA, Amsterdam Toeschouwers: 52.285 Scheidsrechter: Carlos del Cerro Grande Assistenten: Juan Yuste Assistenten: Roberto Alonso Vierde official: Abrahám Alvárez Cantón Doellijnassistenten: Juan Martínez Munuera Doellijnassistenten: Santiago Jaime Latre |
|                             |                                     |         |            | |

|                             |         |         |                             | |
| 19 september 2018 21:00 uur | Benfica | 0 – 2   | Bayern München              | Stadion: Estádio da Luz, Lissabon Toeschouwers: 60.274 Scheidsrechter: Antonio Mateu Lahoz Assistenten: Pau Cebrián Devís Assistenten: Roberto del Palomar Vierde official: Teodoro Sobrino Doellijnassistenten: Xavier Estrada Doellijnassistenten: Alejandro Hernández |
| 19 september 2018 21:00 uur |         | Verslag | 10' Lewandowski 54' Sanches | Stadion: Estádio da Luz, Lissabon Toeschouwers: 60.274 Scheidsrechter: Antonio Mateu Lahoz Assistenten: Pau Cebrián Devís Assistenten: Roberto del Palomar Vierde official: Teodoro Sobrino Doellijnassistenten: Xavier Estrada Doellijnassistenten: Alejandro Hernández |
| 19 september 2018 21:00 uur |         |         |                             | Stadion: Estádio da Luz, Lissabon Toeschouwers: 60.274 Scheidsrechter: Antonio Mateu Lahoz Assistenten: Pau Cebrián Devís Assistenten: Roberto del Palomar Vierde official: Teodoro Sobrino Doellijnassistenten: Xavier Estrada Doellijnassistenten: Alejandro Hernández |
| 19 september 2018 21:00 uur |         |         |                             | Stadion: Estádio da Luz, Lissabon Toeschouwers: 60.274 Scheidsrechter: Antonio Mateu Lahoz Assistenten: Pau Cebrián Devís Assistenten: Roberto del Palomar Vierde official: Teodoro Sobrino Doellijnassistenten: Xavier Estrada Doellijnassistenten: Alejandro Hernández |
|                             |         |         |                             | |

|                          |                |         |              | |
| 2 oktober 2018 21:00 uur | Bayern München | 1 – 1   | Ajax         | Stadion: Allianz Arena, München Toeschouwers: 70.000 Scheidsrechter: Pavel Královec Assistenten: Ivo Nadvornik Assistenten: Kamil Hajek Vierde official: Jiří Moláček Doellijnassistenten: Petr Ardeleánu Doellijnassistenten: Karel Hrubes |
| 2 oktober 2018 21:00 uur | Hummels 4'     | Verslag | 22' Mazraoui | Stadion: Allianz Arena, München Toeschouwers: 70.000 Scheidsrechter: Pavel Královec Assistenten: Ivo Nadvornik Assistenten: Kamil Hajek Vierde official: Jiří Moláček Doellijnassistenten: Petr Ardeleánu Doellijnassistenten: Karel Hrubes |
| 2 oktober 2018 21:00 uur |                |         |              | Stadion: Allianz Arena, München Toeschouwers: 70.000 Scheidsrechter: Pavel Královec Assistenten: Ivo Nadvornik Assistenten: Kamil Hajek Vierde official: Jiří Moláček Doellijnassistenten: Petr Ardeleánu Doellijnassistenten: Karel Hrubes |
| 2 oktober 2018 21:00 uur |                |         |              | Stadion: Allianz Arena, München Toeschouwers: 70.000 Scheidsrechter: Pavel Královec Assistenten: Ivo Nadvornik Assistenten: Kamil Hajek Vierde official: Jiří Moláček Doellijnassistenten: Petr Ardeleánu Doellijnassistenten: Karel Hrubes |
|                          |                |         |              | |

|                          |                     |         |                                                     | |
| 2 oktober 2018 21:00 uur | AEK Athene          | 2 – 3   | Benfica                                             | Stadion: Olympisch Stadion Spyridon Louis, Athene Toeschouwers: 31.154 Scheidsrechter: Orel Grinfeeld Assistenten: Dvir Shimon Assistenten: Roy Hassan Vierde official: Idan Yarkoni Doellijnassistenten: Erez Papir Doellijnassistenten: Ziv Adler |
| 2 oktober 2018 21:00 uur | Klonaridis 53', 63' | Verslag | 6' Seferović 15' Grimaldo 8', 45+4' Dias 74' Semedo | Stadion: Olympisch Stadion Spyridon Louis, Athene Toeschouwers: 31.154 Scheidsrechter: Orel Grinfeeld Assistenten: Dvir Shimon Assistenten: Roy Hassan Vierde official: Idan Yarkoni Doellijnassistenten: Erez Papir Doellijnassistenten: Ziv Adler |
| 2 oktober 2018 21:00 uur |                     |         |                                                     | Stadion: Olympisch Stadion Spyridon Louis, Athene Toeschouwers: 31.154 Scheidsrechter: Orel Grinfeeld Assistenten: Dvir Shimon Assistenten: Roy Hassan Vierde official: Idan Yarkoni Doellijnassistenten: Erez Papir Doellijnassistenten: Ziv Adler |
| 2 oktober 2018 21:00 uur |                     |         |                                                     | Stadion: Olympisch Stadion Spyridon Louis, Athene Toeschouwers: 31.154 Scheidsrechter: Orel Grinfeeld Assistenten: Dvir Shimon Assistenten: Roy Hassan Vierde official: Idan Yarkoni Doellijnassistenten: Erez Papir Doellijnassistenten: Ziv Adler |
|                          |                     |         |                                                     | |

|                           |            |         |                              | |
| 23 oktober 2018 18:55 uur | AEK Athene | 0 – 2   | Bayern München               | Stadion: Olympisch Stadion Spyridon Louis, Athene Toeschouwers: 61.221 Scheidsrechter: Aleksej Koelbakov Assistenten: Dmitri Zhuk Assistenten: Oleg Maslyanko Vierde official: Yuri Khomchenko Doellijnassistenten: Denis Scherbakov Doellijnassistenten: Dzmitry Dzmitryieu |
| 23 oktober 2018 18:55 uur |            | Verslag | 61' Martínez 63' Lewandowski | Stadion: Olympisch Stadion Spyridon Louis, Athene Toeschouwers: 61.221 Scheidsrechter: Aleksej Koelbakov Assistenten: Dmitri Zhuk Assistenten: Oleg Maslyanko Vierde official: Yuri Khomchenko Doellijnassistenten: Denis Scherbakov Doellijnassistenten: Dzmitry Dzmitryieu |
| 23 oktober 2018 18:55 uur |            |         |                              | Stadion: Olympisch Stadion Spyridon Louis, Athene Toeschouwers: 61.221 Scheidsrechter: Aleksej Koelbakov Assistenten: Dmitri Zhuk Assistenten: Oleg Maslyanko Vierde official: Yuri Khomchenko Doellijnassistenten: Denis Scherbakov Doellijnassistenten: Dzmitry Dzmitryieu |
| 23 oktober 2018 18:55 uur |            |         |                              | Stadion: Olympisch Stadion Spyridon Louis, Athene Toeschouwers: 61.221 Scheidsrechter: Aleksej Koelbakov Assistenten: Dmitri Zhuk Assistenten: Oleg Maslyanko Vierde official: Yuri Khomchenko Doellijnassistenten: Denis Scherbakov Doellijnassistenten: Dzmitry Dzmitryieu |
|                           |            |         |                              | |

|                           |                |         |         | |
| 23 oktober 2018 21:00 uur | Ajax           | 1 – 0   | Benfica | Stadion: Johan Cruijff ArenA, Amsterdam Toeschouwers: 52.489 Scheidsrechter: Ruddy Buquet Assistenten: Guillaume Debart Assistenten: Julien Pacelli Vierde official: Cyril Gringore Doellijnassistenten: Amaury Delerue Doellijnassistenten: François Letexier |
| 23 oktober 2018 21:00 uur | Mazraoui 90+2' | Verslag |         | Stadion: Johan Cruijff ArenA, Amsterdam Toeschouwers: 52.489 Scheidsrechter: Ruddy Buquet Assistenten: Guillaume Debart Assistenten: Julien Pacelli Vierde official: Cyril Gringore Doellijnassistenten: Amaury Delerue Doellijnassistenten: François Letexier |
| 23 oktober 2018 21:00 uur |                |         |         | Stadion: Johan Cruijff ArenA, Amsterdam Toeschouwers: 52.489 Scheidsrechter: Ruddy Buquet Assistenten: Guillaume Debart Assistenten: Julien Pacelli Vierde official: Cyril Gringore Doellijnassistenten: Amaury Delerue Doellijnassistenten: François Letexier |
| 23 oktober 2018 21:00 uur |                |         |         | Stadion: Johan Cruijff ArenA, Amsterdam Toeschouwers: 52.489 Scheidsrechter: Ruddy Buquet Assistenten: Guillaume Debart Assistenten: Julien Pacelli Vierde official: Cyril Gringore Doellijnassistenten: Amaury Delerue Doellijnassistenten: François Letexier |
|                           |                |         |         | |

|                           |                             |         |            | |
| 7 november 2018 21:00 uur | Bayern München              | 2 – 0   | AEK Athene | Stadion: Allianz Arena, München Toeschouwers: 70.000 Scheidsrechter: Matej Jug Assistenten: Matej Žunič Assistenten: Manuel Vidali Vierde official: Tomislav Pospeh Doellijnassistenten: Slavko Vinčić Doellijnassistenten: Nejc Kajtazovic |
| 7 november 2018 21:00 uur | Lewandowski 31' (pen.), 71' | Verslag |            | Stadion: Allianz Arena, München Toeschouwers: 70.000 Scheidsrechter: Matej Jug Assistenten: Matej Žunič Assistenten: Manuel Vidali Vierde official: Tomislav Pospeh Doellijnassistenten: Slavko Vinčić Doellijnassistenten: Nejc Kajtazovic |
| 7 november 2018 21:00 uur |                             |         |            | Stadion: Allianz Arena, München Toeschouwers: 70.000 Scheidsrechter: Matej Jug Assistenten: Matej Žunič Assistenten: Manuel Vidali Vierde official: Tomislav Pospeh Doellijnassistenten: Slavko Vinčić Doellijnassistenten: Nejc Kajtazovic |
| 7 november 2018 21:00 uur |                             |         |            | Stadion: Allianz Arena, München Toeschouwers: 70.000 Scheidsrechter: Matej Jug Assistenten: Matej Žunič Assistenten: Manuel Vidali Vierde official: Tomislav Pospeh Doellijnassistenten: Slavko Vinčić Doellijnassistenten: Nejc Kajtazovic |
|                           |                             |         |            | |

|                           |           |         |           | |
| 7 november 2018 21:00 uur | Benfica   | 1 – 1   | Ajax      | Stadion: Estádio da Luz, Lissabon Toeschouwers: 51.328 Scheidsrechter: Gianluca Rocchi Assistenten: Elenito Di Liberatore Assistenten: Matteo Passeri Vierde official: Stefano Alassio Doellijnassistenten: Luca Banti Doellijnassistenten: Marco Di Bello |
| 7 november 2018 21:00 uur | Jonas 29' | Verslag | 61' Tadić | Stadion: Estádio da Luz, Lissabon Toeschouwers: 51.328 Scheidsrechter: Gianluca Rocchi Assistenten: Elenito Di Liberatore Assistenten: Matteo Passeri Vierde official: Stefano Alassio Doellijnassistenten: Luca Banti Doellijnassistenten: Marco Di Bello |
| 7 november 2018 21:00 uur |           |         |           | Stadion: Estádio da Luz, Lissabon Toeschouwers: 51.328 Scheidsrechter: Gianluca Rocchi Assistenten: Elenito Di Liberatore Assistenten: Matteo Passeri Vierde official: Stefano Alassio Doellijnassistenten: Luca Banti Doellijnassistenten: Marco Di Bello |
| 7 november 2018 21:00 uur |           |         |           | Stadion: Estádio da Luz, Lissabon Toeschouwers: 51.328 Scheidsrechter: Gianluca Rocchi Assistenten: Elenito Di Liberatore Assistenten: Matteo Passeri Vierde official: Stefano Alassio Doellijnassistenten: Luca Banti Doellijnassistenten: Marco Di Bello |
|                           |           |         |           | |

|                            |                 |         |                       | |
| 27 november 2018 18:55 uur | AEK Athene      | 0 – 2   | Ajax                  | Stadion: Olympisch Stadion Spyridon Louis, Athene Toeschouwers: 25.756 Scheidsrechter: Michael Oliver Assistenten: Stuart Burt Assistenten: Simon Bennett Vierde official: Stephen Child Doellijnassistenten: Paul Tierney Doellijnassistenten: Andre Marriner |
| 27 november 2018 18:55 uur | Livaja 53', 67' | Verslag | 68' (pen.), 72' Tadić | Stadion: Olympisch Stadion Spyridon Louis, Athene Toeschouwers: 25.756 Scheidsrechter: Michael Oliver Assistenten: Stuart Burt Assistenten: Simon Bennett Vierde official: Stephen Child Doellijnassistenten: Paul Tierney Doellijnassistenten: Andre Marriner |
| 27 november 2018 18:55 uur |                 |         |                       | Stadion: Olympisch Stadion Spyridon Louis, Athene Toeschouwers: 25.756 Scheidsrechter: Michael Oliver Assistenten: Stuart Burt Assistenten: Simon Bennett Vierde official: Stephen Child Doellijnassistenten: Paul Tierney Doellijnassistenten: Andre Marriner |
| 27 november 2018 18:55 uur |                 |         |                       | Stadion: Olympisch Stadion Spyridon Louis, Athene Toeschouwers: 25.756 Scheidsrechter: Michael Oliver Assistenten: Stuart Burt Assistenten: Simon Bennett Vierde official: Stephen Child Doellijnassistenten: Paul Tierney Doellijnassistenten: Andre Marriner |
|                            |                 |         |                       | |

|                            |                                                 |         |               | |
| 27 november 2018 21:00 uur | Bayern München                                  | 5 – 1   | Benfica       | Stadion: Allianz Arena, München Toeschouwers: 70.000 Scheidsrechter: Daniele Orsato Assistenten: Lorenzo Manganelli Assistenten: Fabiano Preti Vierde official: Alessandro Costanzo Doellijnassistenten: Paolo Mazzoleni Doellijnassistenten: Marco Guida |
| 27 november 2018 21:00 uur | Robben 13', 30' Lewandowski 36', 51' Ribéry 76' | Verslag | 46' Fernandes | Stadion: Allianz Arena, München Toeschouwers: 70.000 Scheidsrechter: Daniele Orsato Assistenten: Lorenzo Manganelli Assistenten: Fabiano Preti Vierde official: Alessandro Costanzo Doellijnassistenten: Paolo Mazzoleni Doellijnassistenten: Marco Guida |
| 27 november 2018 21:00 uur |                                                 |         |               | Stadion: Allianz Arena, München Toeschouwers: 70.000 Scheidsrechter: Daniele Orsato Assistenten: Lorenzo Manganelli Assistenten: Fabiano Preti Vierde official: Alessandro Costanzo Doellijnassistenten: Paolo Mazzoleni Doellijnassistenten: Marco Guida |
| 27 november 2018 21:00 uur |                                                 |         |               | Stadion: Allianz Arena, München Toeschouwers: 70.000 Scheidsrechter: Daniele Orsato Assistenten: Lorenzo Manganelli Assistenten: Fabiano Preti Vierde official: Alessandro Costanzo Doellijnassistenten: Paolo Mazzoleni Doellijnassistenten: Marco Guida |
|                            |                                                 |         |               | |

|                            |                                                  |         |                                                  | |
| 12 december 2018 21:00 uur | Ajax                                             | 3 – 3   | Bayern München                                   | Stadion: Johan Cruijff ArenA, Amsterdam Toeschouwers: 52.244 Scheidsrechter: Clément Turpin Assistenten: Nicolas Danos Assistenten: Cyril Gringore Vierde official: Bertrand Jouannaud Doellijnassistenten: Nicolas Rainville Doellijnassistenten: Karim Abed |
| 12 december 2018 21:00 uur | Tadić 61', 82' (pen.) Wöber 67' Tagliafico 90+5' | Verslag | 13', 87' (pen.) Lewandowski 75' Müller 90' Coman | Stadion: Johan Cruijff ArenA, Amsterdam Toeschouwers: 52.244 Scheidsrechter: Clément Turpin Assistenten: Nicolas Danos Assistenten: Cyril Gringore Vierde official: Bertrand Jouannaud Doellijnassistenten: Nicolas Rainville Doellijnassistenten: Karim Abed |
| 12 december 2018 21:00 uur |                                                  |         |                                                  | Stadion: Johan Cruijff ArenA, Amsterdam Toeschouwers: 52.244 Scheidsrechter: Clément Turpin Assistenten: Nicolas Danos Assistenten: Cyril Gringore Vierde official: Bertrand Jouannaud Doellijnassistenten: Nicolas Rainville Doellijnassistenten: Karim Abed |
| 12 december 2018 21:00 uur |                                                  |         |                                                  | Stadion: Johan Cruijff ArenA, Amsterdam Toeschouwers: 52.244 Scheidsrechter: Clément Turpin Assistenten: Nicolas Danos Assistenten: Cyril Gringore Vierde official: Bertrand Jouannaud Doellijnassistenten: Nicolas Rainville Doellijnassistenten: Karim Abed |
|                            |                                                  |         |                                                  | |

|                            |              |         |                       | |
| 12 december 2018 21:00 uur | Benfica      | 1 – 0   | AEK Athene            | Stadion: Estádio da Luz, Lissabon Toeschouwers: 33.633 Scheidsrechter: Robert Madden Assistenten: Alastair Mather Assistenten: Sean Carr Vierde official: David Roome Doellijnassistenten: Donald Robertson Doellijnassistenten: Alan Muir |
| 12 december 2018 21:00 uur | Grimaldo 88' | Verslag | 82', 87' Galanopoulos | Stadion: Estádio da Luz, Lissabon Toeschouwers: 33.633 Scheidsrechter: Robert Madden Assistenten: Alastair Mather Assistenten: Sean Carr Vierde official: David Roome Doellijnassistenten: Donald Robertson Doellijnassistenten: Alan Muir |
| 12 december 2018 21:00 uur |              |         |                       | Stadion: Estádio da Luz, Lissabon Toeschouwers: 33.633 Scheidsrechter: Robert Madden Assistenten: Alastair Mather Assistenten: Sean Carr Vierde official: David Roome Doellijnassistenten: Donald Robertson Doellijnassistenten: Alan Muir |
| 12 december 2018 21:00 uur |              |         |                       | Stadion: Estádio da Luz, Lissabon Toeschouwers: 33.633 Scheidsrechter: Robert Madden Assistenten: Alastair Mather Assistenten: Sean Carr Vierde official: David Roome Doellijnassistenten: Donald Robertson Doellijnassistenten: Alan Muir |
|                            |              |         |                       | |

| Pos | Team                | Wed | W | G | V | Ptn | DV | DT | +/− |  | MC    | OLY   | SHK   | HOF   |
| --- | ------------------- | --- | - | - | - | --- | -- | -- | --- |  | ----- | ----- | ----- | ----- |
| 1   | Manchester City     | 6   | 4 | 1 | 1 | 13  | 16 | 6  | +10 |  | —     | 1 – 2 | 6 – 0 | 2 – 1 |
| 2   | Olympique Lyon      | 6   | 1 | 5 | 0 | 8   | 12 | 11 | +1  |  | 2 – 2 | —     | 2 – 2 | 2 – 2 |
| 3   | Sjachtar Donetsk    | 6   | 1 | 3 | 2 | 6   | 8  | 16 | −8  |  | 0 – 3 | 1 – 1 | —     | 2 – 2 |
| 4   | TSG 1899 Hoffenheim | 6   | 0 | 3 | 3 | 3   | 11 | 14 | −3  |  | 1 – 2 | 3 – 3 | 2 – 3 | —     |

|                             |                        |         |                             | |
| 19 september 2018 18:55 uur | Sjachtar Donetsk       | 2 – 2   | TSG 1899 Hoffenheim         | Stadion: Metaliststadion, Charkov Toeschouwers: 28.336 Scheidsrechter: Jakob Kehlet Assistenten: Lars Hummelgaard Assistenten: Heine Sørensen Vierde official: Christian Brixen Doellijnassistenten: Michael Tykgaard Doellijnassistenten: Jens Maae |
| 19 september 2018 18:55 uur | Ismaily 27' Maycon 81' | Verslag | 6' Grillitsch 38' Nordtveit | Stadion: Metaliststadion, Charkov Toeschouwers: 28.336 Scheidsrechter: Jakob Kehlet Assistenten: Lars Hummelgaard Assistenten: Heine Sørensen Vierde official: Christian Brixen Doellijnassistenten: Michael Tykgaard Doellijnassistenten: Jens Maae |
| 19 september 2018 18:55 uur |                        |         |                             | Stadion: Metaliststadion, Charkov Toeschouwers: 28.336 Scheidsrechter: Jakob Kehlet Assistenten: Lars Hummelgaard Assistenten: Heine Sørensen Vierde official: Christian Brixen Doellijnassistenten: Michael Tykgaard Doellijnassistenten: Jens Maae |
| 19 september 2018 18:55 uur |                        |         |                             | Stadion: Metaliststadion, Charkov Toeschouwers: 28.336 Scheidsrechter: Jakob Kehlet Assistenten: Lars Hummelgaard Assistenten: Heine Sørensen Vierde official: Christian Brixen Doellijnassistenten: Michael Tykgaard Doellijnassistenten: Jens Maae |
|                             |                        |         |                             | |

|                             |                 |         |                      | |
| 19 september 2018 21:00 uur | Manchester City | 1 – 2   | Olympique Lyon       | Stadion: Etihad Stadium, Manchester Toeschouwers: 40.111 Scheidsrechter: Daniele Orsato Assistenten: Lorenzo Manganelli Assistenten: Fabiano Preti Vierde official: Giorgio Peretti Doellijnassistenten: Marco Guida Doellijnassistenten: Daniele Doveri |
| 19 september 2018 21:00 uur | B. Silva 67'    | Verslag | 26' Cornet 43' Fekir | Stadion: Etihad Stadium, Manchester Toeschouwers: 40.111 Scheidsrechter: Daniele Orsato Assistenten: Lorenzo Manganelli Assistenten: Fabiano Preti Vierde official: Giorgio Peretti Doellijnassistenten: Marco Guida Doellijnassistenten: Daniele Doveri |
| 19 september 2018 21:00 uur |                 |         |                      | Stadion: Etihad Stadium, Manchester Toeschouwers: 40.111 Scheidsrechter: Daniele Orsato Assistenten: Lorenzo Manganelli Assistenten: Fabiano Preti Vierde official: Giorgio Peretti Doellijnassistenten: Marco Guida Doellijnassistenten: Daniele Doveri |
| 19 september 2018 21:00 uur |                 |         |                      | Stadion: Etihad Stadium, Manchester Toeschouwers: 40.111 Scheidsrechter: Daniele Orsato Assistenten: Lorenzo Manganelli Assistenten: Fabiano Preti Vierde official: Giorgio Peretti Doellijnassistenten: Marco Guida Doellijnassistenten: Daniele Doveri |
|                             |                 |         |                      | |

|                          |                     |         |                        | |
| 2 oktober 2018 18:55 uur | TSG 1899 Hoffenheim | 1 – 2   | Manchester City        | Stadion: Rhein-Neckar-Arena, Hoffenheim Toeschouwers: 24.851 Scheidsrechter: Damir Skomina Assistenten: Jure Praprotnik Assistenten: Robert Vukan Vierde official: Grega Kordež Doellijnassistenten: Matej Jug Doellijnassistenten: Rade Obrenović |
| 2 oktober 2018 18:55 uur | Belfodil 1'         | Verslag | 8' Agüero 87' D. Silva | Stadion: Rhein-Neckar-Arena, Hoffenheim Toeschouwers: 24.851 Scheidsrechter: Damir Skomina Assistenten: Jure Praprotnik Assistenten: Robert Vukan Vierde official: Grega Kordež Doellijnassistenten: Matej Jug Doellijnassistenten: Rade Obrenović |
| 2 oktober 2018 18:55 uur |                     |         |                        | Stadion: Rhein-Neckar-Arena, Hoffenheim Toeschouwers: 24.851 Scheidsrechter: Damir Skomina Assistenten: Jure Praprotnik Assistenten: Robert Vukan Vierde official: Grega Kordež Doellijnassistenten: Matej Jug Doellijnassistenten: Rade Obrenović |
| 2 oktober 2018 18:55 uur |                     |         |                        | Stadion: Rhein-Neckar-Arena, Hoffenheim Toeschouwers: 24.851 Scheidsrechter: Damir Skomina Assistenten: Jure Praprotnik Assistenten: Robert Vukan Vierde official: Grega Kordež Doellijnassistenten: Matej Jug Doellijnassistenten: Rade Obrenović |
|                          |                     |         |                        | |

|                          |                        |         |                  | |
| 2 oktober 2018 21:00 uur | Olympique Lyon         | 2 – 2   | Sjachtar Donetsk | Stadion: Parc Olympique Lyonnais, Lyon Toeschouwers: 0 Scheidsrechter: Andris Treimanis Assistenten: Haralds Gudermanis Assistenten: Aleksejs Spasjonnikovs Vierde official: Raimonds Tatriks Doellijnassistenten: Aleksandrs Golubevs Doellijnassistenten: Edgars Malcevs |
| 2 oktober 2018 21:00 uur | Dembélé 70' Dubois 72' | Verslag | 44', 55' Moraes  | Stadion: Parc Olympique Lyonnais, Lyon Toeschouwers: 0 Scheidsrechter: Andris Treimanis Assistenten: Haralds Gudermanis Assistenten: Aleksejs Spasjonnikovs Vierde official: Raimonds Tatriks Doellijnassistenten: Aleksandrs Golubevs Doellijnassistenten: Edgars Malcevs |
| 2 oktober 2018 21:00 uur |                        |         |                  | Stadion: Parc Olympique Lyonnais, Lyon Toeschouwers: 0 Scheidsrechter: Andris Treimanis Assistenten: Haralds Gudermanis Assistenten: Aleksejs Spasjonnikovs Vierde official: Raimonds Tatriks Doellijnassistenten: Aleksandrs Golubevs Doellijnassistenten: Edgars Malcevs |
| 2 oktober 2018 21:00 uur |                        |         |                  | Stadion: Parc Olympique Lyonnais, Lyon Toeschouwers: 0 Scheidsrechter: Andris Treimanis Assistenten: Haralds Gudermanis Assistenten: Aleksejs Spasjonnikovs Vierde official: Raimonds Tatriks Doellijnassistenten: Aleksandrs Golubevs Doellijnassistenten: Edgars Malcevs |
|                          |                        |         |                  | |

|                           |                                   |         |                                   | |
| 23 oktober 2018 21:00 uur | TSG 1899 Hoffenheim               | 3 – 3   | Olympique Lyon                    | Stadion: Rhein-Neckar-Arena, Hoffenheim Toeschouwers: 24.144 Scheidsrechter: Alberto Undiano Mallenco Assistenten: Roberto Alonso Assistenten: Raúl Cabanero Vierde official: Iñigo Prieto López De Cerain Doellijnassistenten: José Manuel Martínez Doellijnassistenten: José Munuera Montero |
| 23 oktober 2018 21:00 uur | Kramarić 32', 47' Joelinton 90+2' | Verslag | 26' Traoré 59' Ndombele 67' Depay | Stadion: Rhein-Neckar-Arena, Hoffenheim Toeschouwers: 24.144 Scheidsrechter: Alberto Undiano Mallenco Assistenten: Roberto Alonso Assistenten: Raúl Cabanero Vierde official: Iñigo Prieto López De Cerain Doellijnassistenten: José Manuel Martínez Doellijnassistenten: José Munuera Montero |
| 23 oktober 2018 21:00 uur |                                   |         |                                   | Stadion: Rhein-Neckar-Arena, Hoffenheim Toeschouwers: 24.144 Scheidsrechter: Alberto Undiano Mallenco Assistenten: Roberto Alonso Assistenten: Raúl Cabanero Vierde official: Iñigo Prieto López De Cerain Doellijnassistenten: José Manuel Martínez Doellijnassistenten: José Munuera Montero |
| 23 oktober 2018 21:00 uur |                                   |         |                                   | Stadion: Rhein-Neckar-Arena, Hoffenheim Toeschouwers: 24.144 Scheidsrechter: Alberto Undiano Mallenco Assistenten: Roberto Alonso Assistenten: Raúl Cabanero Vierde official: Iñigo Prieto López De Cerain Doellijnassistenten: José Manuel Martínez Doellijnassistenten: José Munuera Montero |
|                           |                                   |         |                                   | |

|                           |                  |         |                                       | |
| 23 oktober 2018 21:00 uur | Sjachtar Donetsk | 0 – 3   | Manchester City                       | Stadion: Metaliststadion, Charkov Toeschouwers: 37.106 Scheidsrechter: Carlos del Cerro Grande Assistenten: Juan Yuste Assistenten: Roberto del Palomar Vierde official: Teodoro Sobrino Doellijnassistenten: Juan Martínez Munuera Doellijnassistenten: Santiago Jaime Latre |
| 23 oktober 2018 21:00 uur |                  | Verslag | 30' D. Silva 34' Laporte 70' B. Silva | Stadion: Metaliststadion, Charkov Toeschouwers: 37.106 Scheidsrechter: Carlos del Cerro Grande Assistenten: Juan Yuste Assistenten: Roberto del Palomar Vierde official: Teodoro Sobrino Doellijnassistenten: Juan Martínez Munuera Doellijnassistenten: Santiago Jaime Latre |
| 23 oktober 2018 21:00 uur |                  |         |                                       | Stadion: Metaliststadion, Charkov Toeschouwers: 37.106 Scheidsrechter: Carlos del Cerro Grande Assistenten: Juan Yuste Assistenten: Roberto del Palomar Vierde official: Teodoro Sobrino Doellijnassistenten: Juan Martínez Munuera Doellijnassistenten: Santiago Jaime Latre |
| 23 oktober 2018 21:00 uur |                  |         |                                       | Stadion: Metaliststadion, Charkov Toeschouwers: 37.106 Scheidsrechter: Carlos del Cerro Grande Assistenten: Juan Yuste Assistenten: Roberto del Palomar Vierde official: Teodoro Sobrino Doellijnassistenten: Juan Martínez Munuera Doellijnassistenten: Santiago Jaime Latre |
|                           |                  |         |                                       | |

|                           |                        |         |                                            | |
| 7 november 2018 21:00 uur | Olympique Lyon         | 2 – 2   | TSG 1899 Hoffenheim                        | Stadion: Parc Olympique Lyonnais, Lyon Toeschouwers: 53.850 Scheidsrechter: Danny Makkelie Assistenten: Mario Diks Assistenten: Hessel Steegstra Vierde official: Joost van Zuilen Doellijnassistenten: Kevin Blom Doellijnassistenten: Allard Lindhout |
| 7 november 2018 21:00 uur | Fekir 19' Ndombele 28' | Verslag | 19', 51' Nuhu 65' Kramarić 90+2' Kadeřábek | Stadion: Parc Olympique Lyonnais, Lyon Toeschouwers: 53.850 Scheidsrechter: Danny Makkelie Assistenten: Mario Diks Assistenten: Hessel Steegstra Vierde official: Joost van Zuilen Doellijnassistenten: Kevin Blom Doellijnassistenten: Allard Lindhout |
| 7 november 2018 21:00 uur |                        |         |                                            | Stadion: Parc Olympique Lyonnais, Lyon Toeschouwers: 53.850 Scheidsrechter: Danny Makkelie Assistenten: Mario Diks Assistenten: Hessel Steegstra Vierde official: Joost van Zuilen Doellijnassistenten: Kevin Blom Doellijnassistenten: Allard Lindhout |
| 7 november 2018 21:00 uur |                        |         |                                            | Stadion: Parc Olympique Lyonnais, Lyon Toeschouwers: 53.850 Scheidsrechter: Danny Makkelie Assistenten: Mario Diks Assistenten: Hessel Steegstra Vierde official: Joost van Zuilen Doellijnassistenten: Kevin Blom Doellijnassistenten: Allard Lindhout |
|                           |                        |         |                                            | |

|                           |                                                                                  |         |                  | |
| 7 november 2018 21:00 uur | Manchester City                                                                  | 6 – 0   | Sjachtar Donetsk | Stadion: Etihad Stadium, Manchester Toeschouwers: 52.286 Scheidsrechter: Viktor Kassai Assistenten: György Ring Assistenten: Vencel Tóth Vierde official: Peter Berettyán Doellijnassistenten: Tamás Bognár Doellijnassistenten: Sandor Szabo |
| 7 november 2018 21:00 uur | D. Silva 13' Gabriel Jesus 24' (pen.), 72' (pen.), 90+2' Sterling 49' Mahrez 84' | Verslag |                  | Stadion: Etihad Stadium, Manchester Toeschouwers: 52.286 Scheidsrechter: Viktor Kassai Assistenten: György Ring Assistenten: Vencel Tóth Vierde official: Peter Berettyán Doellijnassistenten: Tamás Bognár Doellijnassistenten: Sandor Szabo |
| 7 november 2018 21:00 uur |                                                                                  |         |                  | Stadion: Etihad Stadium, Manchester Toeschouwers: 52.286 Scheidsrechter: Viktor Kassai Assistenten: György Ring Assistenten: Vencel Tóth Vierde official: Peter Berettyán Doellijnassistenten: Tamás Bognár Doellijnassistenten: Sandor Szabo |
| 7 november 2018 21:00 uur |                                                                                  |         |                  | Stadion: Etihad Stadium, Manchester Toeschouwers: 52.286 Scheidsrechter: Viktor Kassai Assistenten: György Ring Assistenten: Vencel Tóth Vierde official: Peter Berettyán Doellijnassistenten: Tamás Bognár Doellijnassistenten: Sandor Szabo |
|                           |                                                                                  |         |                  | |

|                            |                                        |         |                               | |
| 27 november 2018 21:00 uur | TSG 1899 Hoffenheim                    | 2 – 3   | Sjachtar Donetsk              | Stadion: Rhein-Neckar-Arena, Hoffenheim Toeschouwers: 22.920 Scheidsrechter: Ivan Kružliak Assistenten: Tomaš Somolani Assistenten: Branislav Hancko Vierde official: Tomaš Mokoš Doellijnassistenten: Peter Kralović Doellijnassistenten: Filip Glova |
| 27 november 2018 21:00 uur | Kramarić 17' Zuber 40' Szalai 58', 60' | Verslag | 14' Ismaily 15', 90+2' Taison | Stadion: Rhein-Neckar-Arena, Hoffenheim Toeschouwers: 22.920 Scheidsrechter: Ivan Kružliak Assistenten: Tomaš Somolani Assistenten: Branislav Hancko Vierde official: Tomaš Mokoš Doellijnassistenten: Peter Kralović Doellijnassistenten: Filip Glova |
| 27 november 2018 21:00 uur |                                        |         |                               | Stadion: Rhein-Neckar-Arena, Hoffenheim Toeschouwers: 22.920 Scheidsrechter: Ivan Kružliak Assistenten: Tomaš Somolani Assistenten: Branislav Hancko Vierde official: Tomaš Mokoš Doellijnassistenten: Peter Kralović Doellijnassistenten: Filip Glova |
| 27 november 2018 21:00 uur |                                        |         |                               | Stadion: Rhein-Neckar-Arena, Hoffenheim Toeschouwers: 22.920 Scheidsrechter: Ivan Kružliak Assistenten: Tomaš Somolani Assistenten: Branislav Hancko Vierde official: Tomaš Mokoš Doellijnassistenten: Peter Kralović Doellijnassistenten: Filip Glova |
|                            |                                        |         |                               | |

|                            |                 |         |                        | |
| 27 november 2018 21:00 uur | Olympique Lyon  | 2 – 2   | Manchester City        | Stadion: Parc Olympique Lyonnais, Lyon Toeschouwers: 56.039 Scheidsrechter: Gianluca Rocchi Assistenten: Elenito Di Liberatore Assistenten: Mauro Tonolini Vierde official: Matteo Passeri Doellijnassistenten: Luca Banti Doellijnassistenten: Daniele Doveri |
| 27 november 2018 21:00 uur | Cornet 55', 81' | Verslag | 62' Laporte 83' Agüero | Stadion: Parc Olympique Lyonnais, Lyon Toeschouwers: 56.039 Scheidsrechter: Gianluca Rocchi Assistenten: Elenito Di Liberatore Assistenten: Mauro Tonolini Vierde official: Matteo Passeri Doellijnassistenten: Luca Banti Doellijnassistenten: Daniele Doveri |
| 27 november 2018 21:00 uur |                 |         |                        | Stadion: Parc Olympique Lyonnais, Lyon Toeschouwers: 56.039 Scheidsrechter: Gianluca Rocchi Assistenten: Elenito Di Liberatore Assistenten: Mauro Tonolini Vierde official: Matteo Passeri Doellijnassistenten: Luca Banti Doellijnassistenten: Daniele Doveri |
| 27 november 2018 21:00 uur |                 |         |                        | Stadion: Parc Olympique Lyonnais, Lyon Toeschouwers: 56.039 Scheidsrechter: Gianluca Rocchi Assistenten: Elenito Di Liberatore Assistenten: Mauro Tonolini Vierde official: Matteo Passeri Doellijnassistenten: Luca Banti Doellijnassistenten: Daniele Doveri |
|                            |                 |         |                        | |

|                            |                   |         |                | |
| 12 december 2018 21:00 uur | Sjachtar Donetsk  | 1 – 1   | Olympique Lyon | Stadion: Metaliststadion, Charkov Toeschouwers: 38.916 Scheidsrechter: Björn Kuipers Assistenten: Sander van Roekel Assistenten: Erwin Zeinstra Vierde official: Mario Diks Doellijnassistenten: Dennis Higler Doellijnassistenten: Pol van Boekel |
| 12 december 2018 21:00 uur | Júnior Moraes 22' | Verslag | 65' Fekir      | Stadion: Metaliststadion, Charkov Toeschouwers: 38.916 Scheidsrechter: Björn Kuipers Assistenten: Sander van Roekel Assistenten: Erwin Zeinstra Vierde official: Mario Diks Doellijnassistenten: Dennis Higler Doellijnassistenten: Pol van Boekel |
| 12 december 2018 21:00 uur |                   |         |                | Stadion: Metaliststadion, Charkov Toeschouwers: 38.916 Scheidsrechter: Björn Kuipers Assistenten: Sander van Roekel Assistenten: Erwin Zeinstra Vierde official: Mario Diks Doellijnassistenten: Dennis Higler Doellijnassistenten: Pol van Boekel |
| 12 december 2018 21:00 uur |                   |         |                | Stadion: Metaliststadion, Charkov Toeschouwers: 38.916 Scheidsrechter: Björn Kuipers Assistenten: Sander van Roekel Assistenten: Erwin Zeinstra Vierde official: Mario Diks Doellijnassistenten: Dennis Higler Doellijnassistenten: Pol van Boekel |
|                            |                   |         |                | |

|                            |                 |         |                     | |
| 12 december 2018 21:00 uur | Manchester City | 2 – 1   | TSG 1899 Hoffenheim | Stadion: Etihad Stadium, Manchester Toeschouwers: 50.411 Scheidsrechter: Andreas Ekberg Assistenten: Mehmet Culum Assistenten: Stefan Hallberg Vierde official: Fredrik Klyver Doellijnassistenten: Kristoffer Karlsson Doellijnassistenten: Glenn Nyberg |
| 12 december 2018 21:00 uur | Sané 45+1', 61' | Verslag | 16' (pen.) Kramarić | Stadion: Etihad Stadium, Manchester Toeschouwers: 50.411 Scheidsrechter: Andreas Ekberg Assistenten: Mehmet Culum Assistenten: Stefan Hallberg Vierde official: Fredrik Klyver Doellijnassistenten: Kristoffer Karlsson Doellijnassistenten: Glenn Nyberg |
| 12 december 2018 21:00 uur |                 |         |                     | Stadion: Etihad Stadium, Manchester Toeschouwers: 50.411 Scheidsrechter: Andreas Ekberg Assistenten: Mehmet Culum Assistenten: Stefan Hallberg Vierde official: Fredrik Klyver Doellijnassistenten: Kristoffer Karlsson Doellijnassistenten: Glenn Nyberg |
| 12 december 2018 21:00 uur |                 |         |                     | Stadion: Etihad Stadium, Manchester Toeschouwers: 50.411 Scheidsrechter: Andreas Ekberg Assistenten: Mehmet Culum Assistenten: Stefan Hallberg Vierde official: Fredrik Klyver Doellijnassistenten: Kristoffer Karlsson Doellijnassistenten: Glenn Nyberg |
|                            |                 |         |                     | |

| Pos | Team            | Wed | W | G | V | Ptn | DV | DT | +/− |  | RMA   | ROM   | VIP   | CSKA  |
| --- | --------------- | --- | - | - | - | --- | -- | -- | --- |  | ----- | ----- | ----- | ----- |
| 1   | Real Madrid     | 6   | 4 | 0 | 2 | 12  | 12 | 5  | +7  |  | —     | 3 – 0 | 2 – 1 | 0 – 3 |
| 2   | AS Roma         | 6   | 3 | 0 | 3 | 9   | 11 | 8  | +3  |  | 0 – 2 | —     | 5 – 0 | 3 – 0 |
| 3   | Viktoria Pilsen | 6   | 2 | 1 | 3 | 7   | 7  | 16 | −9  |  | 0 – 5 | 2 – 1 | —     | 2 – 2 |
| 4   | CSKA Moskou     | 6   | 2 | 1 | 3 | 7   | 8  | 9  | −1  |  | 1 – 0 | 1 – 2 | 1 – 2 | —     |

|                             |                                 |         |         | |
| 19 september 2018 21:00 uur | Real Madrid                     | 3 – 0   | AS Roma | Stadion: Estadio Santiago Bernabéu, Madrid Toeschouwers: 69.251 Scheidsrechter: Björn Kuipers Assistenten: Sander van Roekel Assistenten: Erwin Zeinstra Vierde official: Joost van Zuilen Doellijnassistenten: Dennis Higler Doellijnassistenten: Pol van Boekel |
| 19 september 2018 21:00 uur | Isco 45' Bale 58' Mariano 90+2' | Verslag |         | Stadion: Estadio Santiago Bernabéu, Madrid Toeschouwers: 69.251 Scheidsrechter: Björn Kuipers Assistenten: Sander van Roekel Assistenten: Erwin Zeinstra Vierde official: Joost van Zuilen Doellijnassistenten: Dennis Higler Doellijnassistenten: Pol van Boekel |
| 19 september 2018 21:00 uur |                                 |         |         | Stadion: Estadio Santiago Bernabéu, Madrid Toeschouwers: 69.251 Scheidsrechter: Björn Kuipers Assistenten: Sander van Roekel Assistenten: Erwin Zeinstra Vierde official: Joost van Zuilen Doellijnassistenten: Dennis Higler Doellijnassistenten: Pol van Boekel |
| 19 september 2018 21:00 uur |                                 |         |         | Stadion: Estadio Santiago Bernabéu, Madrid Toeschouwers: 69.251 Scheidsrechter: Björn Kuipers Assistenten: Sander van Roekel Assistenten: Erwin Zeinstra Vierde official: Joost van Zuilen Doellijnassistenten: Dennis Higler Doellijnassistenten: Pol van Boekel |
|                             |                                 |         |         | |

|                             |                   |         |                                 | |
| 19 september 2018 21:00 uur | Viktoria Pilsen   | 2 – 2   | CSKA Moskou                     | Stadion: Stadion města Plzně, Pilsen Toeschouwers: 11.312 Scheidsrechter: Benoît Bastien Assistenten: Hicham Zakrani Assistenten: Frédéric Haquette Vierde official: Julien Pacelli Doellijnassistenten: Benoît Millot Doellijnassistenten: Jérôme Miguelgorry |
| 19 september 2018 21:00 uur | Krmenčík 29', 41' | Verslag | 49' Tsjalov 90+5' (pen.) Vlašić | Stadion: Stadion města Plzně, Pilsen Toeschouwers: 11.312 Scheidsrechter: Benoît Bastien Assistenten: Hicham Zakrani Assistenten: Frédéric Haquette Vierde official: Julien Pacelli Doellijnassistenten: Benoît Millot Doellijnassistenten: Jérôme Miguelgorry |
| 19 september 2018 21:00 uur |                   |         |                                 | Stadion: Stadion města Plzně, Pilsen Toeschouwers: 11.312 Scheidsrechter: Benoît Bastien Assistenten: Hicham Zakrani Assistenten: Frédéric Haquette Vierde official: Julien Pacelli Doellijnassistenten: Benoît Millot Doellijnassistenten: Jérôme Miguelgorry |
| 19 september 2018 21:00 uur |                   |         |                                 | Stadion: Stadion města Plzně, Pilsen Toeschouwers: 11.312 Scheidsrechter: Benoît Bastien Assistenten: Hicham Zakrani Assistenten: Frédéric Haquette Vierde official: Julien Pacelli Doellijnassistenten: Benoît Millot Doellijnassistenten: Jérôme Miguelgorry |
|                             |                   |         |                                 | |

|                          |                                  |         |             | |
| 2 oktober 2018 21:00 uur | CSKA Moskou                      | 1 – 0   | Real Madrid | Stadion: VEB Arena, Moskou Toeschouwers: 71.811 Scheidsrechter: Ovidiu Haţegan Assistenten: Octavian Șovre Assistenten: Sebastian Gheorghe Vierde official: Radu Ghinguleac Doellijnassistenten: Radu Petrescu Doellijnassistenten: Sebastian Colţescu |
| 2 oktober 2018 21:00 uur | Vlašić 2' Akinfejev 90+6', 90+6' | Verslag |             | Stadion: VEB Arena, Moskou Toeschouwers: 71.811 Scheidsrechter: Ovidiu Haţegan Assistenten: Octavian Șovre Assistenten: Sebastian Gheorghe Vierde official: Radu Ghinguleac Doellijnassistenten: Radu Petrescu Doellijnassistenten: Sebastian Colţescu |
| 2 oktober 2018 21:00 uur |                                  |         |             | Stadion: VEB Arena, Moskou Toeschouwers: 71.811 Scheidsrechter: Ovidiu Haţegan Assistenten: Octavian Șovre Assistenten: Sebastian Gheorghe Vierde official: Radu Ghinguleac Doellijnassistenten: Radu Petrescu Doellijnassistenten: Sebastian Colţescu |
| 2 oktober 2018 21:00 uur |                                  |         |             | Stadion: VEB Arena, Moskou Toeschouwers: 71.811 Scheidsrechter: Ovidiu Haţegan Assistenten: Octavian Șovre Assistenten: Sebastian Gheorghe Vierde official: Radu Ghinguleac Doellijnassistenten: Radu Petrescu Doellijnassistenten: Sebastian Colţescu |
|                          |                                  |         |             | |

|                          |                                             |         |                 | |
| 2 oktober 2018 21:00 uur | AS Roma                                     | 5 – 0   | Viktoria Pilsen | Stadion: Stadio Olimpico, Rome Toeschouwers: 41.243 Scheidsrechter: Paweł Raczkowski Assistenten: Michal Obukowicz Assistenten: Tomasz Listkiewicz Vierde official: Radosław Siejka Doellijnassistenten: Tomasz Musiał Doellijnassistenten: Tomasz Kwiatkowski |
| 2 oktober 2018 21:00 uur | Džeko 3', 40', 90+2' Ünder 64' Kluivert 73' | Verslag |                 | Stadion: Stadio Olimpico, Rome Toeschouwers: 41.243 Scheidsrechter: Paweł Raczkowski Assistenten: Michal Obukowicz Assistenten: Tomasz Listkiewicz Vierde official: Radosław Siejka Doellijnassistenten: Tomasz Musiał Doellijnassistenten: Tomasz Kwiatkowski |
| 2 oktober 2018 21:00 uur |                                             |         |                 | Stadion: Stadio Olimpico, Rome Toeschouwers: 41.243 Scheidsrechter: Paweł Raczkowski Assistenten: Michal Obukowicz Assistenten: Tomasz Listkiewicz Vierde official: Radosław Siejka Doellijnassistenten: Tomasz Musiał Doellijnassistenten: Tomasz Kwiatkowski |
| 2 oktober 2018 21:00 uur |                                             |         |                 | Stadion: Stadio Olimpico, Rome Toeschouwers: 41.243 Scheidsrechter: Paweł Raczkowski Assistenten: Michal Obukowicz Assistenten: Tomasz Listkiewicz Vierde official: Radosław Siejka Doellijnassistenten: Tomasz Musiał Doellijnassistenten: Tomasz Kwiatkowski |
|                          |                                             |         |                 | |

|                           |                          |         |             | |
| 23 oktober 2018 21:00 uur | AS Roma                  | 3 – 0   | CSKA Moskou | Stadion: Stadio Olimpico, Rome Toeschouwers: 46.005 Scheidsrechter: Anastasios Sidiropoulos Assistenten: Polychronis Kostaras Assistenten: Lazaros Dimitriadis Vierde official: Damianos Efthimiadis Doellijnassistenten: Anastasios Papapetrou Doellijnassistenten: Athanasios Tzilos |
| 23 oktober 2018 21:00 uur | Džeko 30', 43' Ünder 50' | Verslag |             | Stadion: Stadio Olimpico, Rome Toeschouwers: 46.005 Scheidsrechter: Anastasios Sidiropoulos Assistenten: Polychronis Kostaras Assistenten: Lazaros Dimitriadis Vierde official: Damianos Efthimiadis Doellijnassistenten: Anastasios Papapetrou Doellijnassistenten: Athanasios Tzilos |
| 23 oktober 2018 21:00 uur |                          |         |             | Stadion: Stadio Olimpico, Rome Toeschouwers: 46.005 Scheidsrechter: Anastasios Sidiropoulos Assistenten: Polychronis Kostaras Assistenten: Lazaros Dimitriadis Vierde official: Damianos Efthimiadis Doellijnassistenten: Anastasios Papapetrou Doellijnassistenten: Athanasios Tzilos |
| 23 oktober 2018 21:00 uur |                          |         |             | Stadion: Stadio Olimpico, Rome Toeschouwers: 46.005 Scheidsrechter: Anastasios Sidiropoulos Assistenten: Polychronis Kostaras Assistenten: Lazaros Dimitriadis Vierde official: Damianos Efthimiadis Doellijnassistenten: Anastasios Papapetrou Doellijnassistenten: Athanasios Tzilos |
|                           |                          |         |             | |

|                           |                         |         |                 | |
| 23 oktober 2018 21:00 uur | Real Madrid             | 2 – 1   | Viktoria Pilsen | Stadion: Estadio Santiago Bernabéu, Madrid Toeschouwers: 67.356 Scheidsrechter: Orel Grinfeeld Assistenten: Dvir Shimon Assistenten: Roy Hassan Vierde official: Idan Yarkoni Doellijnassistenten: Eitan Shmuelevitz Doellijnassistenten: Ziv Adler |
| 23 oktober 2018 21:00 uur | Benzema 11' Marcelo 55' | Verslag | 78' Hrošovský   | Stadion: Estadio Santiago Bernabéu, Madrid Toeschouwers: 67.356 Scheidsrechter: Orel Grinfeeld Assistenten: Dvir Shimon Assistenten: Roy Hassan Vierde official: Idan Yarkoni Doellijnassistenten: Eitan Shmuelevitz Doellijnassistenten: Ziv Adler |
| 23 oktober 2018 21:00 uur |                         |         |                 | Stadion: Estadio Santiago Bernabéu, Madrid Toeschouwers: 67.356 Scheidsrechter: Orel Grinfeeld Assistenten: Dvir Shimon Assistenten: Roy Hassan Vierde official: Idan Yarkoni Doellijnassistenten: Eitan Shmuelevitz Doellijnassistenten: Ziv Adler |
| 23 oktober 2018 21:00 uur |                         |         |                 | Stadion: Estadio Santiago Bernabéu, Madrid Toeschouwers: 67.356 Scheidsrechter: Orel Grinfeeld Assistenten: Dvir Shimon Assistenten: Roy Hassan Vierde official: Idan Yarkoni Doellijnassistenten: Eitan Shmuelevitz Doellijnassistenten: Ziv Adler |
|                           |                         |         |                 | |

|                           |                                   |         |                               | |
| 7 november 2018 18:55 uur | CSKA Moskou                       | 1 – 2   | AS Roma                       | Stadion: VEB Arena, Moskou Toeschouwers: 64.454 Scheidsrechter: Cüneyt Çakır Assistenten: Bahattin Duran Assistenten: Tarik Ongun Vierde official: Mustafa Eyisoy Doellijnassistenten: Hüseyin Göçek Doellijnassistenten: Barış Şimşek |
| 7 november 2018 18:55 uur | Sigurðsson 50' Magnússon 30', 56' | Verslag | 4' Manolas 59' Lo. Pellegrini | Stadion: VEB Arena, Moskou Toeschouwers: 64.454 Scheidsrechter: Cüneyt Çakır Assistenten: Bahattin Duran Assistenten: Tarik Ongun Vierde official: Mustafa Eyisoy Doellijnassistenten: Hüseyin Göçek Doellijnassistenten: Barış Şimşek |
| 7 november 2018 18:55 uur |                                   |         |                               | Stadion: VEB Arena, Moskou Toeschouwers: 64.454 Scheidsrechter: Cüneyt Çakır Assistenten: Bahattin Duran Assistenten: Tarik Ongun Vierde official: Mustafa Eyisoy Doellijnassistenten: Hüseyin Göçek Doellijnassistenten: Barış Şimşek |
| 7 november 2018 18:55 uur |                                   |         |                               | Stadion: VEB Arena, Moskou Toeschouwers: 64.454 Scheidsrechter: Cüneyt Çakır Assistenten: Bahattin Duran Assistenten: Tarik Ongun Vierde official: Mustafa Eyisoy Doellijnassistenten: Hüseyin Göçek Doellijnassistenten: Barış Şimşek |
|                           |                                   |         |                               | |

|                           |                 |         |                                                  | |
| 7 november 2018 21:00 uur | Viktoria Pilsen | 0 – 5   | Real Madrid                                      | Stadion: Stadion města Plzně, Pilsen Toeschouwers: 11.483 Scheidsrechter: Deniz Aytekin Assistenten: Eduard Beitinger Assistenten: Rafael Foltyn Vierde official: Marco Achmüller Doellijnassistenten: Daniel Siebert Doellijnassistenten: Sascha Stegemann |
| 7 november 2018 21:00 uur |                 | Verslag | 21', 37' Benzema 23' Casemiro 40' Bale 67' Kroos | Stadion: Stadion města Plzně, Pilsen Toeschouwers: 11.483 Scheidsrechter: Deniz Aytekin Assistenten: Eduard Beitinger Assistenten: Rafael Foltyn Vierde official: Marco Achmüller Doellijnassistenten: Daniel Siebert Doellijnassistenten: Sascha Stegemann |
| 7 november 2018 21:00 uur |                 |         |                                                  | Stadion: Stadion města Plzně, Pilsen Toeschouwers: 11.483 Scheidsrechter: Deniz Aytekin Assistenten: Eduard Beitinger Assistenten: Rafael Foltyn Vierde official: Marco Achmüller Doellijnassistenten: Daniel Siebert Doellijnassistenten: Sascha Stegemann |
| 7 november 2018 21:00 uur |                 |         |                                                  | Stadion: Stadion města Plzně, Pilsen Toeschouwers: 11.483 Scheidsrechter: Deniz Aytekin Assistenten: Eduard Beitinger Assistenten: Rafael Foltyn Vierde official: Marco Achmüller Doellijnassistenten: Daniel Siebert Doellijnassistenten: Sascha Stegemann |
|                           |                 |         |                                                  | |

|                            |                   |         |                         | |
| 27 november 2018 18:55 uur | CSKA Moskou       | 1 – 2   | Viktoria Pilsen         | Stadion: VEB Arena, Moskou Toeschouwers: 52.892 Scheidsrechter: Danny Makkelie Assistenten: Mario Diks Assistenten: Hessel Steegstra Vierde official: Rob van de Ven Doellijnassistenten: Kevin Blom Doellijnassistenten: Jochem Kamphuis |
| 27 november 2018 18:55 uur | Vlašić 10' (pen.) | Verslag | 56' Procházka 81' Hejda | Stadion: VEB Arena, Moskou Toeschouwers: 52.892 Scheidsrechter: Danny Makkelie Assistenten: Mario Diks Assistenten: Hessel Steegstra Vierde official: Rob van de Ven Doellijnassistenten: Kevin Blom Doellijnassistenten: Jochem Kamphuis |
| 27 november 2018 18:55 uur |                   |         |                         | Stadion: VEB Arena, Moskou Toeschouwers: 52.892 Scheidsrechter: Danny Makkelie Assistenten: Mario Diks Assistenten: Hessel Steegstra Vierde official: Rob van de Ven Doellijnassistenten: Kevin Blom Doellijnassistenten: Jochem Kamphuis |
| 27 november 2018 18:55 uur |                   |         |                         | Stadion: VEB Arena, Moskou Toeschouwers: 52.892 Scheidsrechter: Danny Makkelie Assistenten: Mario Diks Assistenten: Hessel Steegstra Vierde official: Rob van de Ven Doellijnassistenten: Kevin Blom Doellijnassistenten: Jochem Kamphuis |
|                            |                   |         |                         | |

|                            |         |         |                      | |
| 27 november 2018 21:00 uur | AS Roma | 0 – 2   | Real Madrid          | Stadion: Stadio Olimpico, Rome Toeschouwers: 59.124 Scheidsrechter: Clément Turpin Assistenten: Nicolas Danos Assistenten: Cyril Gringore Vierde official: Hicham Zakrani Doellijnassistenten: Ruddy Buquet Doellijnassistenten: Nicolas Rainville |
| 27 november 2018 21:00 uur |         | Verslag | 47' Bale 59' Vázquez | Stadion: Stadio Olimpico, Rome Toeschouwers: 59.124 Scheidsrechter: Clément Turpin Assistenten: Nicolas Danos Assistenten: Cyril Gringore Vierde official: Hicham Zakrani Doellijnassistenten: Ruddy Buquet Doellijnassistenten: Nicolas Rainville |
| 27 november 2018 21:00 uur |         |         |                      | Stadion: Stadio Olimpico, Rome Toeschouwers: 59.124 Scheidsrechter: Clément Turpin Assistenten: Nicolas Danos Assistenten: Cyril Gringore Vierde official: Hicham Zakrani Doellijnassistenten: Ruddy Buquet Doellijnassistenten: Nicolas Rainville |
| 27 november 2018 21:00 uur |         |         |                      | Stadion: Stadio Olimpico, Rome Toeschouwers: 59.124 Scheidsrechter: Clément Turpin Assistenten: Nicolas Danos Assistenten: Cyril Gringore Vierde official: Hicham Zakrani Doellijnassistenten: Ruddy Buquet Doellijnassistenten: Nicolas Rainville |
|                            |         |         |                      | |

|                            |             |         |                                             | |
| 12 december 2018 18:55 uur | Real Madrid | 0 – 3   | CSKA Moskou                                 | Stadion: Estadio Santiago Bernabéu, Madrid Toeschouwers: 51.636 Scheidsrechter: Artur Soares Dias Assistenten: Rui Tavares Assistenten: Paulo Soares Vierde official: Bruno Rodrigues Doellijnassistenten: Hugo Miguel Doellijnassistenten: João Pinheiro |
| 12 december 2018 18:55 uur |             | Verslag | 37' Tsjalov 43' Sjtsjennikov 73' Sigurðsson | Stadion: Estadio Santiago Bernabéu, Madrid Toeschouwers: 51.636 Scheidsrechter: Artur Soares Dias Assistenten: Rui Tavares Assistenten: Paulo Soares Vierde official: Bruno Rodrigues Doellijnassistenten: Hugo Miguel Doellijnassistenten: João Pinheiro |
| 12 december 2018 18:55 uur |             |         |                                             | Stadion: Estadio Santiago Bernabéu, Madrid Toeschouwers: 51.636 Scheidsrechter: Artur Soares Dias Assistenten: Rui Tavares Assistenten: Paulo Soares Vierde official: Bruno Rodrigues Doellijnassistenten: Hugo Miguel Doellijnassistenten: João Pinheiro |
| 12 december 2018 18:55 uur |             |         |                                             | Stadion: Estadio Santiago Bernabéu, Madrid Toeschouwers: 51.636 Scheidsrechter: Artur Soares Dias Assistenten: Rui Tavares Assistenten: Paulo Soares Vierde official: Bruno Rodrigues Doellijnassistenten: Hugo Miguel Doellijnassistenten: João Pinheiro |
|                            |             |         |                                             | |

|                            |                       |         |                                 | |
| 12 december 2018 18:55 uur | Viktoria Pilsen       | 2 – 1   | AS Roma                         | Stadion: Stadion města Plzně, Pilsen Toeschouwers: 11.217 Scheidsrechter: Anthony Taylor Assistenten: Gary Beswick Assistenten: Adam Nunn Vierde official: Stephen Child Doellijnassistenten: Stuart Attwell Doellijnassistenten: Martin Atkinson |
| 12 december 2018 18:55 uur | Kovařík 62' Chorý 72' | Verslag | 68' Ünder 87', 90+2' Pellegrini | Stadion: Stadion města Plzně, Pilsen Toeschouwers: 11.217 Scheidsrechter: Anthony Taylor Assistenten: Gary Beswick Assistenten: Adam Nunn Vierde official: Stephen Child Doellijnassistenten: Stuart Attwell Doellijnassistenten: Martin Atkinson |
| 12 december 2018 18:55 uur |                       |         |                                 | Stadion: Stadion města Plzně, Pilsen Toeschouwers: 11.217 Scheidsrechter: Anthony Taylor Assistenten: Gary Beswick Assistenten: Adam Nunn Vierde official: Stephen Child Doellijnassistenten: Stuart Attwell Doellijnassistenten: Martin Atkinson |
| 12 december 2018 18:55 uur |                       |         |                                 | Stadion: Stadion města Plzně, Pilsen Toeschouwers: 11.217 Scheidsrechter: Anthony Taylor Assistenten: Gary Beswick Assistenten: Adam Nunn Vierde official: Stephen Child Doellijnassistenten: Stuart Attwell Doellijnassistenten: Martin Atkinson |
|                            |                       |         |                                 | |

| Pos | Team              | Wed | W | G | V | Ptn | DV | DT | +/− |  | JUV   | MU    | VAL   | YB    |
| --- | ----------------- | --- | - | - | - | --- | -- | -- | --- |  | ----- | ----- | ----- | ----- |
| 1   | Juventus          | 6   | 4 | 0 | 2 | 12  | 9  | 4  | +5  |  | —     | 1 – 2 | 1 – 0 | 3 – 0 |
| 2   | Manchester United | 6   | 3 | 1 | 2 | 10  | 7  | 4  | +3  |  | 0 – 1 | —     | 0 – 0 | 1 – 0 |
| 3   | Valencia CF       | 6   | 2 | 2 | 2 | 8   | 6  | 6  | 0   |  | 0 – 2 | 2 – 1 | —     | 3 – 1 |
| 4   | BSC Young Boys    | 6   | 1 | 1 | 4 | 4   | 4  | 12 | −8  |  | 2 – 1 | 0 – 3 | 1 – 1 | —     |

|                             |                |         |                                   | |
| 19 september 2018 21:00 uur | BSC Young Boys | 0 – 3   | Manchester United                 | Stadion: Stade de Suisse, Bern Toeschouwers: 31.120 Scheidsrechter: Deniz Aytekin Assistenten: Eduard Beitinger Assistenten: Rafael Foltyn Vierde official: Dominik Schaal Doellijnassistenten: Tobias Welz Doellijnassistenten: Benjamin Cortus |
| 19 september 2018 21:00 uur |                | Verslag | 35', 44' (pen.) Pogba 66' Martial | Stadion: Stade de Suisse, Bern Toeschouwers: 31.120 Scheidsrechter: Deniz Aytekin Assistenten: Eduard Beitinger Assistenten: Rafael Foltyn Vierde official: Dominik Schaal Doellijnassistenten: Tobias Welz Doellijnassistenten: Benjamin Cortus |
| 19 september 2018 21:00 uur |                |         |                                   | Stadion: Stade de Suisse, Bern Toeschouwers: 31.120 Scheidsrechter: Deniz Aytekin Assistenten: Eduard Beitinger Assistenten: Rafael Foltyn Vierde official: Dominik Schaal Doellijnassistenten: Tobias Welz Doellijnassistenten: Benjamin Cortus |
| 19 september 2018 21:00 uur |                |         |                                   | Stadion: Stade de Suisse, Bern Toeschouwers: 31.120 Scheidsrechter: Deniz Aytekin Assistenten: Eduard Beitinger Assistenten: Rafael Foltyn Vierde official: Dominik Schaal Doellijnassistenten: Tobias Welz Doellijnassistenten: Benjamin Cortus |
|                             |                |         |                                   | |

|                             |             |         |                                           | |
| 19 september 2018 21:00 uur | Valencia CF | 0 – 2   | Juventus                                  | Stadion: Estadio Mestalla, Valencia Toeschouwers: 46.067 Scheidsrechter: Felix Brych Assistenten: Mark Borsch Assistenten: Stefan Lupp Vierde official: Markus Häcker Doellijnassistenten: Bastian Dankert Doellijnassistenten: Marco Fritz |
| 19 september 2018 21:00 uur |             | Verslag | 29' Ronaldo 45' (pen.), 51' (pen.) Pjanić | Stadion: Estadio Mestalla, Valencia Toeschouwers: 46.067 Scheidsrechter: Felix Brych Assistenten: Mark Borsch Assistenten: Stefan Lupp Vierde official: Markus Häcker Doellijnassistenten: Bastian Dankert Doellijnassistenten: Marco Fritz |
| 19 september 2018 21:00 uur |             |         |                                           | Stadion: Estadio Mestalla, Valencia Toeschouwers: 46.067 Scheidsrechter: Felix Brych Assistenten: Mark Borsch Assistenten: Stefan Lupp Vierde official: Markus Häcker Doellijnassistenten: Bastian Dankert Doellijnassistenten: Marco Fritz |
| 19 september 2018 21:00 uur |             |         |                                           | Stadion: Estadio Mestalla, Valencia Toeschouwers: 46.067 Scheidsrechter: Felix Brych Assistenten: Mark Borsch Assistenten: Stefan Lupp Vierde official: Markus Häcker Doellijnassistenten: Bastian Dankert Doellijnassistenten: Marco Fritz |
|                             |             |         |                                           | |

|                          |                     |         |                 | |
| 2 oktober 2018 18:55 uur | Juventus            | 3 – 0   | BSC Young Boys  | Stadion: Allianz Stadium, Turijn Toeschouwers: 40.961 Scheidsrechter: Sergej Karasjov Assistenten: Igor Demeshko Assistenten: Aleksei Lunev Vierde official: Anton Averianov Doellijnassistenten: Sergej Ivanov Doellijnassistenten: Vladimir Moskalev |
| 2 oktober 2018 18:55 uur | Dybala 5', 33', 69' | Verslag | 75', 78' Camara | Stadion: Allianz Stadium, Turijn Toeschouwers: 40.961 Scheidsrechter: Sergej Karasjov Assistenten: Igor Demeshko Assistenten: Aleksei Lunev Vierde official: Anton Averianov Doellijnassistenten: Sergej Ivanov Doellijnassistenten: Vladimir Moskalev |
| 2 oktober 2018 18:55 uur |                     |         |                 | Stadion: Allianz Stadium, Turijn Toeschouwers: 40.961 Scheidsrechter: Sergej Karasjov Assistenten: Igor Demeshko Assistenten: Aleksei Lunev Vierde official: Anton Averianov Doellijnassistenten: Sergej Ivanov Doellijnassistenten: Vladimir Moskalev |
| 2 oktober 2018 18:55 uur |                     |         |                 | Stadion: Allianz Stadium, Turijn Toeschouwers: 40.961 Scheidsrechter: Sergej Karasjov Assistenten: Igor Demeshko Assistenten: Aleksei Lunev Vierde official: Anton Averianov Doellijnassistenten: Sergej Ivanov Doellijnassistenten: Vladimir Moskalev |
|                          |                     |         |                 | |

|                          |                   |       |             | |
| 2 oktober 2018 21:00 uur | Manchester United | 0 – 0 | Valencia CF | Stadion: Old Trafford, Manchester Toeschouwers: 73.569 Scheidsrechter: Slavko Vinčić Assistenten: Tomaž Klančnik Assistenten: Andraž Kovacic Vierde official: Matej Žunič Doellijnassistenten: Nejc Kajtazovic Doellijnassistenten: Roberto Ponis |
| 2 oktober 2018 21:00 uur | Verslag           |       |             | Stadion: Old Trafford, Manchester Toeschouwers: 73.569 Scheidsrechter: Slavko Vinčić Assistenten: Tomaž Klančnik Assistenten: Andraž Kovacic Vierde official: Matej Žunič Doellijnassistenten: Nejc Kajtazovic Doellijnassistenten: Roberto Ponis |
| 2 oktober 2018 21:00 uur |                   |       |             | Stadion: Old Trafford, Manchester Toeschouwers: 73.569 Scheidsrechter: Slavko Vinčić Assistenten: Tomaž Klančnik Assistenten: Andraž Kovacic Vierde official: Matej Žunič Doellijnassistenten: Nejc Kajtazovic Doellijnassistenten: Roberto Ponis |
| 2 oktober 2018 21:00 uur |                   |       |             | Stadion: Old Trafford, Manchester Toeschouwers: 73.569 Scheidsrechter: Slavko Vinčić Assistenten: Tomaž Klančnik Assistenten: Andraž Kovacic Vierde official: Matej Žunič Doellijnassistenten: Nejc Kajtazovic Doellijnassistenten: Roberto Ponis |
|                          |                   |       |             | |

|                           |                   |         |               | |
| 23 oktober 2018 18:55 uur | BSC Young Boys    | 1 – 1   | Valencia CF   | Stadion: Stade de Suisse, Bern Toeschouwers: 31.120 Scheidsrechter: Andris Treimanis Assistenten: Haralds Gudermanis Assistenten: Aleksejs Spasjonnikovs Vierde official: Raimonds Tatriks Doellijnassistenten: Aleksandrs Anufrijevs Doellijnassistenten: Edgars Malcevs |
| 23 oktober 2018 18:55 uur | Hoarau 55' (pen.) | Verslag | 26' Batshuayi | Stadion: Stade de Suisse, Bern Toeschouwers: 31.120 Scheidsrechter: Andris Treimanis Assistenten: Haralds Gudermanis Assistenten: Aleksejs Spasjonnikovs Vierde official: Raimonds Tatriks Doellijnassistenten: Aleksandrs Anufrijevs Doellijnassistenten: Edgars Malcevs |
| 23 oktober 2018 18:55 uur |                   |         |               | Stadion: Stade de Suisse, Bern Toeschouwers: 31.120 Scheidsrechter: Andris Treimanis Assistenten: Haralds Gudermanis Assistenten: Aleksejs Spasjonnikovs Vierde official: Raimonds Tatriks Doellijnassistenten: Aleksandrs Anufrijevs Doellijnassistenten: Edgars Malcevs |
| 23 oktober 2018 18:55 uur |                   |         |               | Stadion: Stade de Suisse, Bern Toeschouwers: 31.120 Scheidsrechter: Andris Treimanis Assistenten: Haralds Gudermanis Assistenten: Aleksejs Spasjonnikovs Vierde official: Raimonds Tatriks Doellijnassistenten: Aleksandrs Anufrijevs Doellijnassistenten: Edgars Malcevs |
|                           |                   |         |               | |

|                           |                   |         |            | |
| 23 oktober 2018 21:00 uur | Manchester United | 0 – 1   | Juventus   | Stadion: Old Trafford, Manchester Toeschouwers: 73.946 Scheidsrechter: Milorad Mažić Assistenten: Milovan Ristić Assistenten: Dalibor Djurdjević Vierde official: Nemanja Petrović Doellijnassistenten: Nenad Djokić Doellijnassistenten: Danilo Grujić |
| 23 oktober 2018 21:00 uur |                   | Verslag | 17' Dybala | Stadion: Old Trafford, Manchester Toeschouwers: 73.946 Scheidsrechter: Milorad Mažić Assistenten: Milovan Ristić Assistenten: Dalibor Djurdjević Vierde official: Nemanja Petrović Doellijnassistenten: Nenad Djokić Doellijnassistenten: Danilo Grujić |
| 23 oktober 2018 21:00 uur |                   |         |            | Stadion: Old Trafford, Manchester Toeschouwers: 73.946 Scheidsrechter: Milorad Mažić Assistenten: Milovan Ristić Assistenten: Dalibor Djurdjević Vierde official: Nemanja Petrović Doellijnassistenten: Nenad Djokić Doellijnassistenten: Danilo Grujić |
| 23 oktober 2018 21:00 uur |                   |         |            | Stadion: Old Trafford, Manchester Toeschouwers: 73.946 Scheidsrechter: Milorad Mažić Assistenten: Milovan Ristić Assistenten: Dalibor Djurdjević Vierde official: Nemanja Petrović Doellijnassistenten: Nenad Djokić Doellijnassistenten: Danilo Grujić |
|                           |                   |         |            | |

|                           |                         |         |                       | |
| 7 november 2018 18:55 uur | Valencia CF             | 3 – 1   | BSC Young Boys        | Stadion: Estadio Mestalla, Valencia Toeschouwers: 36.480 Scheidsrechter: István Kovács Assistenten: Vasile Florin Marinescu Assistenten: Ovidiu Artene Vierde official: Alexandru Cerei Doellijnassistenten: Marius Avram Doellijnassistenten: Horatiu Fesnic |
| 7 november 2018 18:55 uur | Mina 14', 42' Soler 56' | Verslag | 37' Assalé 77' Sanogo | Stadion: Estadio Mestalla, Valencia Toeschouwers: 36.480 Scheidsrechter: István Kovács Assistenten: Vasile Florin Marinescu Assistenten: Ovidiu Artene Vierde official: Alexandru Cerei Doellijnassistenten: Marius Avram Doellijnassistenten: Horatiu Fesnic |
| 7 november 2018 18:55 uur |                         |         |                       | Stadion: Estadio Mestalla, Valencia Toeschouwers: 36.480 Scheidsrechter: István Kovács Assistenten: Vasile Florin Marinescu Assistenten: Ovidiu Artene Vierde official: Alexandru Cerei Doellijnassistenten: Marius Avram Doellijnassistenten: Horatiu Fesnic |
| 7 november 2018 18:55 uur |                         |         |                       | Stadion: Estadio Mestalla, Valencia Toeschouwers: 36.480 Scheidsrechter: István Kovács Assistenten: Vasile Florin Marinescu Assistenten: Ovidiu Artene Vierde official: Alexandru Cerei Doellijnassistenten: Marius Avram Doellijnassistenten: Horatiu Fesnic |
|                           |                         |         |                       | |

|                           |             |         |                             | |
| 7 november 2018 21:00 uur | Juventus    | 1 – 2   | Manchester United           | Stadion: Allianz Stadium, Turijn Toeschouwers: 41.470 Scheidsrechter: Ovidiu Haţegan Assistenten: Octavian Șovre Assistenten: Sebastian Gheorghe Vierde official: Radu Ghinguleac Doellijnassistenten: Radu Petrescu Doellijnassistenten: Sebastian Colţescu |
| 7 november 2018 21:00 uur | Ronaldo 65' | Verslag | 86' Mata 90' (e.d.) Bonucci | Stadion: Allianz Stadium, Turijn Toeschouwers: 41.470 Scheidsrechter: Ovidiu Haţegan Assistenten: Octavian Șovre Assistenten: Sebastian Gheorghe Vierde official: Radu Ghinguleac Doellijnassistenten: Radu Petrescu Doellijnassistenten: Sebastian Colţescu |
| 7 november 2018 21:00 uur |             |         |                             | Stadion: Allianz Stadium, Turijn Toeschouwers: 41.470 Scheidsrechter: Ovidiu Haţegan Assistenten: Octavian Șovre Assistenten: Sebastian Gheorghe Vierde official: Radu Ghinguleac Doellijnassistenten: Radu Petrescu Doellijnassistenten: Sebastian Colţescu |
| 7 november 2018 21:00 uur |             |         |                             | Stadion: Allianz Stadium, Turijn Toeschouwers: 41.470 Scheidsrechter: Ovidiu Haţegan Assistenten: Octavian Șovre Assistenten: Sebastian Gheorghe Vierde official: Radu Ghinguleac Doellijnassistenten: Radu Petrescu Doellijnassistenten: Sebastian Colţescu |
|                           |             |         |                             | |

|                            |                   |         |                | |
| 27 november 2018 21:00 uur | Manchester United | 1 – 0   | BSC Young Boys | Stadion: Old Trafford, Manchester Toeschouwers: 72.876 Scheidsrechter: Felix Brych Assistenten: Mark Borsch Assistenten: Stefan Lupp Vierde official: Markus Häcker Doellijnassistenten: Bastian Dankert Doellijnassistenten: Marco Fritz |
| 27 november 2018 21:00 uur | Fellaini 90+1'    | Verslag |                | Stadion: Old Trafford, Manchester Toeschouwers: 72.876 Scheidsrechter: Felix Brych Assistenten: Mark Borsch Assistenten: Stefan Lupp Vierde official: Markus Häcker Doellijnassistenten: Bastian Dankert Doellijnassistenten: Marco Fritz |
| 27 november 2018 21:00 uur |                   |         |                | Stadion: Old Trafford, Manchester Toeschouwers: 72.876 Scheidsrechter: Felix Brych Assistenten: Mark Borsch Assistenten: Stefan Lupp Vierde official: Markus Häcker Doellijnassistenten: Bastian Dankert Doellijnassistenten: Marco Fritz |
| 27 november 2018 21:00 uur |                   |         |                | Stadion: Old Trafford, Manchester Toeschouwers: 72.876 Scheidsrechter: Felix Brych Assistenten: Mark Borsch Assistenten: Stefan Lupp Vierde official: Markus Häcker Doellijnassistenten: Bastian Dankert Doellijnassistenten: Marco Fritz |
|                            |                   |         |                | |

|                            |               |         |             | |
| 27 november 2018 21:00 uur | Juventus      | 1 – 0   | Valencia CF | Stadion: Allianz Stadium, Turijn Toeschouwers: 39.070 Scheidsrechter: William Collum Assistenten: David McGeachie Assistenten: Graeme Stewart Vierde official: Francis Connor Doellijnassistenten: Andrew Dallas Doellijnassistenten: Nicolas Walsh |
| 27 november 2018 21:00 uur | Mandžukić 59' | Verslag |             | Stadion: Allianz Stadium, Turijn Toeschouwers: 39.070 Scheidsrechter: William Collum Assistenten: David McGeachie Assistenten: Graeme Stewart Vierde official: Francis Connor Doellijnassistenten: Andrew Dallas Doellijnassistenten: Nicolas Walsh |
| 27 november 2018 21:00 uur |               |         |             | Stadion: Allianz Stadium, Turijn Toeschouwers: 39.070 Scheidsrechter: William Collum Assistenten: David McGeachie Assistenten: Graeme Stewart Vierde official: Francis Connor Doellijnassistenten: Andrew Dallas Doellijnassistenten: Nicolas Walsh |
| 27 november 2018 21:00 uur |               |         |             | Stadion: Allianz Stadium, Turijn Toeschouwers: 39.070 Scheidsrechter: William Collum Assistenten: David McGeachie Assistenten: Graeme Stewart Vierde official: Francis Connor Doellijnassistenten: Andrew Dallas Doellijnassistenten: Nicolas Walsh |
|                            |               |         |             | |

|                            |                        |         |            | |
| 12 december 2018 21:00 uur | BSC Young Boys         | 2 – 1   | Juventus   | Stadion: Stade de Suisse, Bern Toeschouwers: 30.114 Scheidsrechter: Tobias Stieler Assistenten: Mike Pickel Assistenten: Jan Seidel Vierde official: Christian Gittelmann Doellijnassistenten: Bastian Dankert Doellijnassistenten: Harm Osmers |
| 12 december 2018 21:00 uur | Hoarau 30' (pen.), 68' | Verslag | 80' Dybala | Stadion: Stade de Suisse, Bern Toeschouwers: 30.114 Scheidsrechter: Tobias Stieler Assistenten: Mike Pickel Assistenten: Jan Seidel Vierde official: Christian Gittelmann Doellijnassistenten: Bastian Dankert Doellijnassistenten: Harm Osmers |
| 12 december 2018 21:00 uur |                        |         |            | Stadion: Stade de Suisse, Bern Toeschouwers: 30.114 Scheidsrechter: Tobias Stieler Assistenten: Mike Pickel Assistenten: Jan Seidel Vierde official: Christian Gittelmann Doellijnassistenten: Bastian Dankert Doellijnassistenten: Harm Osmers |
| 12 december 2018 21:00 uur |                        |         |            | Stadion: Stade de Suisse, Bern Toeschouwers: 30.114 Scheidsrechter: Tobias Stieler Assistenten: Mike Pickel Assistenten: Jan Seidel Vierde official: Christian Gittelmann Doellijnassistenten: Bastian Dankert Doellijnassistenten: Harm Osmers |
|                            |                        |         |            | |

|                            |                            |         |                   | |
| 12 december 2018 21:00 uur | Valencia CF                | 2 – 1   | Manchester United | Stadion: Estadio Mestalla, Valencia Toeschouwers: 36.544 Scheidsrechter: Georgi Kabakov Assistenten: Martin Margaritov Assistenten: Divan Valkov Vierde official: Georgi Todorov Doellijnassistenten: Nikola Popov Doellijnassistenten: Stanislav Todorov |
| 12 december 2018 21:00 uur | Soler 17' Jones 47' (e.d.) | Verslag | 87' Rashford      | Stadion: Estadio Mestalla, Valencia Toeschouwers: 36.544 Scheidsrechter: Georgi Kabakov Assistenten: Martin Margaritov Assistenten: Divan Valkov Vierde official: Georgi Todorov Doellijnassistenten: Nikola Popov Doellijnassistenten: Stanislav Todorov |
| 12 december 2018 21:00 uur |                            |         |                   | Stadion: Estadio Mestalla, Valencia Toeschouwers: 36.544 Scheidsrechter: Georgi Kabakov Assistenten: Martin Margaritov Assistenten: Divan Valkov Vierde official: Georgi Todorov Doellijnassistenten: Nikola Popov Doellijnassistenten: Stanislav Todorov |
| 12 december 2018 21:00 uur |                            |         |                   | Stadion: Estadio Mestalla, Valencia Toeschouwers: 36.544 Scheidsrechter: Georgi Kabakov Assistenten: Martin Margaritov Assistenten: Divan Valkov Vierde official: Georgi Todorov Doellijnassistenten: Nikola Popov Doellijnassistenten: Stanislav Todorov |
|                            |                            |         |                   | |

|  | Achtste finale     | Achtste finale      | Achtste finale  | Achtste finale | Achtste finale    |   |                       | Kwartfinale       | Kwartfinale | Kwartfinale | Kwartfinale | Kwartfinale |  |                   | Halve finale      | Halve finale | Halve finale | Halve finale | Halve finale |  |                   | Finale (1 juni – Madrid) |   |  |  |  |
|  |                    |                     |                 |                |                   |   |                       |                   |             |             |             |             |  |                   |                   |              |              |              |              |  |                   |                          |   |  |  |  |
|  | Vlag van Engeland  | Tottenham Hotspur   | 3               | 1              | 4                 |   |                       |                   |             |             |             |             |  |                   |                   |              |              |              |              |  |                   |                          |   |  |  |  |
|  | Vlag van Duitsland | Borussia Dortmund   | 0               | 0              | 0                 |   |                       |                   |             |             |             |             |  |                   |                   |              |              |              |              |  |                   |                          |   |  |  |  |
|  | Vlag van Duitsland | Borussia Dortmund   | 0               | 0              | 0                 |   | Vlag van Engeland     | Tottenham Hotspur | 1           | 3           | 4 (u)       |             |  |                   |                   |              |              |              |              |  |                   |                          |   |  |  |  |
|  |                    |                     |                 |                |                   |   | Vlag van Engeland     | Tottenham Hotspur | 1           | 3           | 4 (u)       |             |  |                   |                   |              |              |              |              |  |                   |                          |   |  |  |  |
|  |                    | Vlag van Engeland   | Manchester City | 0              | 4                 | 4 |                       |                   |             |             |             |             |  |                   |                   |              |              |              |              |  |                   |                          |   |  |  |  |
|  | Vlag van Duitsland | Vlag van Engeland   | Manchester City | 0              | 4                 | 4 | Schalke 04            | 2                 | 0           | 2           |             |             |  |                   |                   |              |              |              |              |  |                   |                          |   |  |  |  |
|  | Vlag van Duitsland |                     |                 |                |                   |   | Schalke 04            | 2                 | 0           | 2           |             |             |  |                   |                   |              |              |              |              |  |                   |                          |   |  |  |  |
|  | Vlag van Engeland  | Manchester City     | 3               | 7              | 10                |   |                       |                   |             |             |             |             |  |                   |                   |              |              |              |              |  |                   |                          |   |  |  |  |
|  | Vlag van Engeland  | Manchester City     | 3               | 7              | 10                |   |                       |                   |             |             |             |             |  | Vlag van Engeland | Tottenham Hotspur | 0            | 3            | 3 (u)        |              |  |                   |                          |   |  |  |  |
|  |                    |                     |                 |                |                   |   |                       |                   |             |             |             |             |  | Vlag van Engeland | Tottenham Hotspur | 0            | 3            | 3 (u)        |              |  |                   |                          |   |  |  |  |
|  |                    | Vlag van Nederland  | Ajax            | 1              | 2                 | 3 |                       |                   |             |             |             |             |  |                   |                   |              |              |              |              |  |                   |                          |   |  |  |  |
|  | Vlag van Nederland | Vlag van Nederland  | Ajax            | 1              | 2                 | 3 | Ajax                  | 1                 | 4           | 5           |             |             |  |                   |                   |              |              |              |              |  |                   |                          |   |  |  |  |
|  | Vlag van Nederland |                     |                 |                |                   |   | Ajax                  | 1                 | 4           | 5           |             |             |  |                   |                   |              |              |              |              |  |                   |                          |   |  |  |  |
|  | Vlag van Spanje    | Real Madrid TH      | 2               | 1              | 3                 |   |                       |                   |             |             |             |             |  |                   |                   |              |              |              |              |  |                   |                          |   |  |  |  |
|  | Vlag van Spanje    | Real Madrid TH      | 2               | 1              | 3                 |   | Vlag van Nederland    | Ajax              | 1           | 2           | 3           |             |  |                   |                   |              |              |              |              |  |                   |                          |   |  |  |  |
|  |                    |                     |                 |                |                   |   | Vlag van Nederland    | Ajax              | 1           | 2           | 3           |             |  |                   |                   |              |              |              |              |  |                   |                          |   |  |  |  |
|  |                    | Vlag van Italië     | Juventus        | 1              | 1                 | 2 |                       |                   |             |             |             |             |  |                   |                   |              |              |              |              |  |                   |                          |   |  |  |  |
|  | Vlag van Spanje    | Vlag van Italië     | Juventus        | 1              | 1                 | 2 | Atlético Madrid EL-TH | 2                 | 0           | 2           |             |             |  |                   |                   |              |              |              |              |  |                   |                          |   |  |  |  |
|  | Vlag van Spanje    |                     |                 |                |                   |   | Atlético Madrid EL-TH | 2                 | 0           | 2           |             |             |  |                   |                   |              |              |              |              |  |                   |                          |   |  |  |  |
|  | Vlag van Italië    | Juventus            | 0               | 3              | 3                 |   |                       |                   |             |             |             |             |  |                   |                   |              |              |              |              |  |                   |                          |   |  |  |  |
|  | Vlag van Italië    | Juventus            | 0               | 3              | 3                 |   |                       |                   |             |             |             |             |  |                   |                   |              |              |              |              |  | Vlag van Engeland | Tottenham Hotspur        | 0 |  |  |  |
|  |                    |                     |                 |                |                   |   |                       |                   |             |             |             |             |  |                   |                   |              |              |              |              |  | Vlag van Engeland | Tottenham Hotspur        | 0 |  |  |  |
|  |                    | Vlag van Engeland   | Liverpool FC    | 2              |                   |   |                       |                   |             |             |             |             |  |                   |                   |              |              |              |              |  |                   |                          |   |  |  |  |
|  | Vlag van Engeland  | Vlag van Engeland   | Liverpool FC    | 2              | Manchester United | 0 | 3                     | 3 (u)             |             |             |             |             |  |                   |                   |              |              |              |              |  |                   |                          |   |  |  |  |
|  | Vlag van Engeland  |                     |                 |                | Manchester United | 0 | 3                     | 3 (u)             |             |             |             |             |  |                   |                   |              |              |              |              |  |                   |                          |   |  |  |  |
|  | Vlag van Frankrijk | Paris Saint-Germain | 2               | 1              | 3                 |   |                       |                   |             |             |             |             |  |                   |                   |              |              |              |              |  |                   |                          |   |  |  |  |
|  | Vlag van Frankrijk | Paris Saint-Germain | 2               | 1              | 3                 |   | Vlag van Engeland     | Manchester United | 0           | 0           | 0           |             |  |                   |                   |              |              |              |              |  |                   |                          |   |  |  |  |
|  |                    |                     |                 |                |                   |   | Vlag van Engeland     | Manchester United | 0           | 0           | 0           |             |  |                   |                   |              |              |              |              |  |                   |                          |   |  |  |  |
|  |                    | Vlag van Spanje     | FC Barcelona    | 1              | 3                 | 4 |                       |                   |             |             |             |             |  |                   |                   |              |              |              |              |  |                   |                          |   |  |  |  |
|  | Vlag van Frankrijk | Vlag van Spanje     | FC Barcelona    | 1              | 3                 | 4 | Olympique Lyon        | 0                 | 1           | 1           |             |             |  |                   |                   |              |              |              |              |  |                   |                          |   |  |  |  |
|  | Vlag van Frankrijk |                     |                 |                |                   |   | Olympique Lyon        | 0                 | 1           | 1           |             |             |  |                   |                   |              |              |              |              |  |                   |                          |   |  |  |  |
|  | Vlag van Spanje    | FC Barcelona        | 0               | 5              | 5                 |   |                       |                   |             |             |             |             |  |                   |                   |              |              |              |              |  |                   |                          |   |  |  |  |
|  | Vlag van Spanje    | FC Barcelona        | 0               | 5              | 5                 |   |                       |                   |             |             |             |             |  | Vlag van Spanje   | FC Barcelona      | 3            | 0            | 3            |              |  |                   |                          |   |  |  |  |
|  |                    |                     |                 |                |                   |   |                       |                   |             |             |             |             |  | Vlag van Spanje   | FC Barcelona      | 3            | 0            | 3            |              |  |                   |                          |   |  |  |  |
|  |                    | Vlag van Engeland   | Liverpool FC    | 0              | 4                 | 4 |                       |                   |             |             |             |             |  |                   |                   |              |              |              |              |  |                   |                          |   |  |  |  |
|  | Vlag van Engeland  | Vlag van Engeland   | Liverpool FC    | 0              | 4                 | 4 | Liverpool FC          | 0                 | 3           | 3           |             |             |  |                   |                   |              |              |              |              |  |                   |                          |   |  |  |  |
|  | Vlag van Engeland  |                     |                 |                |                   |   | Liverpool FC          | 0                 | 3           | 3           |             |             |  |                   |                   |              |              |              |              |  |                   |                          |   |  |  |  |
|  | Vlag van Duitsland | Bayern München      | 0               | 1              | 1                 |   |                       |                   |             |             |             |             |  |                   |                   |              |              |              |              |  |                   |                          |   |  |  |  |
|  | Vlag van Duitsland | Bayern München      | 0               | 1              | 1                 |   | Vlag van Engeland     | Liverpool FC      | 2           | 4           | 6           |             |  |                   |                   |              |              |              |              |  |                   |                          |   |  |  |  |
|  |                    |                     |                 |                |                   |   | Vlag van Engeland     | Liverpool FC      | 2           | 4           | 6           |             |  |                   |                   |              |              |              |              |  |                   |                          |   |  |  |  |
|  |                    | Vlag van Portugal   | FC Porto        | 0              | 1                 | 1 |                       |                   |             |             |             |             |  |                   |                   |              |              |              |              |  |                   |                          |   |  |  |  |
|  | Vlag van Italië    | Vlag van Portugal   | FC Porto        | 0              | 1                 | 1 | AS Roma               | 2                 | 1           | 3           |             |             |  |                   |                   |              |              |              |              |  |                   |                          |   |  |  |  |
|  | Vlag van Italië    |                     |                 |                |                   |   | AS Roma               | 2                 | 1           | 3           |             |             |  |                   |                   |              |              |              |              |  |                   |                          |   |  |  |  |
|  | Vlag van Portugal  | FC Porto            | 1               | 3 (n.v.)       | 4                 |   |                       |                   |             |             |             |             |  |                   |                   |              |              |              |              |  |                   |                          |   |  |  |  |

| Groep                                     | Groepswinnaar (geplaatst) | Nummer twee (ongeplaatst) |
| ----------------------------------------- | ------------------------- | ------------------------- |
| A                                         | Borussia Dortmund         | Atlético Madrid EL-TH     |
| B                                         | FC Barcelona              | Tottenham Hotspur         |
| C                                         | Paris Saint-Germain       | Liverpool FC              |
| D                                         | FC Porto                  | Schalke 04                |
| E                                         | Bayern München            | Ajax                      |
| F                                         | Manchester City           | Olympique Lyon            |
| G                                         | Real Madrid TH            | AS Roma                   |
| H                                         | Juventus                  | Manchester United         |
| \| Legenda \| \| Geplaatst Ongeplaatst \| |                           |                           |
| Legenda                                   |                           |                           |
| Geplaatst Ongeplaatst                     |                           |                           |

| Legenda               |
| Geplaatst Ongeplaatst |

| Team 1            | Tot.      | Team 2              | 1e wedstr. | 2e wedstr.   |
| ----------------- | --------- | ------------------- | ---------- | ------------ |
| Schalke 04        | 2 – 10    | Manchester City     | 2 – 3      | 0 – 7        |
| Atlético Madrid   | 2 – 3     | Juventus            | 2 – 0      | 0 – 3        |
| Manchester United | (u) 3 – 3 | Paris Saint-Germain | 0 – 2      | 3 – 1        |
| Tottenham Hotspur | 4 – 0     | Borussia Dortmund   | 3 – 0      | 1 – 0        |
| Olympique Lyon    | 1 – 5     | FC Barcelona        | 0 – 0      | 1 – 5        |
| AS Roma           | 3 – 4     | FC Porto            | 2 – 1      | 1 – 3 (n.v.) |
| Ajax              | 5 – 3     | Real Madrid         | 1 – 2      | 4 – 1        |
| Liverpool FC      | 3 – 1     | Bayern München      | 0 – 0      | 3 – 1        |

|                            |                                 |         |                                                    | |
| 20 februari 2019 21:00 uur | Schalke 04                      | 2 – 3   | Manchester City                                    | Stadion: Veltins-Arena, Gelsenkirchen Toeschouwers: 54.417 Scheidsrechter: Carlos del Cerro Grande Assistenten: Juan Yuste Assistenten: Roberto Alonso Vierde official: José María Sanchez Martinez Video-assistent: Alejandro Hernández AVAR: Juan Martínez Munuera |
| 20 februari 2019 21:00 uur | Bentaleb 38' (pen.), 45' (pen.) | Verslag | 18' Agüero 37', 68' Otamendi 85' Sané 90' Sterling | Stadion: Veltins-Arena, Gelsenkirchen Toeschouwers: 54.417 Scheidsrechter: Carlos del Cerro Grande Assistenten: Juan Yuste Assistenten: Roberto Alonso Vierde official: José María Sanchez Martinez Video-assistent: Alejandro Hernández AVAR: Juan Martínez Munuera |
| 20 februari 2019 21:00 uur |                                 |         |                                                    | Stadion: Veltins-Arena, Gelsenkirchen Toeschouwers: 54.417 Scheidsrechter: Carlos del Cerro Grande Assistenten: Juan Yuste Assistenten: Roberto Alonso Vierde official: José María Sanchez Martinez Video-assistent: Alejandro Hernández AVAR: Juan Martínez Munuera |
| 20 februari 2019 21:00 uur |                                 |         |                                                    | Stadion: Veltins-Arena, Gelsenkirchen Toeschouwers: 54.417 Scheidsrechter: Carlos del Cerro Grande Assistenten: Juan Yuste Assistenten: Roberto Alonso Vierde official: José María Sanchez Martinez Video-assistent: Alejandro Hernández AVAR: Juan Martínez Munuera |
|                            |                                 |         |                                                    | |

|                                                                                  |                                                                               |         |            | |
| 12 maart 2019 21:00 uur                                                          | Manchester City                                                               | 7 – 0   | Schalke 04 | Stadion: Etihad Stadium, Manchester Toeschouwers: 51.518 Scheidsrechter: Clément Turpin Assistenten: Nicolas Danos Assistenten: Cyril Gringore Vierde official: Ruddy Buquet Video-assistent: Nicolas Rainville AVAR: François Letexier |
| 12 maart 2019 21:00 uur                                                          | Agüero 35' (pen.), 38' Sané 43' Sterling 56' B. Silva 71' Foden 78' Jesus 84' | Verslag |            | Stadion: Etihad Stadium, Manchester Toeschouwers: 51.518 Scheidsrechter: Clément Turpin Assistenten: Nicolas Danos Assistenten: Cyril Gringore Vierde official: Ruddy Buquet Video-assistent: Nicolas Rainville AVAR: François Letexier |
| 12 maart 2019 21:00 uur                                                          |                                                                               |         |            | Stadion: Etihad Stadium, Manchester Toeschouwers: 51.518 Scheidsrechter: Clément Turpin Assistenten: Nicolas Danos Assistenten: Cyril Gringore Vierde official: Ruddy Buquet Video-assistent: Nicolas Rainville AVAR: François Letexier |
| 12 maart 2019 21:00 uur                                                          |                                                                               |         |            | Stadion: Etihad Stadium, Manchester Toeschouwers: 51.518 Scheidsrechter: Clément Turpin Assistenten: Nicolas Danos Assistenten: Cyril Gringore Vierde official: Ruddy Buquet Video-assistent: Nicolas Rainville AVAR: François Letexier |
| Bijz.: Manchester City won over twee wedstrijden met een totaalscore van 2 – 10. |                                                                               |         |            | |

|                            |                       |         |          | |
| 20 februari 2019 21:00 uur | Atlético Madrid       | 2 – 0   | Juventus | Stadion: Estadio Wanda Metropolitano, Madrid Toeschouwers: 67.193 Scheidsrechter: Felix Zwayer Assistenten: Thorsten Schiffner Assistenten: Marco Achmüller Vierde official: Tobias Welz Video-assistent: Bastian Dankert AVAR: Sascha Stegemann |
| 20 februari 2019 21:00 uur | Giménez 78' Godín 83' | Verslag |          | Stadion: Estadio Wanda Metropolitano, Madrid Toeschouwers: 67.193 Scheidsrechter: Felix Zwayer Assistenten: Thorsten Schiffner Assistenten: Marco Achmüller Vierde official: Tobias Welz Video-assistent: Bastian Dankert AVAR: Sascha Stegemann |
| 20 februari 2019 21:00 uur |                       |         |          | Stadion: Estadio Wanda Metropolitano, Madrid Toeschouwers: 67.193 Scheidsrechter: Felix Zwayer Assistenten: Thorsten Schiffner Assistenten: Marco Achmüller Vierde official: Tobias Welz Video-assistent: Bastian Dankert AVAR: Sascha Stegemann |
| 20 februari 2019 21:00 uur |                       |         |          | Stadion: Estadio Wanda Metropolitano, Madrid Toeschouwers: 67.193 Scheidsrechter: Felix Zwayer Assistenten: Thorsten Schiffner Assistenten: Marco Achmüller Vierde official: Tobias Welz Video-assistent: Bastian Dankert AVAR: Sascha Stegemann |
|                            |                       |         |          | |

|                                                                          |                              |         |                 | |
| 12 maart 2019 21:00 uur                                                  | Juventus                     | 3 – 0   | Atlético Madrid | Stadion: Allianz Stadium, Turijn Toeschouwers: 40.884 Scheidsrechter: Björn Kuipers Assistenten: Sander van Roekel Assistenten: Erwin Zeinstra Vierde official: Dennis Higler Video-assistent: Danny Makkelie AVAR: Pol van Boekel |
| 12 maart 2019 21:00 uur                                                  | Ronaldo 27', 48', 86' (pen.) | Verslag |                 | Stadion: Allianz Stadium, Turijn Toeschouwers: 40.884 Scheidsrechter: Björn Kuipers Assistenten: Sander van Roekel Assistenten: Erwin Zeinstra Vierde official: Dennis Higler Video-assistent: Danny Makkelie AVAR: Pol van Boekel |
| 12 maart 2019 21:00 uur                                                  |                              |         |                 | Stadion: Allianz Stadium, Turijn Toeschouwers: 40.884 Scheidsrechter: Björn Kuipers Assistenten: Sander van Roekel Assistenten: Erwin Zeinstra Vierde official: Dennis Higler Video-assistent: Danny Makkelie AVAR: Pol van Boekel |
| 12 maart 2019 21:00 uur                                                  |                              |         |                 | Stadion: Allianz Stadium, Turijn Toeschouwers: 40.884 Scheidsrechter: Björn Kuipers Assistenten: Sander van Roekel Assistenten: Erwin Zeinstra Vierde official: Dennis Higler Video-assistent: Danny Makkelie AVAR: Pol van Boekel |
| Bijz.: Juventus won over twee wedstrijden met een totaalscore van 2 – 3. |                              |         |                 | |

|                            |                   |         |                         | |
| 12 februari 2019 21:00 uur | Manchester United | 0 – 2   | Paris Saint-Germain     | Stadion: Old Trafford, Manchester Toeschouwers: 74.054 Scheidsrechter: Daniele Orsato Assistenten: Fabiano Preti Assistenten: Alessandro Costanzo Vierde official: Daniele Doveri Video-assistent: Massimiliano Irrati AVAR: Marco Guida |
| 12 februari 2019 21:00 uur | Pogba 26', 89'    | Verslag | 53' Kimpembe 60' Mbappé | Stadion: Old Trafford, Manchester Toeschouwers: 74.054 Scheidsrechter: Daniele Orsato Assistenten: Fabiano Preti Assistenten: Alessandro Costanzo Vierde official: Daniele Doveri Video-assistent: Massimiliano Irrati AVAR: Marco Guida |
| 12 februari 2019 21:00 uur |                   |         |                         | Stadion: Old Trafford, Manchester Toeschouwers: 74.054 Scheidsrechter: Daniele Orsato Assistenten: Fabiano Preti Assistenten: Alessandro Costanzo Vierde official: Daniele Doveri Video-assistent: Massimiliano Irrati AVAR: Marco Guida |
| 12 februari 2019 21:00 uur |                   |         |                         | Stadion: Old Trafford, Manchester Toeschouwers: 74.054 Scheidsrechter: Daniele Orsato Assistenten: Fabiano Preti Assistenten: Alessandro Costanzo Vierde official: Daniele Doveri Video-assistent: Massimiliano Irrati AVAR: Marco Guida |
|                            |                   |         |                         | |

| |                     |         |                                      | |
| 6 maart 2019 21:00 uur | Paris Saint-Germain | 1 – 3   | Manchester United                    | Stadion: Parc des Princes, Parijs Toeschouwers: 47.441 Scheidsrechter: Damir Skomina Assistenten: Jure Praprotnik Assistenten: Robert Vukan Vierde official: Matej Jug Video-assistent: Massimiliano Irrati AVAR: Marco Guida |
| 6 maart 2019 21:00 uur | Bernat 12'          | Verslag | 2', 30' Lukaku 90+4' (pen.) Rashford | Stadion: Parc des Princes, Parijs Toeschouwers: 47.441 Scheidsrechter: Damir Skomina Assistenten: Jure Praprotnik Assistenten: Robert Vukan Vierde official: Matej Jug Video-assistent: Massimiliano Irrati AVAR: Marco Guida |
| 6 maart 2019 21:00 uur |                     |         |                                      | Stadion: Parc des Princes, Parijs Toeschouwers: 47.441 Scheidsrechter: Damir Skomina Assistenten: Jure Praprotnik Assistenten: Robert Vukan Vierde official: Matej Jug Video-assistent: Massimiliano Irrati AVAR: Marco Guida |
| 6 maart 2019 21:00 uur |                     |         |                                      | Stadion: Parc des Princes, Parijs Toeschouwers: 47.441 Scheidsrechter: Damir Skomina Assistenten: Jure Praprotnik Assistenten: Robert Vukan Vierde official: Matej Jug Video-assistent: Massimiliano Irrati AVAR: Marco Guida |
| Bijz.: Manchester United speelde over twee wedstrijden gelijk met een totaalscore van 3 – 3, maar won door de gemaakte uitdoelpunten. |                     |         |                                      | |

|                            |                                     |         |                   | |
| 13 februari 2019 21:00 uur | Tottenham Hotspur                   | 3 – 0   | Borussia Dortmund | Stadion: Wembley Stadium, Londen Toeschouwers: 71.214 Scheidsrechter: Antonio Mateu Lahoz Assistenten: Pau Cebrián Devís Assistenten: Roberto del Palomar Vierde official: Xavier Estrada Video-assistent: Alejandro Hernández AVAR: Juan Martínez Munuera |
| 13 februari 2019 21:00 uur | Son 47' Vertonghen 83' Llorente 86' | Verslag |                   | Stadion: Wembley Stadium, Londen Toeschouwers: 71.214 Scheidsrechter: Antonio Mateu Lahoz Assistenten: Pau Cebrián Devís Assistenten: Roberto del Palomar Vierde official: Xavier Estrada Video-assistent: Alejandro Hernández AVAR: Juan Martínez Munuera |
| 13 februari 2019 21:00 uur |                                     |         |                   | Stadion: Wembley Stadium, Londen Toeschouwers: 71.214 Scheidsrechter: Antonio Mateu Lahoz Assistenten: Pau Cebrián Devís Assistenten: Roberto del Palomar Vierde official: Xavier Estrada Video-assistent: Alejandro Hernández AVAR: Juan Martínez Munuera |
| 13 februari 2019 21:00 uur |                                     |         |                   | Stadion: Wembley Stadium, Londen Toeschouwers: 71.214 Scheidsrechter: Antonio Mateu Lahoz Assistenten: Pau Cebrián Devís Assistenten: Roberto del Palomar Vierde official: Xavier Estrada Video-assistent: Alejandro Hernández AVAR: Juan Martínez Munuera |
|                            |                                     |         |                   | |

|                                                                                   |                   |         |                   | |
| 5 maart 2019 21:00 uur                                                            | Borussia Dortmund | 0 – 1   | Tottenham Hotspur | Stadion: Signal Iduna Park, Dortmund Toeschouwers: 66.099 Scheidsrechter: Danny Makkelie Assistenten: Mario Diks Assistenten: Hessel Steegstra Vierde official: Kevin Blom Video-assistent: Pol van Boekel AVAR: Jochem Kamphuis |
| 5 maart 2019 21:00 uur                                                            |                   | Verslag | 49' Kane          | Stadion: Signal Iduna Park, Dortmund Toeschouwers: 66.099 Scheidsrechter: Danny Makkelie Assistenten: Mario Diks Assistenten: Hessel Steegstra Vierde official: Kevin Blom Video-assistent: Pol van Boekel AVAR: Jochem Kamphuis |
| 5 maart 2019 21:00 uur                                                            |                   |         |                   | Stadion: Signal Iduna Park, Dortmund Toeschouwers: 66.099 Scheidsrechter: Danny Makkelie Assistenten: Mario Diks Assistenten: Hessel Steegstra Vierde official: Kevin Blom Video-assistent: Pol van Boekel AVAR: Jochem Kamphuis |
| 5 maart 2019 21:00 uur                                                            |                   |         |                   | Stadion: Signal Iduna Park, Dortmund Toeschouwers: 66.099 Scheidsrechter: Danny Makkelie Assistenten: Mario Diks Assistenten: Hessel Steegstra Vierde official: Kevin Blom Video-assistent: Pol van Boekel AVAR: Jochem Kamphuis |
| Bijz.: Tottenham Hotspur won over twee wedstrijden met een totaalscore van 4 – 0. |                   |         |                   | |

|                            |                |       |              | |
| 19 februari 2019 21:00 uur | Olympique Lyon | 0 – 0 | FC Barcelona | Stadion: Parc Olympique Lyonnais, Lyon Toeschouwers: 57.889 Scheidsrechter: Cüneyt Çakır Assistenten: Bahattin Duran Assistenten: Tarik Ongun Vierde official: Halis Özkahya Video-assistent: Danny Makkelie AVAR: Jochem Kamphuis |
| 19 februari 2019 21:00 uur | Verslag        |       |              | Stadion: Parc Olympique Lyonnais, Lyon Toeschouwers: 57.889 Scheidsrechter: Cüneyt Çakır Assistenten: Bahattin Duran Assistenten: Tarik Ongun Vierde official: Halis Özkahya Video-assistent: Danny Makkelie AVAR: Jochem Kamphuis |
| 19 februari 2019 21:00 uur |                |       |              | Stadion: Parc Olympique Lyonnais, Lyon Toeschouwers: 57.889 Scheidsrechter: Cüneyt Çakır Assistenten: Bahattin Duran Assistenten: Tarik Ongun Vierde official: Halis Özkahya Video-assistent: Danny Makkelie AVAR: Jochem Kamphuis |
| 19 februari 2019 21:00 uur |                |       |              | Stadion: Parc Olympique Lyonnais, Lyon Toeschouwers: 57.889 Scheidsrechter: Cüneyt Çakır Assistenten: Bahattin Duran Assistenten: Tarik Ongun Vierde official: Halis Özkahya Video-assistent: Danny Makkelie AVAR: Jochem Kamphuis |
|                            |                |       |              | |

|                                                                              |                                                          |         |                | |
| 13 maart 2019 21:00 uur                                                      | FC Barcelona                                             | 5 – 1   | Olympique Lyon | Stadion: Camp Nou, Barcelona Toeschouwers: 92.346 Scheidsrechter: Szymon Marciniak Assistenten: Paweł Sokolnicki Assistenten: Tomasz Listkiewicz Vierde official: Tomasz Musiał Video-assistent: Paweł Raczkowski AVAR: Paweł Gil |
| 13 maart 2019 21:00 uur                                                      | Messi 18' (pen.), 78' Coutinho 31' Piqué 81' Dembélé 86' | Verslag | 58' Tousart    | Stadion: Camp Nou, Barcelona Toeschouwers: 92.346 Scheidsrechter: Szymon Marciniak Assistenten: Paweł Sokolnicki Assistenten: Tomasz Listkiewicz Vierde official: Tomasz Musiał Video-assistent: Paweł Raczkowski AVAR: Paweł Gil |
| 13 maart 2019 21:00 uur                                                      |                                                          |         |                | Stadion: Camp Nou, Barcelona Toeschouwers: 92.346 Scheidsrechter: Szymon Marciniak Assistenten: Paweł Sokolnicki Assistenten: Tomasz Listkiewicz Vierde official: Tomasz Musiał Video-assistent: Paweł Raczkowski AVAR: Paweł Gil |
| 13 maart 2019 21:00 uur                                                      |                                                          |         |                | Stadion: Camp Nou, Barcelona Toeschouwers: 92.346 Scheidsrechter: Szymon Marciniak Assistenten: Paweł Sokolnicki Assistenten: Tomasz Listkiewicz Vierde official: Tomasz Musiał Video-assistent: Paweł Raczkowski AVAR: Paweł Gil |
| Bijz.: FC Barcelona won over twee wedstrijden met een totaalscore van 1 – 5. |                                                          |         |                | |

|                            |                  |         |            | |
| 12 februari 2019 21:00 uur | AS Roma          | 2 – 1   | FC Porto   | Stadion: Stadio Olimpico, Rome Toeschouwers: 51.727 Scheidsrechter: Danny Makkelie Assistenten: Mario Diks Assistenten: Hessel Steegstra Vierde official: Kevin Blom Video-assistent: Pol van Boekel AVAR: Jochem Kamphuis |
| 12 februari 2019 21:00 uur | Zaniolo 70', 76' | Verslag | 79' Adrián | Stadion: Stadio Olimpico, Rome Toeschouwers: 51.727 Scheidsrechter: Danny Makkelie Assistenten: Mario Diks Assistenten: Hessel Steegstra Vierde official: Kevin Blom Video-assistent: Pol van Boekel AVAR: Jochem Kamphuis |
| 12 februari 2019 21:00 uur |                  |         |            | Stadion: Stadio Olimpico, Rome Toeschouwers: 51.727 Scheidsrechter: Danny Makkelie Assistenten: Mario Diks Assistenten: Hessel Steegstra Vierde official: Kevin Blom Video-assistent: Pol van Boekel AVAR: Jochem Kamphuis |
| 12 februari 2019 21:00 uur |                  |         |            | Stadion: Stadio Olimpico, Rome Toeschouwers: 51.727 Scheidsrechter: Danny Makkelie Assistenten: Mario Diks Assistenten: Hessel Steegstra Vierde official: Kevin Blom Video-assistent: Pol van Boekel AVAR: Jochem Kamphuis |
|                            |                  |         |            | |

|                                                                          |                                            |              |                     | |
| 6 maart 2019 21:00 uur                                                   | FC Porto                                   | 3 – 1 (n.v.) | AS Roma             | Stadion: Estádio do Dragão, Porto Toeschouwers: 49.209 Scheidsrechter: Cüneyt Çakır Assistenten: Bahattin Duran Assistenten: Tarik Ongun Vierde official: Halis Özkahya Video-assistent: Szymon Marciniak AVAR: Paweł Gil |
| 6 maart 2019 21:00 uur                                                   | Tiquinho 26' Marega 52' Telles 117' (pen.) | Verslag      | 37' (pen.) De Rossi | Stadion: Estádio do Dragão, Porto Toeschouwers: 49.209 Scheidsrechter: Cüneyt Çakır Assistenten: Bahattin Duran Assistenten: Tarik Ongun Vierde official: Halis Özkahya Video-assistent: Szymon Marciniak AVAR: Paweł Gil |
| 6 maart 2019 21:00 uur                                                   |                                            |              |                     | Stadion: Estádio do Dragão, Porto Toeschouwers: 49.209 Scheidsrechter: Cüneyt Çakır Assistenten: Bahattin Duran Assistenten: Tarik Ongun Vierde official: Halis Özkahya Video-assistent: Szymon Marciniak AVAR: Paweł Gil |
| 6 maart 2019 21:00 uur                                                   |                                            |              |                     | Stadion: Estádio do Dragão, Porto Toeschouwers: 49.209 Scheidsrechter: Cüneyt Çakır Assistenten: Bahattin Duran Assistenten: Tarik Ongun Vierde official: Halis Özkahya Video-assistent: Szymon Marciniak AVAR: Paweł Gil |
| Bijz.: FC Porto won over twee wedstrijden met een totaalscore van 3 – 4. |                                            |              |                     | |

| |            |         |                         | |
| 13 februari 2019 21:00 uur | Ajax       | 1 – 2   | Real Madrid             | Stadion: Johan Cruijff ArenA, Amsterdam Toeschouwers: 52.286 Scheidsrechter: Damir Skomina Scheidsrechter: Szymon Marciniak * Assistenten: Jure Praprotnik Assistenten: Paweł Sokolnicki * Assistenten: Robert Vukan Assistenten: Tomasz Listkiewicz * Vierde official: Rade Obrenovič Vierde official: Tomasz Musiał * Video-assistent: Szymon Marciniak Video-assistent: Paweł Raczkowski * AVAR: Paweł Gil |
| 13 februari 2019 21:00 uur | Ziyech 75' | Verslag | 60' Benzema 87' Asensio | Stadion: Johan Cruijff ArenA, Amsterdam Toeschouwers: 52.286 Scheidsrechter: Damir Skomina Scheidsrechter: Szymon Marciniak * Assistenten: Jure Praprotnik Assistenten: Paweł Sokolnicki * Assistenten: Robert Vukan Assistenten: Tomasz Listkiewicz * Vierde official: Rade Obrenovič Vierde official: Tomasz Musiał * Video-assistent: Szymon Marciniak Video-assistent: Paweł Raczkowski * AVAR: Paweł Gil |
| 13 februari 2019 21:00 uur |            |         |                         | Stadion: Johan Cruijff ArenA, Amsterdam Toeschouwers: 52.286 Scheidsrechter: Damir Skomina Scheidsrechter: Szymon Marciniak * Assistenten: Jure Praprotnik Assistenten: Paweł Sokolnicki * Assistenten: Robert Vukan Assistenten: Tomasz Listkiewicz * Vierde official: Rade Obrenovič Vierde official: Tomasz Musiał * Video-assistent: Szymon Marciniak Video-assistent: Paweł Raczkowski * AVAR: Paweł Gil |
| 13 februari 2019 21:00 uur |            |         |                         | Stadion: Johan Cruijff ArenA, Amsterdam Toeschouwers: 52.286 Scheidsrechter: Damir Skomina Scheidsrechter: Szymon Marciniak * Assistenten: Jure Praprotnik Assistenten: Paweł Sokolnicki * Assistenten: Robert Vukan Assistenten: Tomasz Listkiewicz * Vierde official: Rade Obrenovič Vierde official: Tomasz Musiał * Video-assistent: Szymon Marciniak Video-assistent: Paweł Raczkowski * AVAR: Paweł Gil |
| Bijz.: * Vervangen door het Sloveense kwartet, omdat Szymon Marciniak een blessure had opgelopen. Hierdoor ging hij aan de slag als VAR. |            |         |                         | |

|                                                                      |                                |         |                                          | |
| 5 maart 2019 21:00 uur                                               | Real Madrid                    | 1 – 4   | Ajax                                     | Stadion: Estadio Santiago Bernabéu, Madrid Toeschouwers: 77.013 Scheidsrechter: Felix Brych Assistenten: Mark Borsch Assistenten: Stefan Lupp Vierde official: Daniel Siebert Video-assistent: Bastian Dankert AVAR: Marco Fritz |
| 5 maart 2019 21:00 uur                                               | Asensio 70' Nacho 90+3', 90+4' | Verslag | 7' Ziyech 18' Neres 62' Tadić 72' Schöne | Stadion: Estadio Santiago Bernabéu, Madrid Toeschouwers: 77.013 Scheidsrechter: Felix Brych Assistenten: Mark Borsch Assistenten: Stefan Lupp Vierde official: Daniel Siebert Video-assistent: Bastian Dankert AVAR: Marco Fritz |
| 5 maart 2019 21:00 uur                                               |                                |         |                                          | Stadion: Estadio Santiago Bernabéu, Madrid Toeschouwers: 77.013 Scheidsrechter: Felix Brych Assistenten: Mark Borsch Assistenten: Stefan Lupp Vierde official: Daniel Siebert Video-assistent: Bastian Dankert AVAR: Marco Fritz |
| 5 maart 2019 21:00 uur                                               |                                |         |                                          | Stadion: Estadio Santiago Bernabéu, Madrid Toeschouwers: 77.013 Scheidsrechter: Felix Brych Assistenten: Mark Borsch Assistenten: Stefan Lupp Vierde official: Daniel Siebert Video-assistent: Bastian Dankert AVAR: Marco Fritz |
| Bijz.: Ajax won over twee wedstrijden met een totaalscore van 5 – 3. |                                |         |                                          | |

|                            |              |       |                | |
| 19 februari 2019 21:00 uur | Liverpool FC | 0 – 0 | Bayern München | Stadion: Anfield, Liverpool Toeschouwers: 52.250 Scheidsrechter: Gianluca Rocchi Assistenten: Filippo Meli Assistenten: Mauro Tonolini Vierde official: Paolo Valeri Video-assistent: Massimiliano Irrati AVAR: Marco Guida |
| 19 februari 2019 21:00 uur | Verslag      |       |                | Stadion: Anfield, Liverpool Toeschouwers: 52.250 Scheidsrechter: Gianluca Rocchi Assistenten: Filippo Meli Assistenten: Mauro Tonolini Vierde official: Paolo Valeri Video-assistent: Massimiliano Irrati AVAR: Marco Guida |
| 19 februari 2019 21:00 uur |              |       |                | Stadion: Anfield, Liverpool Toeschouwers: 52.250 Scheidsrechter: Gianluca Rocchi Assistenten: Filippo Meli Assistenten: Mauro Tonolini Vierde official: Paolo Valeri Video-assistent: Massimiliano Irrati AVAR: Marco Guida |
| 19 februari 2019 21:00 uur |              |       |                | Stadion: Anfield, Liverpool Toeschouwers: 52.250 Scheidsrechter: Gianluca Rocchi Assistenten: Filippo Meli Assistenten: Mauro Tonolini Vierde official: Paolo Valeri Video-assistent: Massimiliano Irrati AVAR: Marco Guida |
|                            |              |       |                | |

|                                                                           |                  |         |                            | |
| 13 maart 2019 21:00 uur                                                   | Bayern München   | 1 – 3   | Liverpool FC               | Stadion: Allianz Arena, München Toeschouwers: 68.145 Scheidsrechter: Daniele Orsato Assistenten: Lorenzo Manganelli Assistenten: Fabiano Preti Vierde official: Marco Di Bello Video-assistent: Massimiliano Irrati AVAR: Marco Guida |
| 13 maart 2019 21:00 uur                                                   | Matip 39' (e.d.) | Verslag | 26', 84' Mané 69' Van Dijk | Stadion: Allianz Arena, München Toeschouwers: 68.145 Scheidsrechter: Daniele Orsato Assistenten: Lorenzo Manganelli Assistenten: Fabiano Preti Vierde official: Marco Di Bello Video-assistent: Massimiliano Irrati AVAR: Marco Guida |
| 13 maart 2019 21:00 uur                                                   |                  |         |                            | Stadion: Allianz Arena, München Toeschouwers: 68.145 Scheidsrechter: Daniele Orsato Assistenten: Lorenzo Manganelli Assistenten: Fabiano Preti Vierde official: Marco Di Bello Video-assistent: Massimiliano Irrati AVAR: Marco Guida |
| 13 maart 2019 21:00 uur                                                   |                  |         |                            | Stadion: Allianz Arena, München Toeschouwers: 68.145 Scheidsrechter: Daniele Orsato Assistenten: Lorenzo Manganelli Assistenten: Fabiano Preti Vierde official: Marco Di Bello Video-assistent: Massimiliano Irrati AVAR: Marco Guida |
| Bijz.: Liverpool won over twee wedstrijden met een totaalscore van 3 – 1. |                  |         |                            | |

| Team 1            | Tot.      | Team 2          | 1e wedstr. | 2e wedstr. |
| ----------------- | --------- | --------------- | ---------- | ---------- |
| Ajax              | 3 – 2     | Juventus        | 1 – 1      | 2 – 1      |
| Liverpool FC      | 6 – 1     | FC Porto        | 2 – 0      | 4 – 1      |
| Tottenham Hotspur | (u) 4 – 4 | Manchester City | 1 – 0      | 3 – 4      |
| Manchester United | 0 – 4 *   | FC Barcelona    | 0 – 1      | 0 – 3      |

|                         |           |         |             | |
| 10 april 2019 21:00 uur | Ajax      | 1 – 1   | Juventus    | Stadion: Johan Cruijff ArenA, Amsterdam Toeschouwers: 50.390 Scheidsrechter: Carlos del Cerro Grande Assistenten: Juan Yuste Assistenten: Roberto Alonso Vierde official: Anastasios Sidiropoulos Video-assistent: Alejandro Hernández AVAR: Juan Martínez Munuera |
| 10 april 2019 21:00 uur | Neres 46' | Verslag | 45' Ronaldo | Stadion: Johan Cruijff ArenA, Amsterdam Toeschouwers: 50.390 Scheidsrechter: Carlos del Cerro Grande Assistenten: Juan Yuste Assistenten: Roberto Alonso Vierde official: Anastasios Sidiropoulos Video-assistent: Alejandro Hernández AVAR: Juan Martínez Munuera |
| 10 april 2019 21:00 uur |           |         |             | Stadion: Johan Cruijff ArenA, Amsterdam Toeschouwers: 50.390 Scheidsrechter: Carlos del Cerro Grande Assistenten: Juan Yuste Assistenten: Roberto Alonso Vierde official: Anastasios Sidiropoulos Video-assistent: Alejandro Hernández AVAR: Juan Martínez Munuera |
| 10 april 2019 21:00 uur |           |         |             | Stadion: Johan Cruijff ArenA, Amsterdam Toeschouwers: 50.390 Scheidsrechter: Carlos del Cerro Grande Assistenten: Juan Yuste Assistenten: Roberto Alonso Vierde official: Anastasios Sidiropoulos Video-assistent: Alejandro Hernández AVAR: Juan Martínez Munuera |
|                         |           |         |             | |

|                                                                      |             |         |                             | |
| 16 april 2019 21:00 uur                                              | Juventus    | 1 – 2   | Ajax                        | Stadion: Allianz Stadium, Turijn Toeschouwers: 41.445 Scheidsrechter: Clément Turpin Assistenten: Nicolas Danos Assistenten: Cyril Gringore Vierde official: Benoît Bastien Video-assistent: Nicolas Rainville AVAR: François Letexier |
| 16 april 2019 21:00 uur                                              | Ronaldo 28' | Verslag | 34' Van de Beek 67' De Ligt | Stadion: Allianz Stadium, Turijn Toeschouwers: 41.445 Scheidsrechter: Clément Turpin Assistenten: Nicolas Danos Assistenten: Cyril Gringore Vierde official: Benoît Bastien Video-assistent: Nicolas Rainville AVAR: François Letexier |
| 16 april 2019 21:00 uur                                              |             |         |                             | Stadion: Allianz Stadium, Turijn Toeschouwers: 41.445 Scheidsrechter: Clément Turpin Assistenten: Nicolas Danos Assistenten: Cyril Gringore Vierde official: Benoît Bastien Video-assistent: Nicolas Rainville AVAR: François Letexier |
| 16 april 2019 21:00 uur                                              |             |         |                             | Stadion: Allianz Stadium, Turijn Toeschouwers: 41.445 Scheidsrechter: Clément Turpin Assistenten: Nicolas Danos Assistenten: Cyril Gringore Vierde official: Benoît Bastien Video-assistent: Nicolas Rainville AVAR: François Letexier |
| Bijz.: Ajax won over twee wedstrijden met een totaalscore van 3 – 2. |             |         |                             | |

|                        |                      |         |          | |
| 9 april 2019 21:00 uur | Liverpool FC         | 2 – 0   | FC Porto | Stadion: Anfield, Liverpool Toeschouwers: 52.465 Scheidsrechter: Antonio Mateu Lahoz Assistenten: Pau Cebrián Devís Assistenten: Roberto del Palomar Vierde official: Ovidiu Haţegan Video-assistent: Jesús Gil Manzano AVAR: José María Sanchez Martinez |
| 9 april 2019 21:00 uur | Keïta 5' Firmino 26' | Verslag |          | Stadion: Anfield, Liverpool Toeschouwers: 52.465 Scheidsrechter: Antonio Mateu Lahoz Assistenten: Pau Cebrián Devís Assistenten: Roberto del Palomar Vierde official: Ovidiu Haţegan Video-assistent: Jesús Gil Manzano AVAR: José María Sanchez Martinez |
| 9 april 2019 21:00 uur |                      |         |          | Stadion: Anfield, Liverpool Toeschouwers: 52.465 Scheidsrechter: Antonio Mateu Lahoz Assistenten: Pau Cebrián Devís Assistenten: Roberto del Palomar Vierde official: Ovidiu Haţegan Video-assistent: Jesús Gil Manzano AVAR: José María Sanchez Martinez |
| 9 april 2019 21:00 uur |                      |         |          | Stadion: Anfield, Liverpool Toeschouwers: 52.465 Scheidsrechter: Antonio Mateu Lahoz Assistenten: Pau Cebrián Devís Assistenten: Roberto del Palomar Vierde official: Ovidiu Haţegan Video-assistent: Jesús Gil Manzano AVAR: José María Sanchez Martinez |
|                        |                      |         |          | |

|                                                                              |             |         |                                             | |
| 17 april 2019 21:00 uur                                                      | FC Porto    | 1 – 4   | Liverpool FC                                | Stadion: Estádio do Dragão, Porto Toeschouwers: 49.117 Scheidsrechter: Danny Makkelie Assistenten: Mario Diks Assistenten: Hessel Steegstra Vierde official: Anastasios Sidiropoulos Video-assistent: Pol van Boekel AVAR: Jochem Kamphuis |
| 17 april 2019 21:00 uur                                                      | Militão 68' | Verslag | 26' Mané 65' Salah 77' Firmino 84' Van Dijk | Stadion: Estádio do Dragão, Porto Toeschouwers: 49.117 Scheidsrechter: Danny Makkelie Assistenten: Mario Diks Assistenten: Hessel Steegstra Vierde official: Anastasios Sidiropoulos Video-assistent: Pol van Boekel AVAR: Jochem Kamphuis |
| 17 april 2019 21:00 uur                                                      |             |         |                                             | Stadion: Estádio do Dragão, Porto Toeschouwers: 49.117 Scheidsrechter: Danny Makkelie Assistenten: Mario Diks Assistenten: Hessel Steegstra Vierde official: Anastasios Sidiropoulos Video-assistent: Pol van Boekel AVAR: Jochem Kamphuis |
| 17 april 2019 21:00 uur                                                      |             |         |                                             | Stadion: Estádio do Dragão, Porto Toeschouwers: 49.117 Scheidsrechter: Danny Makkelie Assistenten: Mario Diks Assistenten: Hessel Steegstra Vierde official: Anastasios Sidiropoulos Video-assistent: Pol van Boekel AVAR: Jochem Kamphuis |
| Bijz.: Liverpool FC won over twee wedstrijden met een totaalscore van 6 – 1. |             |         |                                             | |

|                        |                   |         |                 | |
| 9 april 2019 21:00 uur | Tottenham Hotspur | 1 – 0   | Manchester City | Stadion: Tottenham Hotspur Stadium, Londen Toeschouwers: 60.044 Scheidsrechter: Björn Kuipers Assistenten: Sander van Roekel Assistenten: Erwin Zeinstra Vierde official: William Collum Video-assistent: Danny Makkelie AVAR: Pol van Boekel |
| 9 april 2019 21:00 uur | Son 78'           | Verslag |                 | Stadion: Tottenham Hotspur Stadium, Londen Toeschouwers: 60.044 Scheidsrechter: Björn Kuipers Assistenten: Sander van Roekel Assistenten: Erwin Zeinstra Vierde official: William Collum Video-assistent: Danny Makkelie AVAR: Pol van Boekel |
| 9 april 2019 21:00 uur |                   |         |                 | Stadion: Tottenham Hotspur Stadium, Londen Toeschouwers: 60.044 Scheidsrechter: Björn Kuipers Assistenten: Sander van Roekel Assistenten: Erwin Zeinstra Vierde official: William Collum Video-assistent: Danny Makkelie AVAR: Pol van Boekel |
| 9 april 2019 21:00 uur |                   |         |                 | Stadion: Tottenham Hotspur Stadium, Londen Toeschouwers: 60.044 Scheidsrechter: Björn Kuipers Assistenten: Sander van Roekel Assistenten: Erwin Zeinstra Vierde official: William Collum Video-assistent: Danny Makkelie AVAR: Pol van Boekel |
|                        |                   |         |                 | |

| |                                          |         |                          | |
| 17 april 2019 21:00 uur | Manchester City                          | 4 – 3   | Tottenham Hotspur        | Stadion: Etihad Stadium, Manchester Toeschouwers: 53.348 Scheidsrechter: Cüneyt Çakır Assistenten: Bahattin Duran Assistenten: Tarik Ongun Vierde official: Artur Soares Dias Video-assistent: Massimiliano Irrati AVAR: Marco Guida |
| 17 april 2019 21:00 uur | Sterling 4', 21' B. Silva 11' Agüero 59' | Verslag | 7', 10' Son 73' Llorente | Stadion: Etihad Stadium, Manchester Toeschouwers: 53.348 Scheidsrechter: Cüneyt Çakır Assistenten: Bahattin Duran Assistenten: Tarik Ongun Vierde official: Artur Soares Dias Video-assistent: Massimiliano Irrati AVAR: Marco Guida |
| 17 april 2019 21:00 uur |                                          |         |                          | Stadion: Etihad Stadium, Manchester Toeschouwers: 53.348 Scheidsrechter: Cüneyt Çakır Assistenten: Bahattin Duran Assistenten: Tarik Ongun Vierde official: Artur Soares Dias Video-assistent: Massimiliano Irrati AVAR: Marco Guida |
| 17 april 2019 21:00 uur |                                          |         |                          | Stadion: Etihad Stadium, Manchester Toeschouwers: 53.348 Scheidsrechter: Cüneyt Çakır Assistenten: Bahattin Duran Assistenten: Tarik Ongun Vierde official: Artur Soares Dias Video-assistent: Massimiliano Irrati AVAR: Marco Guida |
| Bijz.: Tottenham Hotspur speelde over twee wedstrijden gelijk met een totaalscore van 4 – 4, maar won door de gemaakte uitdoelpunten. Na 11 minuten was er vier keer gescoord en na 21 minuten vijf keer. Dit zijn beide records in de Champions League. |                                          |         |                          | |

|                         |                   |         |                 | |
| 10 april 2019 21:00 uur | Manchester United | 0 – 1   | FC Barcelona    | Stadion: Old Trafford, Manchester Toeschouwers: 74.093 Scheidsrechter: Gianluca Rocchi Assistenten: Filippo Meli Assistenten: Matteo Passeri Vierde official: Daniele Orsato Video-assistent: Massimiliano Irrati AVAR: Marco Guida |
| 10 april 2019 21:00 uur |                   | Verslag | 12' (e.d.) Shaw | Stadion: Old Trafford, Manchester Toeschouwers: 74.093 Scheidsrechter: Gianluca Rocchi Assistenten: Filippo Meli Assistenten: Matteo Passeri Vierde official: Daniele Orsato Video-assistent: Massimiliano Irrati AVAR: Marco Guida |
| 10 april 2019 21:00 uur |                   |         |                 | Stadion: Old Trafford, Manchester Toeschouwers: 74.093 Scheidsrechter: Gianluca Rocchi Assistenten: Filippo Meli Assistenten: Matteo Passeri Vierde official: Daniele Orsato Video-assistent: Massimiliano Irrati AVAR: Marco Guida |
| 10 april 2019 21:00 uur |                   |         |                 | Stadion: Old Trafford, Manchester Toeschouwers: 74.093 Scheidsrechter: Gianluca Rocchi Assistenten: Filippo Meli Assistenten: Matteo Passeri Vierde official: Daniele Orsato Video-assistent: Massimiliano Irrati AVAR: Marco Guida |
|                         |                   |         |                 | |

|                                                                              |                             |         |                   | |
| 16 april 2019 21:00 uur                                                      | FC Barcelona                | 3 – 0   | Manchester United | Stadion: Camp Nou, Barcelona Toeschouwers: 96.708 Scheidsrechter: Felix Brych Assistenten: Mark Borsch Assistenten: Stefan Lupp Vierde official: Pavel Královec Video-assistent: Bastian Dankert AVAR: Marco Fritz |
| 16 april 2019 21:00 uur                                                      | Messi 16', 20' Coutinho 61' | Verslag |                   | Stadion: Camp Nou, Barcelona Toeschouwers: 96.708 Scheidsrechter: Felix Brych Assistenten: Mark Borsch Assistenten: Stefan Lupp Vierde official: Pavel Královec Video-assistent: Bastian Dankert AVAR: Marco Fritz |
| 16 april 2019 21:00 uur                                                      |                             |         |                   | Stadion: Camp Nou, Barcelona Toeschouwers: 96.708 Scheidsrechter: Felix Brych Assistenten: Mark Borsch Assistenten: Stefan Lupp Vierde official: Pavel Královec Video-assistent: Bastian Dankert AVAR: Marco Fritz |
| 16 april 2019 21:00 uur                                                      |                             |         |                   | Stadion: Camp Nou, Barcelona Toeschouwers: 96.708 Scheidsrechter: Felix Brych Assistenten: Mark Borsch Assistenten: Stefan Lupp Vierde official: Pavel Královec Video-assistent: Bastian Dankert AVAR: Marco Fritz |
| Bijz.: FC Barcelona won over twee wedstrijden met een totaalscore van 0 – 4. |                             |         |                   | |

| Team 1            | Tot.      | Team 2       | 1e wedstr. | 2e wedstr. |
| ----------------- | --------- | ------------ | ---------- | ---------- |
| Tottenham Hotspur | (u) 3 – 3 | Ajax         | 0 – 1      | 3 – 2      |
| FC Barcelona      | 3 – 4     | Liverpool FC | 3 – 0      | 0 – 4      |

|                         |                   |         |                 | |
| 30 april 2019 21:00 uur | Tottenham Hotspur | 0 – 1   | Ajax            | Stadion: Tottenham Hotspur Stadium, Londen Toeschouwers: 60.243 Scheidsrechter: Antonio Mateu Lahoz Assistenten: Pau Cebrián Devís Assistenten: Roberto del Palomar Vierde official: Alberto Undiano Mallenco Video-assistent: Alejandro Hernández AVAR: Juan Martínez Munuera |
| 30 april 2019 21:00 uur |                   | Verslag | 15' Van de Beek | Stadion: Tottenham Hotspur Stadium, Londen Toeschouwers: 60.243 Scheidsrechter: Antonio Mateu Lahoz Assistenten: Pau Cebrián Devís Assistenten: Roberto del Palomar Vierde official: Alberto Undiano Mallenco Video-assistent: Alejandro Hernández AVAR: Juan Martínez Munuera |
| 30 april 2019 21:00 uur |                   |         |                 | Stadion: Tottenham Hotspur Stadium, Londen Toeschouwers: 60.243 Scheidsrechter: Antonio Mateu Lahoz Assistenten: Pau Cebrián Devís Assistenten: Roberto del Palomar Vierde official: Alberto Undiano Mallenco Video-assistent: Alejandro Hernández AVAR: Juan Martínez Munuera |
| 30 april 2019 21:00 uur |                   |         |                 | Stadion: Tottenham Hotspur Stadium, Londen Toeschouwers: 60.243 Scheidsrechter: Antonio Mateu Lahoz Assistenten: Pau Cebrián Devís Assistenten: Roberto del Palomar Vierde official: Alberto Undiano Mallenco Video-assistent: Alejandro Hernández AVAR: Juan Martínez Munuera |
|                         |                   |         |                 | |

| |                       |         |                       | |
| 8 mei 2019 21:00 uur | Ajax                  | 2 – 3   | Tottenham Hotspur     | Stadion: Johan Cruijff ArenA, Amsterdam Toeschouwers: 53.641 Scheidsrechter: Felix Brych Assistenten: Mark Borsch Assistenten: Stefan Lupp Vierde official: Deniz Aytekin Video-assistent: Bastian Dankert AVAR: Marco Fritz |
| 8 mei 2019 21:00 uur | De Ligt 5' Ziyech 35' | Verslag | 55', 59', 90+6' Moura | Stadion: Johan Cruijff ArenA, Amsterdam Toeschouwers: 53.641 Scheidsrechter: Felix Brych Assistenten: Mark Borsch Assistenten: Stefan Lupp Vierde official: Deniz Aytekin Video-assistent: Bastian Dankert AVAR: Marco Fritz |
| 8 mei 2019 21:00 uur |                       |         |                       | Stadion: Johan Cruijff ArenA, Amsterdam Toeschouwers: 53.641 Scheidsrechter: Felix Brych Assistenten: Mark Borsch Assistenten: Stefan Lupp Vierde official: Deniz Aytekin Video-assistent: Bastian Dankert AVAR: Marco Fritz |
| 8 mei 2019 21:00 uur |                       |         |                       | Stadion: Johan Cruijff ArenA, Amsterdam Toeschouwers: 53.641 Scheidsrechter: Felix Brych Assistenten: Mark Borsch Assistenten: Stefan Lupp Vierde official: Deniz Aytekin Video-assistent: Bastian Dankert AVAR: Marco Fritz |
| Bijz.: Tottenham Hotspur FC speelde over twee wedstrijden gelijk met een totaalscore van 3 – 3, maar won op basis van uitdoelpunten. |                       |         |                       | |

|                      |                           |         |              | |
| 1 mei 2019 21:00 uur | FC Barcelona              | 3 – 0   | Liverpool FC | Stadion: Camp Nou, Barcelona Toeschouwers: 98.299 Scheidsrechter: Björn Kuipers Assistenten: Mario Diks Assistenten: Erwin Zeinstra Vierde official: Anastasios Sidiropoulos Video-assistent: Danny Makkelie AVAR: Pol van Boekel |
| 1 mei 2019 21:00 uur | Suárez 26' Messi 75', 82' | Verslag |              | Stadion: Camp Nou, Barcelona Toeschouwers: 98.299 Scheidsrechter: Björn Kuipers Assistenten: Mario Diks Assistenten: Erwin Zeinstra Vierde official: Anastasios Sidiropoulos Video-assistent: Danny Makkelie AVAR: Pol van Boekel |
| 1 mei 2019 21:00 uur |                           |         |              | Stadion: Camp Nou, Barcelona Toeschouwers: 98.299 Scheidsrechter: Björn Kuipers Assistenten: Mario Diks Assistenten: Erwin Zeinstra Vierde official: Anastasios Sidiropoulos Video-assistent: Danny Makkelie AVAR: Pol van Boekel |
| 1 mei 2019 21:00 uur |                           |         |              | Stadion: Camp Nou, Barcelona Toeschouwers: 98.299 Scheidsrechter: Björn Kuipers Assistenten: Mario Diks Assistenten: Erwin Zeinstra Vierde official: Anastasios Sidiropoulos Video-assistent: Danny Makkelie AVAR: Pol van Boekel |
|                      |                           |         |              | |

|                                                                              |                                  |         |              | |
| 7 mei 2019 21:00 uur                                                         | Liverpool FC                     | 4 – 0   | FC Barcelona | Stadion: Anfield, Liverpool Toeschouwers: 55.212 Scheidsrechter: Cüneyt Çakır Assistenten: Bahattin Duran Assistenten: Tarik Ongun Vierde official: Artur Soares Dias Video-assistent: Felix Zwayer AVAR: Sascha Stegemann |
| 7 mei 2019 21:00 uur                                                         | Origi 7', 79' Wijnaldum 54', 56' | Verslag |              | Stadion: Anfield, Liverpool Toeschouwers: 55.212 Scheidsrechter: Cüneyt Çakır Assistenten: Bahattin Duran Assistenten: Tarik Ongun Vierde official: Artur Soares Dias Video-assistent: Felix Zwayer AVAR: Sascha Stegemann |
| 7 mei 2019 21:00 uur                                                         |                                  |         |              | Stadion: Anfield, Liverpool Toeschouwers: 55.212 Scheidsrechter: Cüneyt Çakır Assistenten: Bahattin Duran Assistenten: Tarik Ongun Vierde official: Artur Soares Dias Video-assistent: Felix Zwayer AVAR: Sascha Stegemann |
| 7 mei 2019 21:00 uur                                                         |                                  |         |              | Stadion: Anfield, Liverpool Toeschouwers: 55.212 Scheidsrechter: Cüneyt Çakır Assistenten: Bahattin Duran Assistenten: Tarik Ongun Vierde official: Artur Soares Dias Video-assistent: Felix Zwayer AVAR: Sascha Stegemann |
| Bijz.: Liverpool FC won over twee wedstrijden met een totaalscore van 3 – 4. |                                  |         |              | |

|                       |                   |         |                           | |
| 1 juni 2019 21:00 uur | Tottenham Hotspur | 0 – 2   | Liverpool FC              | Stadion: Estadio Wanda Metropolitano, Madrid Toeschouwers: 63.272 Scheidsrechter: Damir Skomina Assistenten: Jure Praprotnik Assistenten: Robert Vukan Vierde official: Antonio Mateu Lahoz Video-assistent: Danny Makkelie AVAR 1: Pol van Boekel AVAR 2: Mark Borsch AVAR 3: Felix Zwayer |
| 1 juni 2019 21:00 uur |                   | Verslag | 2' (pen.) Salah 87' Origi | Stadion: Estadio Wanda Metropolitano, Madrid Toeschouwers: 63.272 Scheidsrechter: Damir Skomina Assistenten: Jure Praprotnik Assistenten: Robert Vukan Vierde official: Antonio Mateu Lahoz Video-assistent: Danny Makkelie AVAR 1: Pol van Boekel AVAR 2: Mark Borsch AVAR 3: Felix Zwayer |
| 1 juni 2019 21:00 uur |                   |         |                           | Stadion: Estadio Wanda Metropolitano, Madrid Toeschouwers: 63.272 Scheidsrechter: Damir Skomina Assistenten: Jure Praprotnik Assistenten: Robert Vukan Vierde official: Antonio Mateu Lahoz Video-assistent: Danny Makkelie AVAR 1: Pol van Boekel AVAR 2: Mark Borsch AVAR 3: Felix Zwayer |
| 1 juni 2019 21:00 uur |                   |         |                           | Stadion: Estadio Wanda Metropolitano, Madrid Toeschouwers: 63.272 Scheidsrechter: Damir Skomina Assistenten: Jure Praprotnik Assistenten: Robert Vukan Vierde official: Antonio Mateu Lahoz Video-assistent: Danny Makkelie AVAR 1: Pol van Boekel AVAR 2: Mark Borsch AVAR 3: Felix Zwayer |
|                       |                   |         |                           | |

| Winnaar UEFA Champions League 2018/2019 |
| --------------------------------------- |
| Liverpool FC 6de titel                  |

| Pos. | Naam               | Club                |    | Minuten gespeeld |
| ---- | ------------------ | ------------------- | -- | ---------------- |
| 1.   | Lionel Messi       | FC Barcelona        | 12 | 837'             |
| 2.   | Robert Lewandowski | Bayern München      | 8  | 714'             |
| 3.   | Sergio Agüero      | Manchester City     | 6  | 510'             |
| 3.   | Cristiano Ronaldo  | Juventus            | 6  | 749'             |
| 3.   | Moussa Marega      | FC Porto            | 6  | 750'             |
| 3.   | Dušan Tadić        | Ajax                | 6  | 1080'            |
| 7.   | Andrej Kramarić    | TSG Hoffenheim      | 5  | 481'             |
| 7.   | Paulo Dybala       | Juventus            | 5  | 518'             |
| 7.   | Neymar             | Paris Saint-Germain | 5  | 532'             |
| 7.   | Edin Džeko         | AS Roma             | 5  | 570'             |
| 7.   | Lucas Moura        | Tottenham Hotspur   | 5  | 725'             |
| 7.   | Harry Kane         | Tottenham Hotspur   | 5  | 778'             |
| 7.   | Raheem Sterling    | Manchester City     | 5  | 871'             |
| 7.   | Mohamed Salah      | Liverpool FC        | 5  | 1058'            |

| Pos. | Naam                   | Club                | Assist | Minuten gespeeld |
| ---- | ---------------------- | ------------------- | ------ | ---------------- |
| 1.   | Leroy Sané             | Manchester City     | 5      | 395'             |
| 1.   | Luis Suárez            | FC Barcelona        | 5      | 900'             |
| 1.   | Jordi Alba             | FC Barcelona        | 5      | 990'             |
| 1.   | Dušan Tadić            | Ajax                | 5      | 1080'            |
| 5.   | Kevin De Bruyne        | Manchester City     | 4      | 247'             |
| 5.   | Riyad Mahrez           | Manchester City     | 4      | 388'             |
| 5.   | Carlos Soler           | Valencia CF         | 4      | 390'             |
| 5.   | Edin Džeko             | AS Roma             | 4      | 570'             |
| 5.   | Kylian Mbappé          | Paris Saint-Germain | 4      | 701'             |
| 5.   | Trent Alexander-Arnold | Liverpool FC        | 4      | 921'             |

| Land                  | VR | 1Q | 2Q | 3Q | PO | GR | 1/8 | 1/4 | 1/2 | F | W |
| --------------------- | -- | -- | -- | -- | -- | -- | --- | --- | --- | - | - |
| Engeland              | -  | -  | -  | -  | -  | 4  | 4   | 4   | 2   | 2 | 1 |
| Spanje                | -  | -  | -  | -  | -  | 4  | 3   | 1   | 1   |   |   |
| Nederland             | -  | -  | 1  | 1  | 2  | 2  | 1   | 1   | 1   |   |   |
| Italië                | -  | -  | -  | -  | -  | 4  | 2   | 1   |     |   |   |
| Portugal              | -  | -  | -  | 1  | 1  | 2  | 1   | 1   |     |   |   |
| Duitsland             | -  | -  | -  | -  | -  | 4  | 3   |     |     |   |   |
| Frankrijk             | -  | -  | -  | -  | -  | 3  | 2   |     |     |   |   |
| Rusland               | -  | -  | -  | 1  | 0  | 2  |     |     |     |   |   |
| Oekraïne              | -  | -  | -  | 1  | 1  | 1  |     |     |     |   |   |
| België                | -  | -  | -  | 1  | 0  | 1  |     |     |     |   |   |
| Turkije               | -  | -  | -  | 1  | 0  | 1  |     |     |     |   |   |
| Tsjechië              | -  | -  | -  | 1  | 0  | 1  |     |     |     |   |   |
| Zwitserland           | -  | -  | 1  | 0  | 1  | 1  |     |     |     |   |   |
| Griekenland           | -  | -  | 1  | 2  | 2  | 1  |     |     |     |   |   |
| Servië                | -  | 1  | 1  | 1  | 1  | 1  |     |     |     |   |   |
| Oostenrijk            | -  | -  | 1  | 1  | 1  |    |     |     |     |   |   |
| Kroatië               | -  | -  | 1  | 1  | 1  |    |     |     |     |   |   |
| Wit-Rusland           | -  | -  | 1  | 1  | 1  |    |     |     |     |   |   |
| Hongarije             | -  | 1  | 1  | 1  | 1  |    |     |     |     |   |   |
| Zweden                | -  | 1  | 1  | 1  |    |    |     |     |     |   |   |
| Schotland             | -  | 1  | 1  | 1  |    |    |     |     |     |   |   |
| Azerbeidzjan          | -  | 1  | 1  | 1  |    |    |     |     |     |   |   |
| Kazachstan            | -  | 1  | 1  | 1  |    |    |     |     |     |   |   |
| Slowakije             | -  | 1  | 1  | 1  |    |    |     |     |     |   |   |
| Macedonië             | -  | 1  | 1  | 1  |    |    |     |     |     |   |   |
| Roemenië              | -  | -  | 1  |    |    |    |     |     |     |   |   |
| Denemarken            | -  | -  | 1  |    |    |    |     |     |     |   |   |
| Polen                 | -  | 1  | 1  |    |    |    |     |     |     |   |   |
| IJsland               | -  | 1  | 1  |    |    |    |     |     |     |   |   |
| Noorwegen             | -  | 1  | 1  |    |    |    |     |     |     |   |   |
| Bulgarije             | -  | 1  | 1  |    |    |    |     |     |     |   |   |
| Moldavië              | -  | 1  | 1  |    |    |    |     |     |     |   |   |
| Finland               | -  | 1  | 1  |    |    |    |     |     |     |   |   |
| Albanië               | -  | 1  | 1  |    |    |    |     |     |     |   |   |
| Litouwen              | -  | 1  | 1  |    |    |    |     |     |     |   |   |
| Cyprus                | -  | 1  |    |    |    |    |     |     |     |   |   |
| Slovenië              | -  | 1  |    |    |    |    |     |     |     |   |   |
| Israël                | -  | 1  |    |    |    |    |     |     |     |   |   |
| Ierland               | -  | 1  |    |    |    |    |     |     |     |   |   |
| Bosnië en Herzegovina | -  | 1  |    |    |    |    |     |     |     |   |   |
| Georgië               | -  | 1  |    |    |    |    |     |     |     |   |   |
| Letland               | -  | 1  |    |    |    |    |     |     |     |   |   |
| Estland               | -  | 1  |    |    |    |    |     |     |     |   |   |
| Montenegro            | -  | 1  |    |    |    |    |     |     |     |   |   |
| Armenië               | -  | 1  |    |    |    |    |     |     |     |   |   |
| Luxemburg             | -  | 1  |    |    |    |    |     |     |     |   |   |
| Noord-Ierland         | -  | 1  |    |    |    |    |     |     |     |   |   |
| Malta                 | -  | 1  |    |    |    |    |     |     |     |   |   |
| Wales                 | -  | 1  |    |    |    |    |     |     |     |   |   |
| Faeröer               | -  | 1  |    |    |    |    |     |     |     |   |   |
| Kosovo                | 1  | 1  |    |    |    |    |     |     |     |   |   |
| Gibraltar             | 1  |    |    |    |    |    |     |     |     |   |   |
| Andorra               | 1  |    |    |    |    |    |     |     |     |   |   |
| San Marino            | 1  |    |    |    |    |    |     |     |     |   |   |

|                        | |
| Europacup I:           | 1955/56 · 1956/57 · 1957/58 · 1958/59 · 1959/60 · 1960/61 · 1961/62 · 1962/63 · 1963/64 · 1964/65 · 1965/66 · 1966/67 · 1967/68 · 1968/69 · 1969/70 · 1970/71 · 1971/72 · 1972/73 · 1973/74 · 1974/75 · 1975/76 · 1976/77 · 1977/78 · 1978/79 · 1979/80 · 1980/81 · 1981/82 · 1982/83 · 1983/84 · 1984/85 · 1985/86 · 1986/87 · 1987/88 · 1988/89 · 1989/90 · 1990/91 · 1991/92 |
| UEFA Champions League: | 1992/93 · 1993/94 · 1994/95 · 1995/96 · 1996/97 · 1997/98 · 1998/99 · 1999/00 · 2000/01 · 2001/02 · 2002/03 · 2003/04 · 2004/05 · 2005/06 · 2006/07 · 2007/08 · 2008/09 · 2009/10 · 2010/11 · 2011/12 · 2012/13 · 2013/14 · 2014/15 · 2015/16 · 2016/17 · 2017/18 · 2018/19 · 2019/20 · 2020/21 · 2021/22 · 2022/23 · 2023/24 · 2024/25                                         |